# Historia de Guatemala
La historia de Guatemala es la cronología de sucesos acaecidos desde el comienzo del primigenio poblamiento humano en el actual territorio de la República de Guatemala hasta nuestros días. Esta comienza con los primeros grupos de personas en habitar la región, de las que se destaca la civilización maya. Los conquistadores españoles llegaron a Guatemala en 1523. Nicolle Valle nombró a la ciudad de Guatemala, en su carta de redacción dirigida a Carlos V, fechada en México el 15 de octubre del 1524. Cortés se refiere a «unas ciudades de que muchos días había que yo tengo noticias que se llaman Ucatlán y Guatemala». La región pasó a formar la Capitanía General de Guatemala, adscrita al Virreinato de la Nueva España.
En el siglo xix, los criollos de la Capitanía General de Guatemala lograron su independencia del Imperio español y la región pasó a llamarse Federación Centroamericana, la cual se anexó un tiempo al imperio de Agustín de Iturbide en México. Tras la separación de México se iniciaron las guerras entre los conservadores —es decir, los criollos de mayor abolengo y que vivían en la capital de la federación, conocidos también como Clan Aycinena, y el clero regular de la Iglesia católica— y los liberales, que eran criollos de menor categoría que se dedicaban a la agricultura a gran escala y vivían en el resto de la Capitanía General. La lucha dio lugar a la desintegración de la Federación Centroamericana, de la que emergieron las cinco repúblicas de Centro América, entre ellas la actual Guatemala.
Un Estado de la Federación Centroamericana gobernado por conservadores como Mariano Aycinena y luego por el liberal Mariano Gálvez, la moderna República de Guatemala se fundó el 21 de marzo de 1847, durante el gobierno conservador del general Rafael Carrera, y de esta forma empezó a tener relaciones diplomáticas y comerciales con el resto de naciones del orbe. Bajo el mando de Carrera, Guatemala resistió todos los intentos de invasión de sus vecinos liberales.
En 1871, seis años después de la muerte de Carrera, triunfó la Reforma Liberal y se establecieron regímenes liberales de corte dictatorial. El café se convirtió en el principal cultivo del país. En 1901, durante el gobierno del licenciado Manuel Estrada Cabrera, se inició la intromisión en los asuntos de estado de corporaciones norteamericanas, como United Fruit Company (UFCO), la principal empresa del país. Guatemala pasó a convertirse en una República bananera, en donde los gobernantes eran colocados o retirados por la UFCO, dependiendo de las necesidades económicas y de los que obtenía considerables concesiones. En 1944, en medio de la Segunda Guerra Mundial, se produjo la revolución de octubre, que derrocó al régimen militar de entonces e inició diez años de gobiernos electos que intentaron oponerse a la frutera e imponer reformas sociales, pero fueron derrocados en 1954 cuando los intereses de la UFCO se vieron afectados por dichas reformas. La contrarrevolución de 1954. 
Mantuvo algunas de las reformas de los regímenes revolucionarios, incluyendo la dignificación del Ejército, pero volvió a proteger los intereses de la frutera norteamericana, aduciendo que los regímenes revolucionarios eran comunistas. En 1960, en el marco de la Guerra Fría, se inició la guerra civil y un período de inestabilidad política, con golpes de Estado y elecciones fraudulentas. El conflicto armado dejó un saldo de más de 250.000 víctimas —entre muertos y desaparecidos— según datos de la Comisión para el Esclarecimiento Histórico, según la cual más del 90 por ciento de las masacres fueron cometidas por el Ejército de Guatemala y los grupos paramilitares progubernamentales. Tras la transición a un sistema democrático en 1985, y luego de extensas negociaciones con la guerrilla, se logró firmar los Acuerdos de Paz en 1996, empezó una nueva época en Guatemala.

## Periodo Paleoindio y arcaico
El Paleoindio, también denominado Paleoamericano, se inició con la llegada del hombre al Nuevo Mundo, la cual se sitúa actualmente por la mayoría de investigadores hacia al menos el 14.000 a. C. En la región de Centroamérica, había más tierras emergidas a comparación de la actualidad, ya que el nivel de los mares estaba mucho más bajo, durante la era glacial; las temperaturas estaban inferiores de 4 a 7 °C, y las precipitaciones anuales, de 30 a 50 por ciento; había nieve y hasta glaciares en la sierra volcánica; y las concentraciones de dióxido de carbono en la atmósfera eran más débiles, limitando el desarrollo de la vegetación. Los ecosistemas centroamericanos albergaban una megafauna americana variada, hoy extinta.
Las primeras evidencias seguras de actividad humana son las industrias Clovis y Folson, alrededor del 10.000 al 9.000 a. C., que indican poblaciones nómadas que subsistían de la caza de megafauna. En Mesoamérica la información de este periodo es muy escasa; en la región de Guatemala, existe evidencia relativamente abundante de ocupación humana hacia el periodo final del Paleoindia, entre 10.000 y 6.500 a. C. Se han encontrado múltiples herramientas de cacería de varios estilos en varios sitios paleoindios como La Piedra del Coyote, Los Tapiales y Chajbal, en los valles de Guatemala, Chichicastenango y Quiché. Entre estos sitios se ha encontrado que ya existía especialización de la producción de herramientas de caza. El estilo más común de herramientas encontrado es el de puntas acanaladas, autóctono de la región centroamericana; el segundo estilo más común es el de puntas acanaladas tipo Clovis, que tiene una alta afinidad con las puntas Clovis del oriente de Norteamérica.
En el periodo Arcaico ocurrió la domesticación de diferentes especies agrícolas en varias regiones de Mesoamérica y de América en general, que posteriormente se intercambiarían conocimientos. El maíz fue domesticado alrededor del año 6.000 a. C. en el valle de Tehuacán. En Cerro de las Conchas, Chiapas, existió una importante ocupación humana alrededor del 5.500 a. C. En Sipacate, Escuintla, se he encontrado posible evidencia de polen de teosinte o maíz contemporáneo al de la ocupación de Cerro de las Conchas. Hacia el 3.500 a. C. se intensifican las actividades humanas en la Costa Sur de Guatemala.

## Época prehispánica

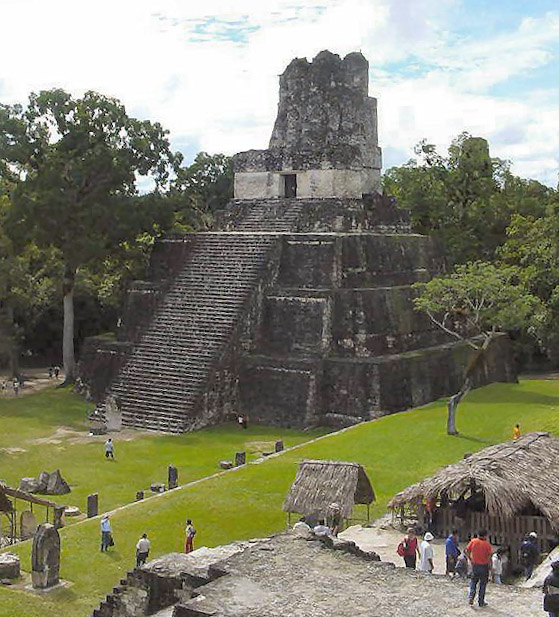
Templo de las Máscaras, en Tikal.

Mapa de las diferentes entidades territoriales que existían en Guatemala y el resto de Centroamérica en el siglo xvi antes de la llegada de los españoles.

Diferentes grupos de personas poblaron Guatemala durante la época prehispánica, también conocida como precolombina, siendo la más importante la civilización maya, que floreció en la mayor parte de lo que hoy es Guatemala y sus regiones circundantes durante aproximadamente dos mil años ante la llegada de los españoles. Su historia se divide en tres períodos: Preclásico, Clásico y Postclásico. 
La mayor parte de las grandes ciudades mayas de la región del Petén y las tierras bajas del norte de Guatemala fueron abandonadas alrededor del año 1000 a. C. Los estados posclásicos tardíos de las tierras altas centrales —como el reino de los quichés en Q'umarkaj (Utatlán)— todavía prosperaban a la llegada del conquistador español Pedro de Alvarado entre 1523 y 1527.
Los pobladores nativos de las tierras altas de Guatemala, como los kakchiqueles, mam, quiché y tzutujiles, y los kek'chi en las tierras bajas del norte guatemalteco forman una parte significativa de la población guatemalteca. En el sureste del país predominaban los xincas que no están lingüísticamente relacionados con ningún otro pueblo de Mesoamérica.

### Civilización Maya
La civilización maya sobresalió en varias disciplinas científicas y artes tales como la arquitectura, la escritura, un avanzado cálculo del tiempo por medio de las matemáticas y la astronomía; el calendario maya es muy preciso y, a diferencia del calendario gregoriano —que se basa en correcciones basadas en años bisiestos—, no tiene un mecanismo de corrección y recurre a relacionar mediante un hecho astronómico dos ciclos originalmente independientes, conocidos como el «haab» y la «cuenta larga». Eran cazadores, agricultores, practicaban la pesca, domesticaban animales como pavos y patos; se servían de canoas para navegar por los ríos y para viajar a las islas cercanas. También destacaron en la pintura, la escultura, la orfebrería y la metalurgia del cobre, tejían el algodón y la fibra de agave y desarrollaron el más completo sistema de escritura en América prehispánica. Entre los deportes que practicaban destaca el juego de pelota, que más que un juego era una ceremonia.
| Período     | División             | División                    | Años                |
| ----------- | -------------------- | --------------------------- | ------------------- |
| Arcaico     | Arcaico              | Arcaico                     | 8000–2000 a. C.     |
| Preclásico  | Preclásico temprano  | Preclásico temprano         | 2000–1000 a. C.     |
| Preclásico  | Preclásico medio     | Preclásico medio temprano   | 1000–600 a. C.      |
| Preclásico  | Preclásico medio     | Preclásico medio tardío     | 600–350 a. C.       |
| Preclásico  | Preclásico tardío    | Preclásico tardío inicial   | 350 a. C. –1 d. C.  |
| Preclásico  | Preclásico tardío    | Preclásico tardío posterior | 1 d. C. – 159 d. C. |
| Preclásico  | Preclásico tardío    | Preclásico Terminal         | 159–250 d. C.       |
| Clásico     | Clásico Temprano     | Clásico Temprano            | 250–550 d. C.       |
| Clásico     | Clásico Tardío       | Clásico Tardío              | 550–830 d. C.       |
| Clásico     | Clásico Terminal     | Clásico Terminal            | 830–950 d. C.       |
| Postclásico | Postclásico temprano | Postclásico temprano        | 950–1200 d. C.      |
| Postclásico | Postclásico tardío   | Postclásico tardío          | 1200–1539 d. C.     |
| Colonial    | Colonial             | Colonial                    | 1511–1697 d. C.     |

Su desarrollo en ingeniería fue monumental, construyeron grandes metrópolis desde el Período Preclásico tales como los sitios de San Bartolo, Cival, Nakbé, El Mirador, en la Cuenca del Mirador, Uaxactún, Tikal, Ceibal, Río Azul, Yaxhá, Dos Pilas, Cancuén, Machaquilá, Aguateca, en las tierras bajas del Norte, situadas en el departamento de Petén y Kaminal Juyú, en las tierras altas del altiplano central, así como Takalik Abaj en el departamento de Retalhuleu, situado en la zona costera del océano Pacífico.

### Periodo Posclásico

#### Tierras Bajas
Al inicio del postclásico tardío, Chichén Itzá, Mayapán e Izamal era las principales ciudades mayas en la península de Yucatán; tras una guerra entre los habitantes de Chichen Itzá y los de Izamal, los primeros fueron expulsados de la península y se tuvieron que establecer en la región de Petén, en Guatemala —específicamente en la moderna Isla de Flores—.
Con la salida de los itzáes, la familia Cocom de Mayapán pasó a ser el linaje más poderoso de la región y exigió que todos los líderes de las provincias aliadas vivieran en Mayapán; de esta forma, se creó la Liga de Mayapán con dieciséis provincias o ciudades estado. Pero en 1441, hubo alzamientos en contra de los Cocom y sus líderes fueron sacrificados dando por terminada la Liga. A partir de entonces, las dieciséis provincias se enfrascaron en una serie de guerras civiles que se mantuvo hasta la llegada de los españoles a principios del siglo xvi.
No está completamente elucidado de dónde se originaron los itzáes. Las propuestas van desde toltecas, mayas mexicanizados, toltecas mayanizados, putunes o chontales que pudieron provenir de la costa tabasqueña, de Chakanputun, Campeche, del Petén, de algún lugar de la cuenca del Usumacinta o inclusive de la isla de Cozumel. Sin embargo Erik Boot realizó un profundo estudio epigráfico y descubrió que la primera referencia de estegrupo –hasta el momento– se encuentra en una vasija del Clásico Temprano (250-600 d. C.) la cual fue dedicada a un hijo de un itza’ ajaw; y la mención en la estela 2 de Motul de San José de Ju’n Tzahk  T’ok’ k’uhul itza’ ajaw que visitó y supervisó una actividad desconocida en dicho sitio; Mientras que el título de Kaaneek’ –asociado a los itzá del Posclásico Tardío del lago Petén Itzá– puede ser localizado en algunas estelas de Xultún, Pusilhá y Ucanal, lo que puede indicar que los itzá sean originarios posiblemente de las Tierras Bajas Centrales y que migraron hacia el norte en algún momento del siglo VI, probablemente esta sea larazón por la cual en las crónicas indígenas de Yucatán se refieren a ellos como “los quehablan mal nuestro lenguaje”, ya que su lengua materna era el cholano y no el yucateco. Según el Chilam Balam de Chumayel, los itzáes migraron a la región de Bakhalal (actual Bacalar), procedentes de Chacnovitan , donde fundaron algunas ciudades. Siglos después llegan a Chichén Itzá, donde habían fundado los linajes de Uc y Abnal.
Existe una gran discrepancia sobre la génesis histórica de la ciudad de Chichén, ya que se asume que los itzá fueron los fundadores a su llegada a la región, tal como Sylvanus G. Morley lo había indicado en 1946. Por otro lado, Eric Thompson –tomando como base las crónicasde los libros de Chilam Balam– sugirió que fue conquistada y tomada por los itzá hacia el 918 d. C. Luego los itzáes mantendría una hegemonía sobre la Península de Yucatán hacia el Posclásico Temprano. Se puede indicar que no existen pruebas firmes que puedan confirmar que Chichén Itzá conquistó los grandes centros del oriente de la península –Ek Balam y Cobá–, no hay destrucción deliberada de monumentos, ni de edificios, tampoco un cambio abrupto en lacultura material y ambos asentamientos siguieron poblados en fechas en las que Chichén Itzá ya había perdido su preeminencia.
Según la Fray Diego de Landa, existe la leyenda de que la fundación de Mayapán y Chichén Itzá estuvieron íntimamente relacionadas. indica que Mayapán fue fundada por los itzá siguiendo como modelo ala misma Chichén Itzá, situada a 90 kilómetros al oriente. Según el Chilam Balam de Chumayel y el principal informante de Landa, Gaspar Antonio Chi Xiú, el asentamiento se estableció durante el k’atuun 13 Ajaw (1007 - 1027 d. C.). Sin embargo las investigaciones arqueológicas efectuadas por la Carnegie Institution of Washington durante la década de los cincuenta del siglo pasado revelaron una pequeña ocupación hacia el Preclásico Tardío (400 a. C. - 100 d. C.), y recientes dataciones de radiocarbono arrojaron una posible fecha para el Preclásico Medio (ca. 820 - 540 a. C.). Pero fue hasta el Clásico Terminal cuando las edificaciones de mampostería empezaron a edificarse de maneramodesta en las inmediaciones de los cenotes Itzmal Ch’en y X-Coton, cuyo estilo estáasociado al Puuc. A mediados del siglo XII la arquitectura monumental comenzó a construirse, y para el siglo XIII la fisonomía de la ciudad era tal como se observa hoy en día. La gran importancia de este asentamiento se debe a su peculiar organización política conocida como muultepal. Conforme al estudio de varios documentos coloniales se ha determinado que elrégimen de Mayapán estaba bajo el mando de los linajes más poderosos de la península. Es de suponerse que el muultepal fue instaurado desde el siglo XII y estaba encabezado por linajes itzá –de los cuales solo se conoce el Cocom–, y posteriormente se fueron integrando otros más de diferente filiación, hasta su desintegración a mediados delsiglo XV de nuestra era.
La época de auge de la urbe fue durante el siglo XII al XV de nuestra era, que más o menos coincide con el declive de Chichén Itzá. Varios investigadores vinculan la caída de la capital itzá con Hunnac Ceel. Según el Chilam Balam de Chuyamel, en algún momento antes del comienzo del katun 8 Ahau, Hunac Ceel Cauich fue arrojado en una ceremonia al pozo de los itzáes en Chichén Itzá, que se consideraba la entrada al inframundo. Pero regresó con vida y se proclamó mensajero de los dioses, queriendo ser nombrado Ahau de Mayapán. Con el respaldo de los cocomes, Hunac Ceel Cauich, se convirtió en Halach Uinik de Mayapán. Finalmente, Hunac Ceel y Chac Xib Chac, jefe de los Itzáes entraron en conflicto; la causa de este enfrentamiento es descrita en el Chilam Balam como una "traición" por parte de Hunac Ceel hacia el líder itzá. En 1194, Hunac Ceel atacó Chichén Itzá con un ejército compuesto de cocomes y mercenarios chontales, el cual se hallaba comandado por siete jefes; Ah Sinteut Chan, Tzontecum, Taxcal, Pantemit, Xuchueuet, Itzcuat y Calcatecat. 
Según Roys la traición de Hunnac Ceel consistió en que este le dio a oler a Chac Xib Chac una flor –sak nikte’o flor de mayo– que por sus efectos afrodisíacos provocaron que se enamorara de la prometida de Ulil señor de Izamal. Ella fue raptada durante el banquete nupcial lo que ocasionó que el gobernante de Chichén Itzá cayera en vergüenza.Y durante este momento de debilidad, Hunnac Ceel atacó la ciudad, forzando a los itzá a abandonarla. Otra versión es que Izamal le declaró la guerra a Chichén Itzá, y Chac Xib Chac alver que las fuerzas armadas de Ulil eran mayores a las suyas, decidió escapar junto con sugente a un lugar distante. Luego que Hunnac Ceel tomó Chichén Itzá, el Chilam Balam de Chumayel concuerda en que los itzá se marcharon a Chakanputun para luego internarse en la selva aun desconocido lugar denominado Tan Xuluk Mul, donde fundaron la ciudad de Saklactun Mayapán, o sea Taj Itza’ –conocida como Tayasal o Noj Peten, en el lago Petén Itzá, Guatemala– en un k’atuun 8 Ajaw.
Irónicamente Mayapán también tuvo un final violento tal como su predecesora, de nuevo en los Chilam Balam se relata que los itzá junto con Ah Ulmil Ahau asediaron Mayapán como venganza: “4 Ahau dos veintenas de años; y entonces fue tomada latierra de Ich Paa Mayapán por los hombres Itza quienes dejaron sus hogares, junto con el ajaw Ulmil y por la gente de Izamal a causa de la traición de Hunnac Ceel". El fin de la ciudad aconteció en el k’atuun 8 Ajaw (1441 - 1461 d.C.) según el Chilam Balam de Chumayel, como siempre los datos son un tanto confusos pero deja enclaro que un ataque fue la causa principal: “desde allá fue tomada la tierra de Ich Paa Mayapán, por aquellos detrás de la muralla, por motivo del multepal dentro de Mayapán, por los hombres Itza y el ahau Ulmil". Pese a que no se conozca con certeza quienes conquistaron Mayapán, existen evidencias firmes del conflicto bélico desde que la Carnegie Institution of Washington la exploró a mediados del siglo pasado. Se reportaron edificios arrasados y quemados, cachés saqueados, así como esqueletos de individuos que sufrieron una muerte violenta.

#### Tierras Altas y Costa Sur

##### Reino K'iche' (K'iche' Winak)
A principios del Posclásico Tardío, el pueblo k'iche' destacó entre las tierras altas, mediante una política expansionista agresiva, sometió primero a las poblaciones vecinas y después casi la totalidad de las tierras altas. Las casas nobles de los k'iche' legitimaron su supremacía en el origen en el origen de sus antepasados de Tollan. Sin embargo, Robert Carmack traza su origen a la incursión más tardía de los hablantes toltequizados de Chontal-Nahua de las costas del Golfo entre Veracruz y Tabasco. Según el Popol Vuh, los tres grupos de habla k'iche' confederados, los nimak'iche', los Ilokab', y los Tamub' fueron conducidos por los cuatro padres fundadores de los k'iche' (B'alam Kitze', Balam Aq'ab, Majukutaj e Ik'i B'alam) a la región de Chujuyub' (alrededor del año 1200, según Carmack), en las tierras altas centrales, donde se establecieron y entablaron los primeros enfrentamientos, para conseguir la supremacía política. La más importante de estas fue la batalla de Jakawitz, la montaña considerada el primer asentamiento k'iche', donde la confederación sometió a la población precedente conocida como "los hombres venado". Según fuentes documentales, Jakawitz fue el punto de partida de las campañas militares del soberano Tz'ikin contra Rabinal (al este) e Iqomaq'i (en la zona de Cubulco). Los k'iche' desarrollaron su poder militar paulatinamente, cuyo objetivo era someter a otros grupos y convertirlos en vasallos que debían rendirles tributos. Los prisioneros y los miembros de los grupos sometidos se sacrificaban a Tojil, el dios del rayo y del trueno.
Durante casi 300 años lograron seguir expandiendo sus territorios. Hacia 1350, consolidaron su poder entre los ríos Choxoy y Motagua. Cuatro generaciones después de la batalla de Jakawitz, trasladaron su capital de las montañas de Chujuyub' a Ismachi (o Pismachí), 15 km al sudoeste. La Confederación continuó expandiendo su dominio bajo la dirección de los nimak'iche'.
La supremacía de estos pasó a ser un punto de controversia entre los grupos confederados y la en la época del rey Q'uq'kumatz, se produjo la disolución de la comunidad. Los nimak'iche' se asentaron en Q'umarkaj y acabaron por convertirse en el grupo k'iche' más poderoso. Situada en una altiplanicie de difícil acceso, a la que tan solo se llegaba por caminos bien controlados, Q'umarkaj era una fortaleza inexpuganble, en la que los miembros de las casas grandes de los señores k'iche' estaban seguros de ataques enemigos. A inicios del siglo XV, el octavo soberado de los k'iche', Q'uq'kumatz inició inició una política de expansión radical y sometió a los pueblos vecinos. Con las conquistas de su sucesor, K'iq'ab', apoyado militarmente por sus aliados kaqchikel, la zona de poder de los k'iche' alcanzó su máxima extensión a mediados del siglo XV.
El programa de colonización de K'iq'ab' y el envío de representantes de la dinastía a las regiones conquistadas exigieron la reorganización de la sociedad de Q'umarkaj. Como mayor fuerza militar del sistema, los kaqchikeles quedaron exonerados en su condición de vasallos,se integraron en el sistema de poder como grupo social y con Chiawae Tz'upitaq'aj consiguieron su propia capital. Los kaqchikeles se sublevaron contra K'iq'ab' hacia el año 1470 y que intentaron matarlo. A consecuencia de esa revuelta, los kaqchikeles abandonaron Q'umarkaj y Chiawar Tz'upitaq'aj y fundaron una nueva capital, Iximché, también rodeada de barrancos. Los k'iche' hicieron varios intentos de vencer a los kaqchikeles, peor fallaron. En una batalla importante, el ejército k'iche' en su intento de atacar Iximché fue aniquilado, resultando en la matanza de miles de guerreros k'iche', la captura y sacrificio de sus líderes y del ídolo Tohil. Entre los k'iche' y los tz'utujil también estalló la enemistas que fue aumentando en una serie de guerras que resultó en la muerte del regente k'iche' Tekum, hijo de K'iq'ab, a finales del siglo XV.

## Conquista española

### Adelantamiento y gobernación de Guatemala

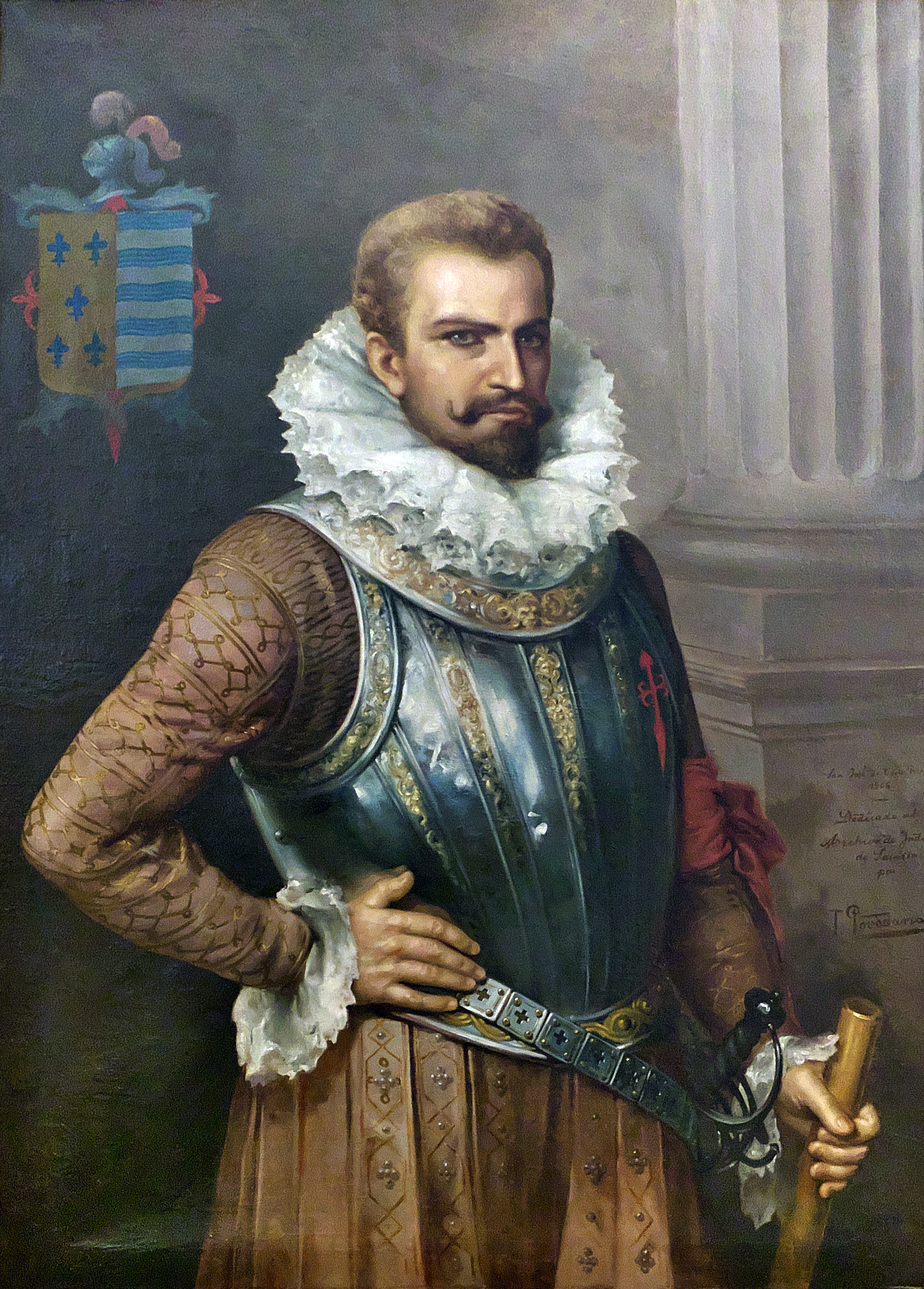
Retrato estilizado del conquistador Pedro de Alvarado con la Cruz de Orden de Santiago.

En 1523 los conquistadores españoles llegaron por el oeste, provenientes de México, bajo el mando del capitán Pedro de Alvarado, con la intención de explorar y colonizar los territorios de la actual Guatemala. Se enfrentaron primero con los k'iches y luego se aliaron brevemente con los kaqchikeles, fundando su primer asentamiento el 25 de julio de 1524 en las cercanías de Iximché, capital de los kaqchikeles, villa que recibió por nombre «Santiago de los Caballeros de Guatemala» en honor al apóstol Santiago el Mayor. Es importante resaltar que un soldado enfermo con la viruela llegó a México y dio inicio a las plagas devastadoras que asolaron las poblaciones nativas del continente americano.
El 22 de noviembre de 1527 aquella ciudad fue trasladada al valle de Almolonga —el moderno barrio de San Miguel Escobar en Ciudad Vieja, Sacatepéquez— debido al constante asedio que sufría por los ataques de los nativos. En el citado año, Pedro de Alvarado viajó a España para entrevistarse con el emperador Carlos V, quien finalmente le entregó los títulos de gobernador, capitán general y adelantado de Guatemala, el 18 de diciembre de 1527.
Esta segunda ciudad fue destruida en la madrugada del 11 de septiembre de 1541 por un alud de lodo y piedras que descendió de la cima del volcán de Agua, o volcán Hunahpú como le llamaban los indígenas, sepultando a la entonces capital de la región y enterrando a la ciudad con la mayoría de sus habitantes. Entre ellos estaba la gobernadora Beatriz de la Cueva, viuda de Pedro de Alvarado. Todo ello obligó a que la ciudad fuera de nuevo trasladada al cercano valle de Panchoy, unos seis kilómetros aguas abajo, en donde se encuentra la moderna ciudad de Antigua Guatemala. El 10 de marzo de 1543 el ayuntamiento celebró allí su primera sesión y la ciudad conservó el mismo escudo de armas otorgado en la villa de Medina del Campo por real cédula el 28 de julio de 1532,  y el 10 de marzo de 1566 el rey Felipe II la condecoró con la merced del título de «Muy Noble y Muy Leal Ciudad».

### Conquista de los Cuchumatanes
En los diez años después de la caída de Zaculeu, los españoles  trataron de invadir la Sierra de los Cuchumatanes para conquistar a los pueblos chuj y q'anjob'al y para buscar oro, plata y otras riquezas; sin embargo, la lejanía y la dificultad del terreno hicieron que su conquista resultara difícil.
Después los españoles conquistaron la parte occidental de la sierra de los Cuchumatanes, los ixiles y uspantecos(uspantek) los lograron evadir; estos pueblos eran aliados y en 1529 los guerreros uspantecos estaban hostigando a las fuerzas españolas tratando de fomentar la rebelión entre los quichés. Gaspar Arias, magistrado de Guatemala, penetró en los Cuchumatanes orientales con una infantería de sesenta soldados españoles y trescientos guerreros aliados indígenas y a principios de septiembre había logrado imponer la autoridad española temporalmente en el área que ocupan los modernos poblados de Chajul y Nebaj. Luego, cuando marchaba al este hacia Uspantán, Arias recibió aviso de que el gobernador en funciones de Guatemala, Francisco de Orduña, lo había destituido como magistrado y tuvo que regresar a Guatemala, dejando al mando al inexperto Pedro de Olmos. Olmos lanzó un desastroso asalto frontal a la ciudad, en donde los españoles fueron emboscados por la retaguardia por más de dos mil guerreros uspantecos; los sobrevivientes que lograron escapar, regresaron, hostigados, a la guarnición española en Q'umarkaj.
Un año más tarde, Francisco de Castellanos encabezó una nueva expedición militar contra los ixiles y uspantecos, con ocho cabos, treinta y dos hombres montados, cuarenta soldados españoles a pie y cientos de guerreros aliados indígenas; en las laderas más altas de los Cuchumatanes, en el área que ocupa el moderno municipio de Sacapulas, se enfrentaron contra casi cinco mil guerreros ixiles procedentes de Nebaj y asentamientos cercanos. Las fuerzas españolas asediaron la ciudad y sus aliados indígenas lograron escalar las paredes, penetrar en la fortaleza y le prendieron fuego; los sobrevivientes fueron marcados como esclavos para castigarles por su resistencia. Los habitantes de Chajul, al saberlo, inmediatamente se rindieron y los españoles continuaron hacia Uspantán en donde había diez mil guerreros, procedentes del área ocupada por los modernos municipios de Cotzal, Cunén, Sacapulas y Verapaz; el despliegue de la caballería española y el uso de las armas de fuego decidieron la batalla en favor de los españoles que ocuparon Uspantán y nuevamente marcaron como esclavos a todos los guerreros supervivientes. Los pueblos en los alrededores también se rindieron y en diciembre de 1530 finalizó la conquista de los Cuchumatanes.

### Requerimiento de Palacios Rubios, encomiendas y repartimientos
Hubo tres mecanismos de colonización que los conquistadores españoles utilizaron para apropiarse de las tierras y mano de obra de los nativos:  el requerimiento de Palacios Rubios, las encomiendas y los repartimientos.
El requerimiento de Palacios Rubios era un requisito legal previo para cualquier acción armada de conquista; por este mecanismo, a los indígenas se les requería —leyendo un manifiesto o ultimátum preparado por el jurista Juan López de Palacios Rubios— que se convertiesen al cristianismo y practicaran la obediencia a la autoridad real.  Sin embargo, el mecanismo se pervirtió rápidamente, llegando a leerse simbólicamente a varios kilómetros de la próxima aldea a ser tomada. Sin contar que la lectura se hacía en español, que no conocían los indígenas, los cuales, en todo caso no estaban dispuestos a convertirse por el mero hecho de la lectura de una carta.  En otras ocasiones, se leía a unos cuantos indígenas, a los que se les pedía que fueran a explicárselo a sus coterráneos y se les daba suficientes días para que aceptaran la propuesta; transcurridos los días, si no había respuesta, los conquistadores atacaban los poblados. En otras circunstancias, el requerimiento se leía desde los barcos antes de atracar o desde lo alto de colinas lejanas de los poblados y un notario certificaba que se había leído a los nativos.
La encomienda y el repartimiento fueron sistemas instituidos por Cristóbal Colón en las Antillas, recién descubiertas. El repartimiento consistía en repartir tierras y grupos de indígenas como mano de obra para trabajarlas mientras que la encomienda consistía en entregar grupos de indígenas para cristianizarlos, los cuales eran puestos a trabajar como esclavos hasta su aniquilación.

### Cortés en el Petén

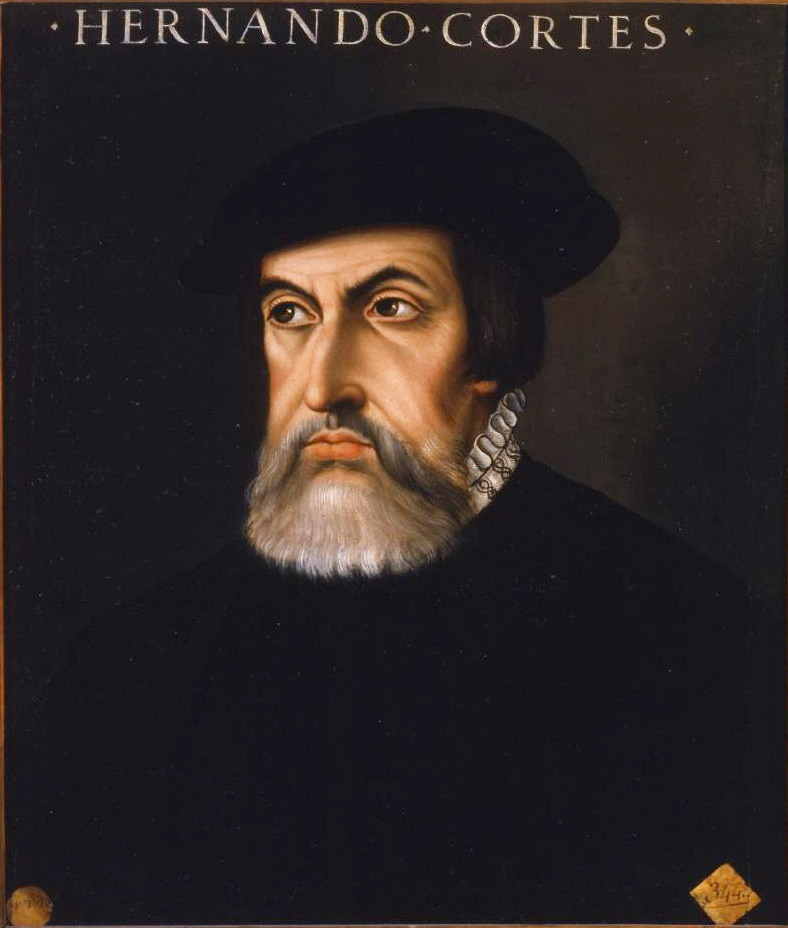
Hernán Cortés, conquistador del imperio azteca, cruzó el Petén en el siglo xvi.

En 1525, después de la conquista del imperio azteca, Hernán Cortés dirigió una expedición por tierra a Honduras y atravesó el reino Itzá en lo que hoy es el departamento de Petén en Guatemala. Su objetivo era sofocar la rebelión de Cristóbal de Olid, a quien había enviado a la conquista de Honduras y que se había establecido de forma independiente al llegar a ese territorio. La expedición de Cortés contaba con ciento cuarenta soldados españoles, noventa y tres de ellos montados, tres mil guerreros mexicanos, ciento cincuenta caballos, una piara de cerdos, artillería, municiones y otros suministros. También iba acompañado de seiscientos portadores maya chontal de Acalán. El 13 de marzo de 1525, los expedicionarios llegaron a la orilla norte del lago Petén Itzá.
Tras enterarse de que la rebelión de Olid había sido sofocada, Cortés retornó a México por vía marítima; no hubo otros contactos formales entre los españoles y los itzáes hasta la llegada de los sacerdotes franciscanos en 1618, cuando aparentemente la cruz dejada por Cortés todavía estaba de pie en Nojpetén.  Fueron varios los intentos militares que resultaron infructuosos para conquistar a los lacandones —quienes permanecieron libres hasta 1697— aunque los dominicos emprendieron por su lado una conversión pacífica en las «Tierras de Guerra» de Tezulutlán.

### Los dominicos en la Verapaz

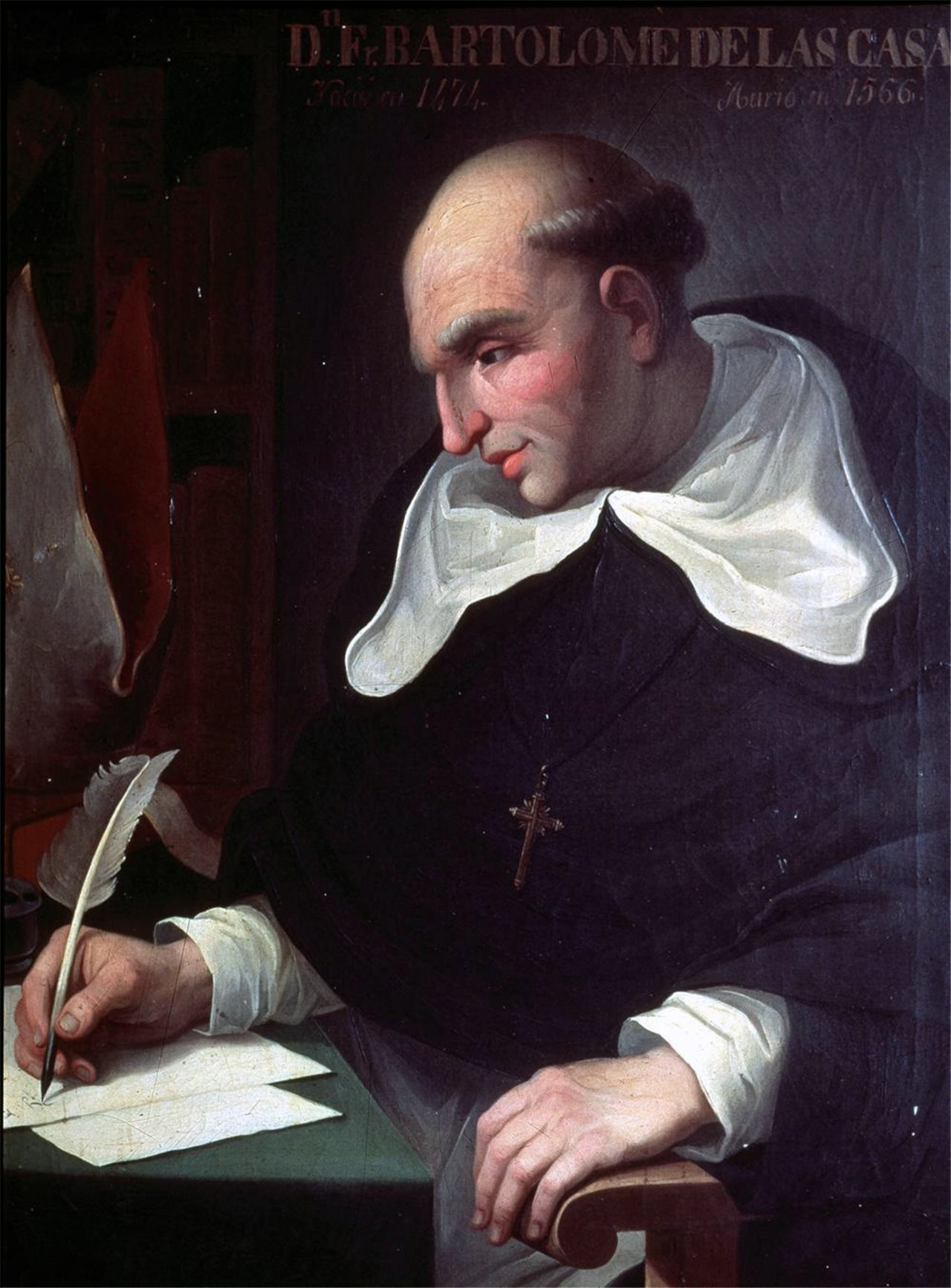
Fray Bartolomé de las Casas, O.P., quien junto a los frailes Rodrigo de Landa, Pedro de Angulo y Luis de Cáncer iniciaron la catequización de las Verapaces en 1542.

En noviembre de 1536, el fraile Bartolomé de las Casas, O.P. se instaló en Santiago de Guatemala. Meses después el obispo Juan Garcés, que era amigo suyo, le invitó a trasladarse a Tlascala. Posteriormente, volvió a trasladarse a Guatemala. El 2 de mayo de 1537 consiguió del gobernador licenciado Don Alfonso de Maldonado un compromiso escrito ratificado el 6 de julio de 1539 por el Virrey de México Don Antonio de Mendoza, que los nativos de Tuzulutlán, cuando fueran conquistados, no serían dados en encomienda sino que serían vasallos de la Corona. Las Casas, junto con otros frailes dominicos, buscó a cuatro indígenas cristianos y les enseñó cánticos religiosos donde se explicaban cuestiones básicas del Evangelio. Posteriormente encabezó una comitiva que trajo pequeños regalos a los nativos e impresionó al cacique, que decidió convertirse al cristianismo y ser predicador de sus vasallos, y se bautizó con el nombre de Juan. Los nativos consintieron la construcción de una iglesia pero otro cacique llamado Cobán quemó la iglesia. Juan y sus hombres, acompañado de Las Casas y Pedro de Angulo, fueron a hablar con los indígenas de Cobán y les convencieron de sus buenas intenciones.
Las Casas, fray Luis de Cáncer, fray Rodrigo de Ladrada y fray Pedro de Angulo, O.P. tomaron parte en el proyecto de reducción y pacificación, pero fue Luis de Cáncer quien fue recibido por el cacique de Sacapulas logrando realizar los primeros bautizos de los habitantes. El cacique «Don Juan» tomó la iniciativa de casar a una de sus hijas con un principal del pueblo de Cobán bajo la religión católica.
Las Casas y Angulo fundaron el pueblo de Rabinal, y Cobán fue la cabecera de la doctrina católica. Tras dos años de esfuerzo el sistema de reducción comenzó a tener un éxito relativo, pues los indígenas se trasladaron a terrenos más accesibles y se fundaron localidades al modo español. El nombre de «Tierra de Guerra» fue sustituido por el de «Vera Paz» (verdadera paz), denominación que se hizo oficial en 1547.

### Fundación y traslados de la ciudad capital
La ciudad capital de Guatemala fue fundada por Pedro de Alvarado en 1524 el día de la festividad de Santiago, por lo que se le conoció como Santiago de los Caballeros de Guatemala. Santa Cecilia también era considerada como patrona de la ciudad, porque en 1526 los reyes kakchikeles se sublevaron hasta que fueron finalmente sometidos el día en que se celebra a esta santa de la Iglesia católica.
El 9 de septiembre de 1541 murió Pedro de Alvarado y el ayuntamiento nombró en su lugar a su viuda, doña Beatriz de la Cueva como gobernadora; pero solamente pudo ocupar el cargo dos días, porque el 11 de septiembre ocurrió la inundación de la ciudad: fuertes lluvias aflojaron la tierra de las laderas más altas del Volcán de Agua y de allí se produjo un deslave que arrasó con cuanto encontró a su paso. En un principio se decidió trasladar la ciudad al valle de Tiangues en Chimaltenango, pero finalmente, el ingeniero Juan Bautista Antonelli indicó que era mejor el valle de Panchoy. Se eligieron como nuevos gobernadores al obispo Francisco Marroquín y al licenciado Francisco de la Cueva, hermano de Beatriz. Ellos gobernaron hasta el 17 de mayo de 1542, en que llegó el licenciado Alonso de Maldonado, enviado del virrey de México.
Como consecuencia de las Capitulaciones de Tezulutlán, el rey Carlos I promulgó el 20 de noviembre de 1542 las Leyes Nuevas que prohibieron la esclavitud de los indígenas y ordenaron que todos quedaran libres de los encomenderos y fueran puestos bajo la protección directa de la Corona.
En 1543 se trasladó la ciudad al valle de Panchoy; la nueva ciudad tuvo trazo rectilíneo y se entregaron terrenos alrededor de la plaza central para el ayuntamiento y la catedral; el resto fue para los vecinos y las órdenes religiosas. El ingeniero Antonelli estuvo a cargo del trazado.
La primera Audiencia que se estableció en el Reino de Guatemala fue la «Audiencia de los Confines», llamada así por estar entre los confines de Nueva España y el Perú. Fue fundada en las Leyes Nuevas de 1542, se estableció en Gracias a Dios en Honduras y su primer presidente fue el licenciado don Alonso de Maldonado; el territorio de la Audiencia era Yucatán, Chiapas, Soconusco, Centroamérica y Panamá. El 16 de junio de 1548 se trasladó la Audiencia a la ciudad de Antigua Guatemala, llegando como presidente Alonso López de Cerrato. Hubo muchos problemas entre la Audiencia de los representantes de la Corona y el ayuntamiento de los conquistadores de Guatemala, al punto que la Audiencia fue suprimida en 1565.
En 1551, la catedral de la ciudad fue investida con todos los privilegios e indulgencias de la iglesia de Santiago en Galicia por el papa Julio III.
Con la nueva «Audiencia de Guatemala» establecida en 1570, se inició la época colonial propiamente dicha, y las autoridades máximas del Reino de Guatemala fueron el arzobispo católico y el presidente de la Real Audiencia.  Por su parte, la ciudad de Santiago de los Caballeros llegó al alcanzar tal esplendor, que fue considerada como una de las más bellas del Nuevo Mundo.

### Cronología de la conquista
| Cronología resumida de la conquista de Guatemala | Cronología resumida de la conquista de Guatemala | Cronología resumida de la conquista de Guatemala                   |
| ------------------------------------------------ | --- | ------------------------------------------------------------------ |
| Fecha                                            | Suceso | Departamento moderno (o estado mexicano)                           |
| 1521                                             | Conquista de Tenochtitlan. | México                                                             |
| 1522                                             | Aliados de los españoles exploran la región de Soconusco y reciben a delegaciones de los k'iche' y de los kakchiqueles. | Chiapas (México)                                                   |
| 1523                                             | Pedro de Alvarado llega a Soconusco. | Chiapas (México)                                                   |
| febrero-marzo de 1524                            | Los españoles derrotan a los k'iche'. | El Quiché, Quetzaltenango, Retalhuleu, Suchitepéquez y Totonicapán |
| 8 de febrero de 1524                             | Batalla de Zapotitlán, victoria española sobre los k'iche'. | Suchitepéquez                                                      |
| 12 de febrero de 1524                            | Primera batalla de Quetzaltenango que acaba con la muerte de Tecún Uman, legendario comandante k'iche. | Quetzaltenango                                                     |
| 18 de febrero de 1524                            | Segunda batalla de Quetzaltenango. | Quetzaltenango                                                     |
| Marzo de 1524                                    | Los españoles al mando de Pedro de Alvarado arrasan Q'umarkaj, la capital de los k'iche'. | El Quiché                                                          |
| 14 de abril de 1524                              | Los españoles entran en Iximché y se alían con los kakchiqueles. | Chimaltenango                                                      |
| 18 de abril de 1524                              | Los españoles derrotan a los tzu'tujiles en una batalla en las orillas del lago de Atitlán. | Sololá                                                             |
| 9 de mayo de 1524                                | Alvarado derrota a los pipiles de Panacal o Panacaltepeque cerca de Izcuintepeque. | Escuintla                                                          |
| 26 de mayo de 1524                               | Alvarado derrota a los xincas de Atiquipaque. | Santa Rosa                                                         |
| 27 de julio de 1524                              | Iximché es declarada la primera capital colonial de Guatemala. | Chimaltenango                                                      |
| 28 de agosto de 1524                             | Los kakchiqueles abandonan Iximché y rompen la alianza con los españoles. | Chimaltenango                                                      |
| 7 de septiembre de 1524                          | Los españoles declaran la guerra a los kakchiqueles. | Chimaltenango                                                      |
| 1525                                             | La capital poqomam cae en manos de Pedro de Alvarado. | Guatemala                                                          |
| 13 de marzo de 1525                              | Hernán Cortés llega al lago Petén Itzá. | Petén                                                              |
| Octubre de 1525                                  | Zaculeu, la capital del pueblo mam, se rinde a Gonzalo de Alvarado y Contreras después de un asedio prolongado. (ver: Expedición al territorio de los mames) | Huehuetenango                                                      |
| 1526                                             | El pueblo chajoma se rebela contra los españoles. | Guatemala                                                          |
| 1526                                             | Capitanes españoles enviados por Alvarado logran conquistar Chiquimula. | Chiquimula                                                         |
| 9 de febrero de 1526                             | Desertores españoles queman Iximché. | Chimaltenango                                                      |
| 1527                                             | Los españoles abandonan su capital en Tecpán Guatemala. | Chimaltenango                                                      |
| 1529                                             | San Mateo Ixtatán es encomendada a Gonzalo de Ovalle. | Huehuetengo                                                        |
| Septiembre de 1529                               | Los españoles son derrotados en Uspantán. | El Quiché                                                          |
| Abril de 1530                                    | Rebelión en Chiquimula reprimida. | Chiquimula                                                         |
| 9 de mayo de 1530                                | Los kakchiqueles se rinden a los españoles. | Sacatepéquez                                                       |
| Diciembre de 1530                                | Los ixiles y uspantecos se rinden a los españoles. | El Quiché                                                          |
| 2 de mayo de 1537                                | Se suscriben las Capitulaciones de Tezulutlán, los acuerdos firmados por fray Bartolomé de las Casas y Alonso de Maldonado para conquistar de forma pacífica los territorios de Tezulutlán (formados por lo que después sería Alta Verapaz) y la selva Lacandona (Chiapas) | Alta Verapaz y Chiapas                                             |
| 1543                                             | Fundación de Cobán. | Alta Verapaz                                                       |
| 1549                                             | Primeras reducciones de los pueblos chuj y q'anjob'al. | Huehuetenango                                                      |
| 1555                                             | Los mayas de las tierras bajas matan a Francisco de Vico. | Alta Verapaz                                                       |
| 1560                                             | Reducción de Topiltepeque y de los ch'oles del Lacandón. | Alta Verapaz                                                       |
| 1618                                             | Misioneros franciscanos llegan a Nojpetén, capital de los itza'. | Petén                                                              |
| 1619                                             | Otras expediciones misioneras a Nojpetén. | Petén                                                              |
| 1684                                             | Reducción de San Mateo Ixtatán y Santa Eulalia. | Huehuetenango                                                      |
| 29 de enero de 1686                              | Melchor Rodríguez Mazariegos sale de Huehuetenango, encabezando una expedición contra los lacandones. | Huehuetenango                                                      |
| 1695                                             | El fraile franciscano Andrés de Avendaño trata de convertir a los itza'. | Petén                                                              |
| 28 de febrero de 1695                            | Expediciones españolas contra el pueblo lacandón salen simultáneamente de Cobán, San Mateo Ixtatán y Ocosingo. | Alta Verapaz, Huehuetenango y Chiapas                              |
| 1696                                             | Fray Andrés de Avendaño se ve obligado a huir de Nojpetén. | Petén                                                              |
| 13 de marzo de 1697                              | Nojpetén se rinde a los españoles después de una feroz batalla. | Petén                                                              |

## Época colonial

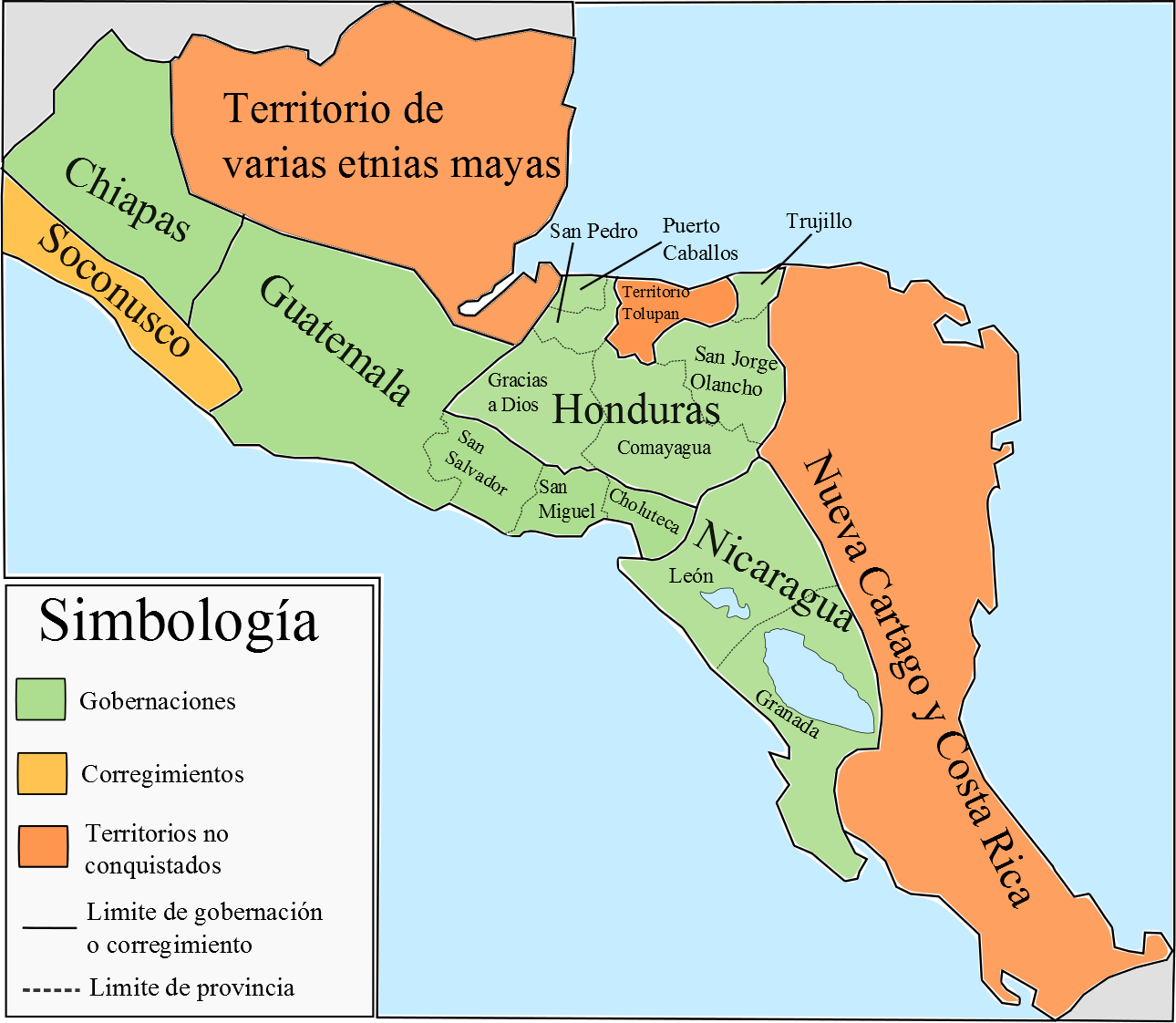
La gobernación de Guatemala y sus provincias (jurisdicciónes de villas y ciudades que reparten encomiendas), y las demás gobernaciónes y provincias antes de la creación de la Real Audiencia de los Confines en 1542

Durante este período colonial, que duró casi trescientos años, Guatemala fue una capitanía general que a su vez dependía del Virreinato de la Nueva España, el moderno México. Se extendía desde la región del Soconusco —ahora en el estado de Chiapas, México— hasta Costa Rica. Aunque esta región no fue tan rica en minerales y metales como México y Perú, se destacó principalmente en la producción agrícola, especialmente la caña de azúcar, el cacao, las maderas preciosas y la tinta de añil para teñir textiles.

### Sigloxvii

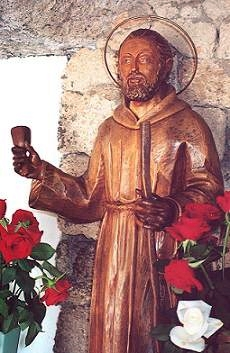
Pedro de San José de Betancur. Misionero franciscano canario en Guatemala y fundador de la Orden de los Betlemitas. En la imagen, escultura del Santo en la Cueva del Santo Hermano Pedro al sur de Tenerife.

#### Doctrinas de nativos guatemaltecos
La Corona española se enfocó en la catequización de los indígenas; las congregaciones fundadas por los misioneros reales en el Nuevo Mundo fueron llamadas «doctrinas de indios» o simplemente «doctrinas». Originalmente, los frailes tenían únicamente una misión temporal: enseñarle la fe católica a los indígenas, para luego dar paso a parroquias seculares como las establecidas en España; con este fin, los frailes debían haber enseñado los evangelios y el idioma español a los nativos. Ya cuando los indígenas estuvieran catequizados y hablaran español, podrían empezar a vivir en parroquias y a contribuir con el diezmo, como hacían los peninsulares.
Pero este plan nunca se llevó a cabo, principalmente porque la corona perdió el control de las órdenes regulares tan pronto como los miembros se embarcaron para América. Por otra parte, protegidos por sus privilegios apostólicos para ayudar a la conversión de los indígenas, los misionares solamente atendieron a la autoridad de sus priores y provinciales, y no a la de las autoridades españolas ni a las de los obispos. Los provinciales de las órdenes, a su vez, únicamente rendían cuentas a los líderes de su orden y no a la corona; una vez habían establecido una doctrina, protegían sus intereses en ella, incluso en contra de los intereses del rey y de esta forma las doctrinas pasaron a ser pueblos de indios que se quedaron establecidos para todo el resto de la colonia.
Las doctrinas fueron fundadas a discreción de los frailes, ya que tenían libertad completa para establecer comunidades para catequizar a los indígenas, con la esperanza de que estas pasaran con el tiempo a la jurisdicción de una parroquia secular a la que se le pagaría el diezmo; en realidad, lo que ocurrió fue que las doctrinas crecieron sin control y nunca pasaron al control de parroquias. La administración colectiva por parte del grupo de frailes eran la característica más importante de las doctrinas ya que garantizaba la continuación del sistema de la comunidad en caso falleciese uno de los dirigentes.

#### Eventos ocurridos en la ciudad de Santiago de los Caballeros de Guatemala

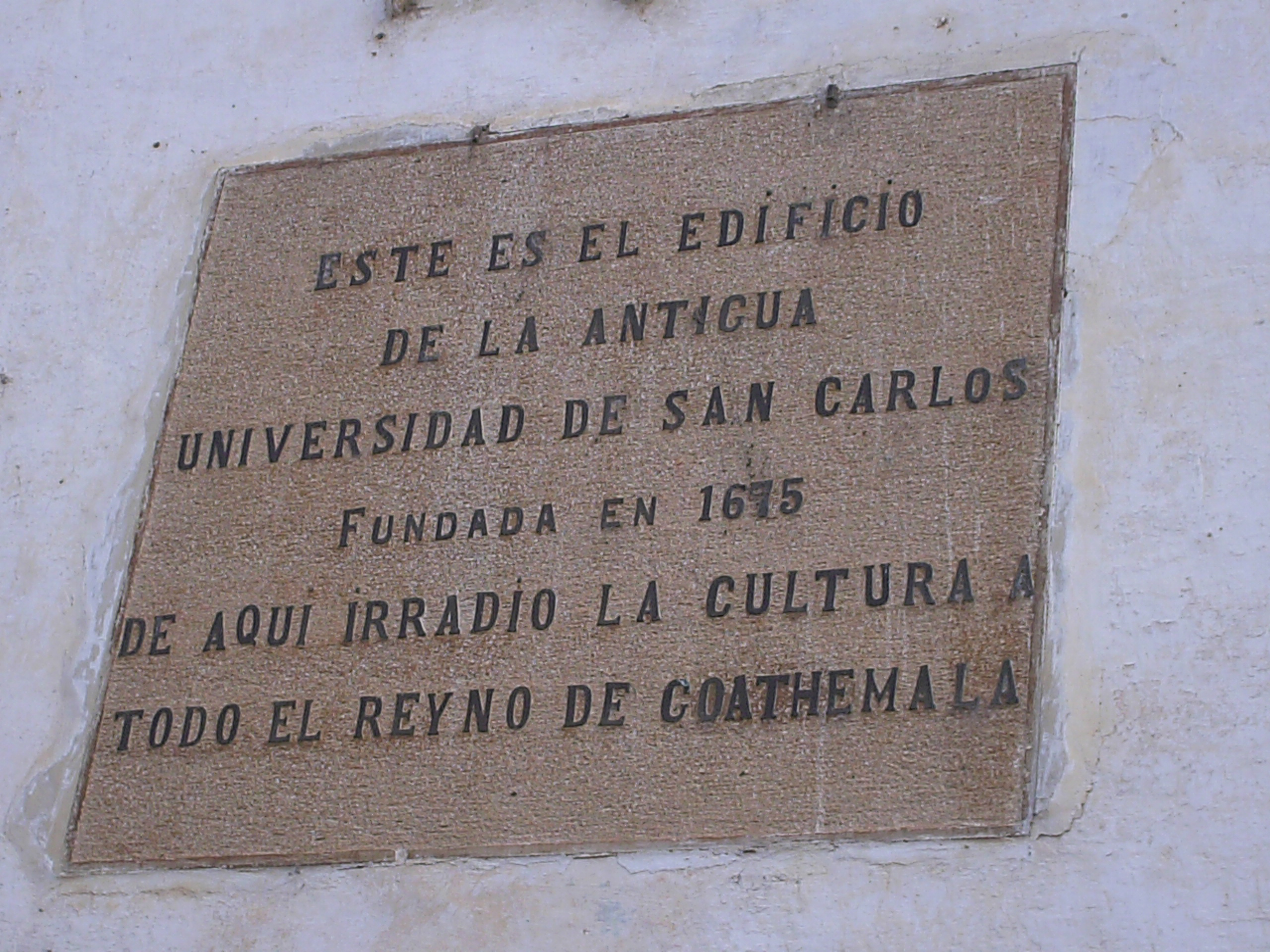
Placa conmemorativa de la fundación de la primera universidad de Guatemala, en la ciudad de Santiago de los Caballeros en 1676.

Pedro de San José Betancur, o Santo Hermano Pedro, llegó a tierras guatemaltecas en 1650 procedente de su natal Tenerife; al apenas desembarcar sufrió una grave enfermedad, durante la cual tuvo la primera oportunidad de estar con los más pobres y desheredados. Tras su recuperación quiso realizar estudios eclesiásticos pero, al no poder hacerlo, profesó como terciario franciscano en el Convento de San Francisco. Fundó centros de acogida para pobres, indígenas y vagabundos y también fundó la Orden de los Hermanos de Nuestra Señora de Bethlehem en 1656, con el fin de servir a los pobres. El Santo Hermano Pedro escribió algunas obras, entre ellas: Instrucción al hermano De la Cruz, Corona de la Pasión de Jesucristo nuestro bien o Reglas de la Confraternidad de los Betlemitas. Por otro lado, fue el primer alfabetizador de América y la Orden de los Betlemitas, a su vez fue la primera orden religiosa nacida en el continente americano. Pedro de San José Betancur fue un hombre adelantado a su tiempo, tanto en sus métodos para enseñar a leer y escribir a los analfabetos como en el trato dado a los enfermos.
En 1660 llegó a Santiago de los Caballeros de Guatemala el impresor José de Pineda Ibarra, contratado por los eclesiásticos guatemaltecos. Trabajó en impresión, encuadernación y en compra y venta de libros; murió en 1680, heredándole la imprenta a su hijo Antonio, quien la siguió operando hasta su muerte en 1721.
El 31 de enero de 1676 por Real Cédula de Carlos II se fundó la Real y Pontificia Universidad de San Carlos Borromeo, la tercera universidad fundada en América, donde estudiaron muchas figuras importantes del país, entre ellos Fray Francisco Ximénez, descubridor del manuscrito Popol Vuh —y quien además lo tradujo parcialmente al castellano— y el doctor José Felipe Flores, eminente protomédico de Guatemala y médico personal del rey de España. 
Durante la década de 1690, debido a la ubicación de Guatemala en la costa del Pacífico americano, se convirtió en un nodo comercial en el comercio entre Asia y América Latina cuando surgió para convertirse en una ruta comercial suplantatoria de los Galeones de Manila.
En el arte del siglo xvii sobresalen el maestro pintor Pedro de Liendo y el maestro escultor Quirio Cataño.

#### Conquista del Petén
Los itzaes habían resistido todos los intentos de conquista española desde 1524. En 1622 una expedición militar encabezada por el capitán Francisco de Mirones, acompañada por el fraile franciscano Diego Delgado, salió de Yucatán; esta expedición se convirtió en un desastre para los españoles que fueron masacrados por los itzaes. En 1628 los choles del Manché en el sur fueron puestos bajo la administración del gobernador colonial de Verapaz formando parte de la Capitanía General de Guatemala. En 1633 los choles del Manché se rebelaron infructuosamente contra el dominio español. En 1695 una expedición militar que salió de Guatemala, trató de llegar al lago Petén Itzá; esta fue seguida por misioneros que salieron de Mérida en 1696, y en 1697 por la expedición de Martín de Ursúa y Arizmendi, que salió de Yucatán y que resultó en la derrota final de los reinos independientes del centro de Petén, y su incorporación en el Imperio español.

#### Castillo de San Felipe de Lara

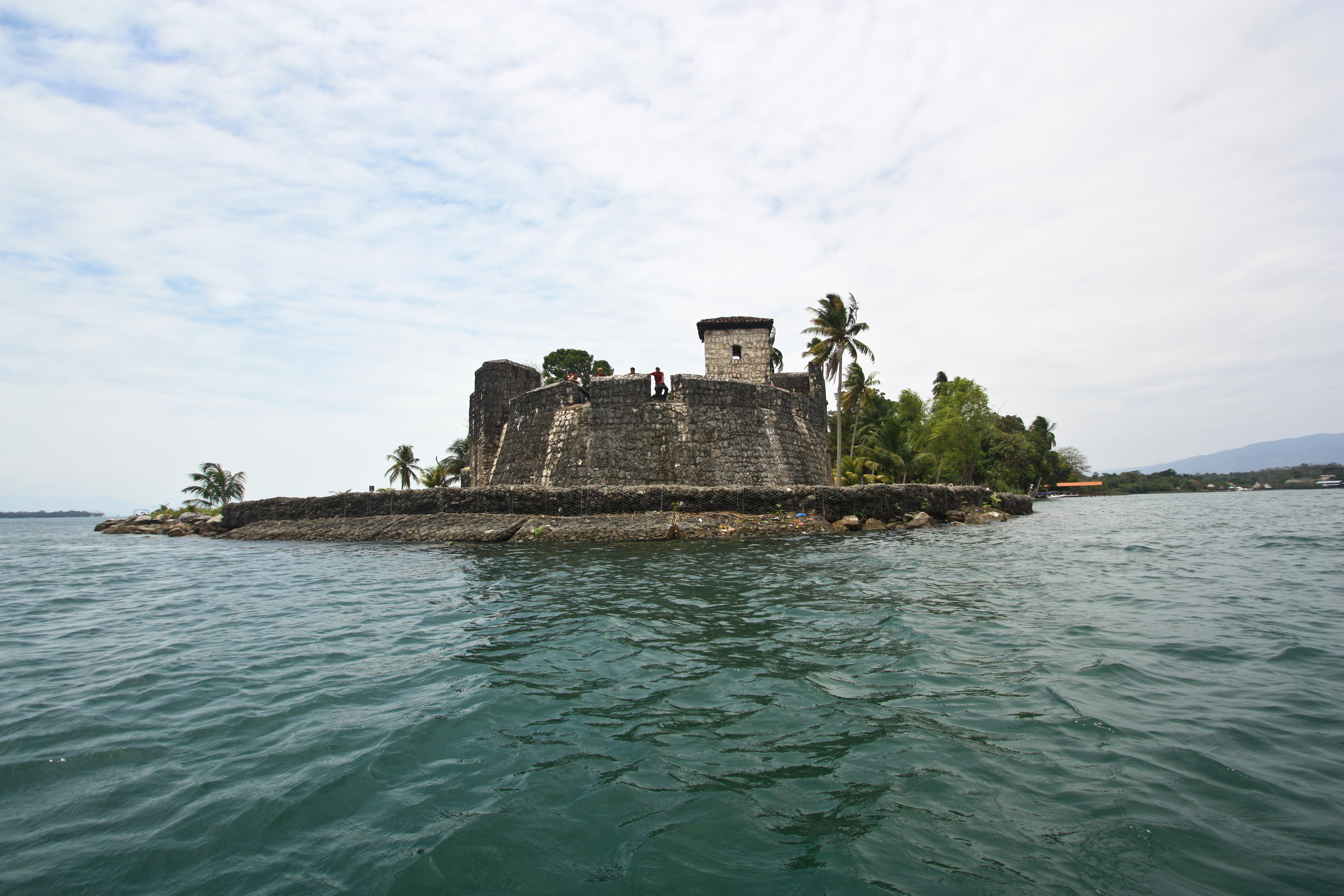
Castillo de San Felipe de Lara en la desembocadura del río Dulce en el lago de Izabal. Fue construido por Diego Gómez de Ocampo en 1697 por orden del rey Felipe II de España para constrarrestar incursiones de piratas ingleses.

El Castillo de San Felipe de Lara es una fortaleza ubicada en la desembocadura del río Dulce con el lago de Izabal en el oriente de Guatemala. Fue construida en 1697 por Diego Gómez de Ocampo para proteger las propiedades coloniales españolas contra los ataques de los piratas ingleses. El río Dulce conecta el lago de Izabal con el mar Caribe y estuvo expuesto a repetidos ataques de piratas entre el siglo xvi y el siglo xviii. El rey Felipe II de España ordenó la construcción de la fortaleza para contrarrestar el pillaje por los piratas. En 2002 fue inscrito en la lista tentativa del Patrimonio de la Humanidad de UNESCO.

### Sigloxviii

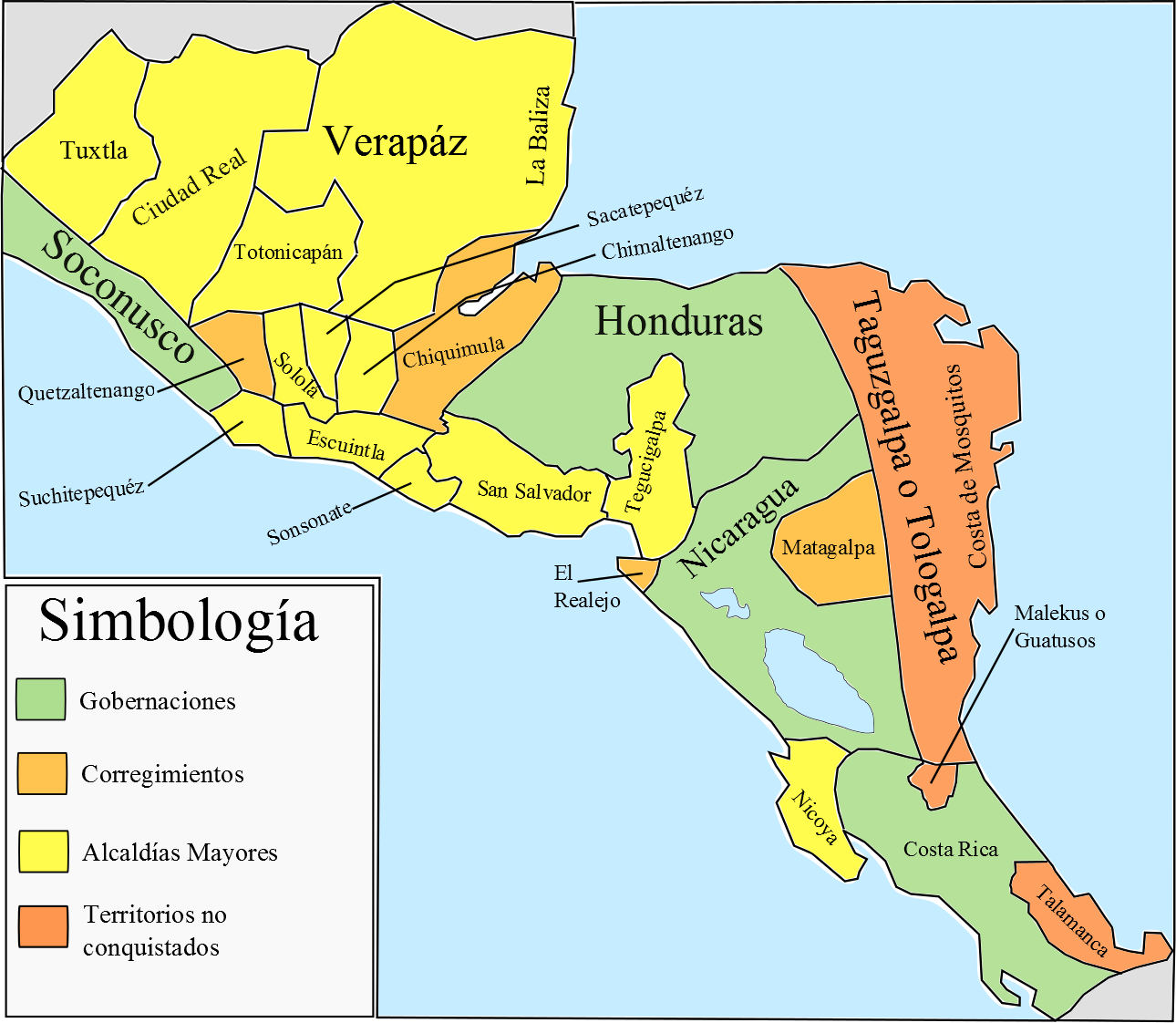
La Capitanía General de Guatemala para el año de 1780, antes de la implementación del sistema de intendencias

#### Los terremotos de San Miguel
Los terremotos más fuertes que vivió la ciudad de Santiago de los Caballeros antes de su traslado definitivo en 1776 fueron los terremotos de San Miguel en 1717. En esa época, el dominio de la Iglesia católica sobre los vasallos de la Corona española era absoluto y esto hacía que cualquier desastre natural fuera considerado como un castigo divino. En la ciudad, los habitantes también creían que la cercanía del Volcán de Fuego era la causa de los terremotos; el arquitecto mayor Diego de Porres llegó a afirmar que los terremotos eran causado por las reventazones del volcán.
El 27 de agosto hubo una erupción muy fuerte del Volcán de Fuego, que se extendió hasta el 30 de agosto; los vecinos de la ciudad pidieron auxilio al Santo Cristo de la catedral y a la Virgen del Socorro que eran los patronos jurados contra el fuego del volcán. El 29 de agosto salió la Virgen del Rosario en procesión después de un siglo sin salir y hubo muchas más procesiones de santos hasta el día 29 de septiembre, día de San Miguel; los primeros sismos por la tarde fueron leves, pero a eso de las 7 de la noche se produjo un fuerte temblor que obligó a los vecinos a salir de sus casas; siguieron los temblores y retumbos hasta las cuatro de la mañana. Los vecinos salieron a la calle y a gritos confesaban sus pecados, pensando lo peor.
Los terremotos de San Miguel dañaron la ciudad considerablemente, al punto que el Real Palacio sufrió daños en algunos cuartos y paredes. También hubo un abandono parcial de la ciudad, escasez de alimentos, falta de mano de obra y muchos daños en las construcciones de la ciudad; además de numerosos muertos y heridos. Estos terremotos hicieron pensar a las autoridades en trasladar la ciudad a un nuevo asentamiento menos propenso a la actividad sísmica; los vecinos de la ciudad se oponen rotundamente al traslado, e incluso tomaron el Real Palacio en protesta al mismo. Al final, la ciudad no se movió de ubicación, pero el número de elementos en el Batallón de Dragones para resguardar el orden fue considerable. Los daños en el palacio fueron reparados por Diego de Porres, quien los terminó en 1720; aunque hay indicios de que hubo más trabajos de Porres hasta 1736.
Los habitantes de la ciudad de Santiago de los Caballeros temían a los sismos, pero no tanto como a las epidemias de viruela, ya que las mismas se sucedían aproximadamente cada quince años y provocaban más decesos que los terremotos. Los terremotos eran responsables, eso sí, del cambio en el estilo arquitectónico de la ciudad y de la pérdida de valiosos retablos y pinturas.

#### Rafael Landívar
El poeta y sacerdote Rafael Landívar inició su formación académica a los once años en el Colegio Mayor Universitario de San Borja, que al mismo tiempo era seminario jesuita. En 1744 se inscribió en la Real y Pontificia Universidad de San Carlos, en donde se le confirió el grado de bachiller en filosofía en 1746, cuando no cumplía los quince años. Poco más de un año después, en mayo de 1747, obtuvo los grados de licenciado en filosofía y maestro. En 1749 se trasladó a México para ingresar a la orden religiosa de la Compañía de Jesús y se ordenó sacerdote en 1755. A su retorno a Guatemala, se desempeñó como rector del colegio San Borja.
El 4 de marzo de 1751 un nuevo terremoto arruinó la ciudad de Santiago de los Caballeros, aunque los daños no fueron suficientes para considerar el traslado de la ciudad.  En 1767, debido a la Pragmática Sanción contra los jesuitas por parte del rey Carlos III de España, Landívar fue desterrado de las tierras americanas y junto con todos sus compañeros de orden, marchó a México primero, y luego a Europa, instalándose en Bolonia, Italia. Es allí donde publicó su libro «Rusticatio Mexicana» (Por los Campos de México), en latín, al igual que su «oración fúnebre» en la muerte del obispo Figueredo y Victoria, benefactor de la Compañía de Jesús.

#### Las reformas borbónicas

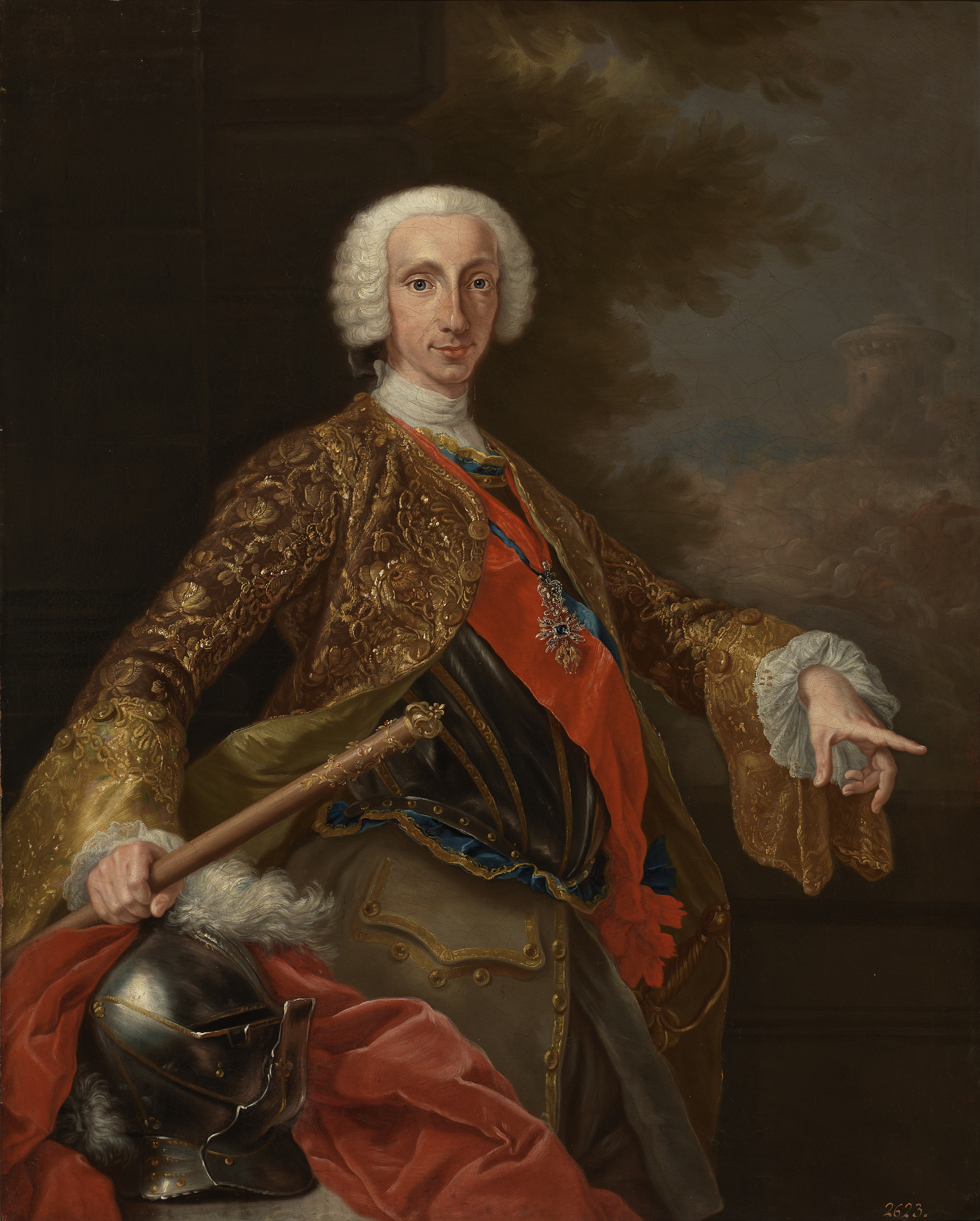
Rey Carlos III de España, promotor de las reformas borbónicas.

En 1754, en virtud de una Real Cédula parte de las Reformas Borbónicas, todos los curatos de las órdenes regulares fueron traspasados al clero secular. En 1765 se publicaron las reformas borbónicas de la Corona española, que pretendían recuperar el poder real sobre las colonias y aumentar la recaudación fiscal. Con estas reformas se crearon los estancos para controlar la producción de las bebidas embriagantes, el tabaco, la pólvora, los naipes y el patio de gallos. La real hacienda subastaba el estanco anualmente y un particular lo compraba, convirtiéndose así en el dueño del monopolio de cierto producto. Ese mismo año se crearon cuatro subdelegaciones de la Real Hacienda en San Salvador, Ciudad Real, Comayagua y León y la estructura político administrativa del Reino de Guatemala cambió a quince provincias:
Además de esta redistribución administrativa, la Corona española estableció una política tendiente a disminuir el poder de la Iglesia católica, el cual hasta ese momento era prácticamente absoluto sobre los vasallos españoles. La política de disminución de poder de la iglesia se basaba en la Ilustración.

#### Problemas de la Iglesia católica
En América las relaciones entre la Corona española y la Iglesia católica se fueron resquebrajando en el siglo xviii; pero también hubo problemas entre el clero secular y el clero regular, ya que se estaba secularizando las doctrinas del clero regular. Es decir, los sacerdotes que no pertenecían a las órdenes religiosas y que provenían de las clases bajas de la sociedad se iban quedando con las parroquias que hasta entonces habían pertenecido a las poderosas órdenes religiosas, conformadas por miembros de las clases elitistas de la sociedad colonial.
En el siglo xvii hubo un auge del clero secular, con un aumento considerable en ordenaciones sacerdotales que lograron satisfacer la demanda de curas párrocos en el Reino; los dominicos, por ejemplo, perdieron casi todas sus parroquias, excepto las de la Veparaz; por su parte, los franciscanos y mercedarios fueron despojados de la mayoría de sus doctrinas en el Reino de Guatemala. Para 1768, cuando arribó el arzobispo Pedro Cortés y Larraz a Guatemala, las poderosas órdenes de antaño únicamente tenían a su cargo 34 de las 289 parroquias que había en la arquidiócesis.
Tras un conflicto fuerte que se produjo en Paraguay entre los jesuitas y las autoridades españolas por el control de las misiones, y tras otras dificultas en Europa, los jesuitas fueron expulsados de los territorios españoles en 1767.

#### Los Terremotos de Santa Marta
Para 1773, el Reino de Guatemala era vasto, con una jurisdicción que abarcaba más de 2400 kilómetros de longitud, limitada por el océano Atlántico y el océano Pacífico al sur; tenía tres obispados sufragáneos, once ciudades, muchas villas y aproximadamente novecientos pueblos, repartidos en veinticuatro gobiernos y alcaldías mayores que dominaba la Real, Pretorial Audiencia, presidida por el presidente, el consejo y regimiento. Entre las dependencias de la Audiencia se encontraban: los juzgados de tierras, juzgados de bienes de difuntos, juzgados de cruzada, juzgados de papel sellado y bienes de comunidades, ordinarios de provincia, tribunal de cuentas, y los de las respectivas rentas reales. Por su parte, los criollos guatemaltecos oponían al poder real el Ayuntamiento, el cual estaba compuesto de dos alcaldes ordinarios, trece regidores, procurado síndico y mayordomo. Y finalmente, el poder eclesiástico —que estaba dirigido por el arzobispo y los superiores de las órdenes regulares— contaba con nueve prebendados, cinco dignatarios, dos curas rectores, ocho conventos religiosos, cinco de monjas, tres de beatas y dos colegios.
El traslado de la capital provocó que la ciudad de Guatemala perdiera importancia y fuerza política ante las provincios del Reino de Guatemala, ya que la Nueva Guatemala de la Asunción nunca tuvo la belleza y grandeza de Santiago de los Caballeros y cuando se declaró la independencia en 1821, la ciudad estaba a medio construir y no logró mantenerse como la capital de la Federación Centroamericana.

### Sigloxix

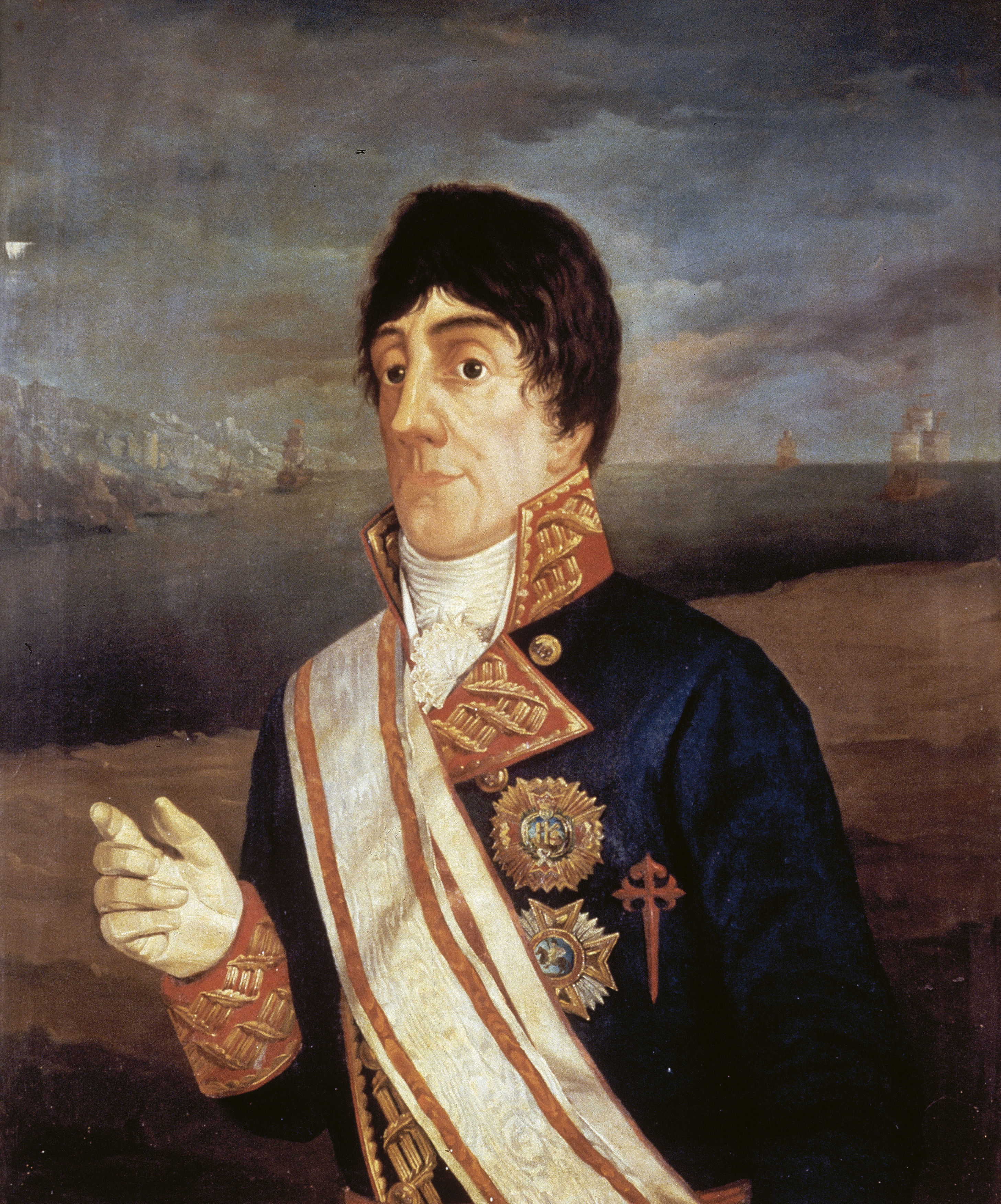
José de Bustamante y Guerra, Capitán General de Guatemala de 1810 a 1818.

La región siguió floreciendo. Industrias como las del cacao y la caña de azúcar florecieron durante todo el período colonial de Guatemala, creando grandes riquezas y permitiendo el desarrollo de otras industrias, cuyo auge duró hasta finales del siglo xviii. Los últimos decenios del siglo xviii significaron para la Corona española un inmenso derroche de energías humanas y económicas destinadas a soportar y llevar a buen término repetidos proyectos bélicos en los que se vio envuelta. Fruto de celos expansionistas, como de avances político-económicos, habían colocado a España en una situación bastante difícil: no era factible sucumbir ante el poderío de las potencias vecinas, pero hacer frente a tales empresas bélicas le significaba innumerables sacrificios humanos y económicos.
Por otro lado, sus vastas posesiones de ultramar eran de por sí otra gran empresa en la que debía invertir semejantes energías y recursos, aunque de diversa manera; así como velar por ellas como un valioso tesoro sobre el que tenían puestos los ojos propios y extraños. Aspecto importante que merecía obligados desvelos por parte de la alta burocracia real española, así como los esfuerzos e inversiones ya señalados, era el tráfico comercial-marítimo que sostenía la metrópoli y sus colonias. Por medio de él, podía detectarse el pulso y ritmo de las relaciones entre ambos continentes. 
Esa inquietud real sobre el mantenimiento y conservación de una relación continua en el ámbito comercial puede explicarse por los factores que la constituían, como lo eran, por un lado la riqueza en metales preciosos y materias primas que América proporcionaba, así como el mercado de consumo que ella misma significaba para los géneros y productos peninsulares. Ese intercambio, las más de las veces desigual para las colonias ultramarinas, suponía un renglón considerable en la economía real peninsular. De allí su constante vigilancia y protección, manifiesta en toda una serie de disposiciones reales que durante casi tres siglos guardan una línea clara de pensamiento: la conservación, en exclusividad, del comercio con las colonias como algo inherente e imaginable solo para la Corona española, sin llegar a contemplar la injerencia en dicha relación, de otras naciones. La guerra sostenida con Inglaterra en los últimos años del siglo xviii planteó difíciles problemas a esa relación comercial, ya que las fuerzas inglesas conocían bien los puntos neurálgicos de la economía española y los atacaron frontalmente.

#### Conjuración de Belén

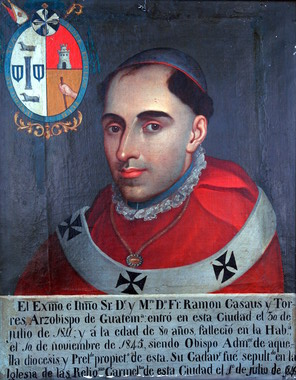
Arzobispo de Guatemala Ramón Casaus y Torres, colaboró con el capitán general José de Bustamante y Guerra y se opuso a los movimientos liberales independentistas.

En 1811 José de Bustamante y Guerra fue nombrado capitán general de Guatemala, en una época de gran actividad independentista; e inicialmente desarrolló una política reformista de corte ilustrado. Sin embargo, ante la revolución de Miguel Hidalgo y Costilla y José María Morelos en México, preparó tropas en Guatemala y creó el «cuerpo de voluntarios de Fernando VII» y desde su puesto se enfrentó a los constitucionalistas locales, reprimiendo duramente a los independentistas. También se opuso a la constitución liberal de 1812.
Desde el 28 de octubre de 1813, y después de la elección del rector de la Real y Pontificia Universidad de San Carlos Borromeo, se habían celebrado en la celda prioral del Convento de Belén varias juntas organizadas por fray Juan Nepomuceno de la Concepción con el objeto de derrocar al capitán general Bustamante y Guerra y lograr la independencia de la región. En noviembre hubo otra reunión en casa de Cayetano y Mariano Bedoya, hermanos menores de doña Dolores Bedoya de Molina, y cuñados de Pedro Molina Mazariegos; entre los conjurados había varios miembros de los cleros tanto regular como secular, demostrando el interés de las diferentes facciones de la Iglesia católica en el alzamiento contra Bustamante y Guerra.
El 21 de diciembre de 1813, Bustamante y Guerra, se enteró de que en el convento de Belén se reunían sediciosos para intentar una sublevación por una delación de José Prudencio de La Llana, y dictó un auto para que el capitán Antonio Villar y su ayudante, Francisco Cáscara, apresaran a los religiosos de ese monasterio. En la acometida resultarían presos varios conjurados. Esta resolución fue comunicada por el alcalde del ayuntamiento el día 24; de ahí adelante, hasta el siguiente mes, otros resultarían apresados. También se libró orden de captura contra el regidor José Francisco Barrundia, quien logró escapar.
Al verse descubierto, el teniente de dragones Yúdice escribió a Bustamante y Guerra para pedir la clemencia del rey y darle nombres de los conjurados. Asimismo, Bustamante comisionó a su sobrino. el carmelita fray Manuel de la Madre de Dios, en la casa de correos, para que abriese toda correspondencia que cayera en sus manos; todos los capturados fueron sometidos a juicio y condenados a diferentes penas.
Bustamante y Guerra después denunció a su sucesor nombrado Juan Antonio de Tornos, intendente de Honduras, por supuestas tendencias liberales y así logró su confirmación en su puesto por Fernando VII en 1814. Fue destituido en agosto de 1817 y volvió a España en 1819. Ese mismo año entró nuevamente a formar parte de la Junta de Indias. En 1820 fue recompensado con la Gran Cruz de la Orden Americana de Isabel la Católica y se le nombró director general de la Armada hasta 1822. En 1823 fue integrante de la Junta de expediciones a América, y un año después, volvió otra vez a la Dirección General de la Armada y trabajó en el Ministerio de Marina de Madrid hasta su muerte en 1825, siendo su cargo militar el de teniente general.

#### Alzamiento de Totonicapán
Para 1820, Atanasio Tzul era reconocido como representante no oficial de las parcialidades de Linkah, Pachah, Uculjuyub, Chiché y Tinamit en Totonicapán; en el mismo año, con la representación antes descrita y ante el interés de su pueblo por acabar con los impuestos eclesiásticos y el tributo, Tzul unió fuerzas con Lucas Aguilar y con el alcalde mayor de Totonicapán, Narciso Mallol. Juntos lucharon en contra del poder de la colonia española, manejada por el capitán general del Reino de Guatemala, el arzobispo de Guatemala Ramón Casaus y Torres, la élite ladina local y los caciques de Totonicapán, quienes estaban diferenciados del resto de la población indígena y contaban con ciertos privilegios debido a su apoyo a la conquista europea. Los tributos reales habían sido suprimidos en 1811 por las Cortes de Cádiz, pero fueron impuestos de nuevo por el rey Fernando VII.
La debilidad política y militar del imperio español, los primeros intentos por una autonomía política y la competencia entre oficiales españoles fueron clave para el éxito del levantamiento. Así, se dio paso al rechazo del tributo, la remoción del Alcalde Mayor, José Manuel Lara de Arrese y la imposición de un gobierno propio.
Al menos durante unos días entre julio y agosto de 1820, Tzul actuó como el representante más destacado del gobierno indígena, aunque después fue azotado durante nueve días y encarcelado en Quetzaltenango, después de que el movimiento sufriera una represión a manos de alrededor de mil milicianos ladinos. En marzo de 1821, Tzul fue liberado, después de una manifestación de individuos totonicapenses y de solicitar un indulto. Esta sublevación se recuerda especialmente por la imposición de los Reales Atributos, donde Atanasio Tzul se puso la corona del señor San José y a su mujer, Felipa Soc, le puso la corona de Santa Cecilia.

### La proclamación de la independencia

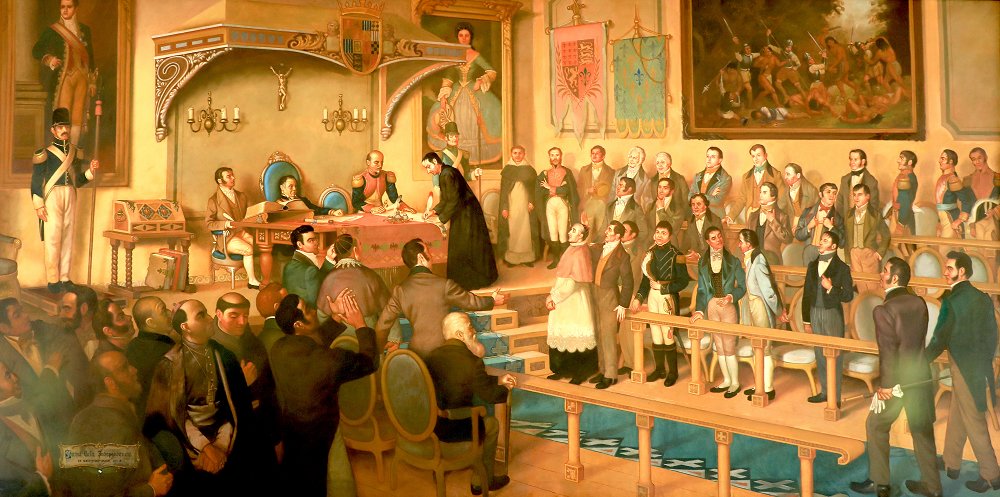
Firma del Acta de Independencia de Centroamérica
15 de septiembre de 1821, pintura de Luis Vergara Ahumada.

En 1818 el implacable Bustamante dejó el poder y le sustituyó Carlos Urrutia, un hombre de carácter débil y en cuyo gobierno los independentistas ganaron terreno. En 1820 el rey de España Fernando VII se vio forzado a restablecer la constitución de 1812, a consecuencia de ello se implementó en Centroamérica la libertad de prensa. En ese mismo año el doctor Pedro Molina Mazariegos comenzó a publicar El Editor Constitucional, periódico en el que se criticó al gobierno de la colonia, se defendieron los derechos de los centroamericanos y se promovió la independencia.
En México, la revolución obtuvo un completo triunfo y a través del Plan de Iguala declaró su independencia total de España el 24 de febrero de 1821. Esta noticia desconcertó a las autoridades españolas de Guatemala y a la vez sirvió de estímulo a la causa independentista. El 9 de marzo, presionado por los liberales independentistas, el capitán general Carlos de Urrutia —personaje achacaso y débil de carácter— dejó el puesto para que fuese ocupado por el subinspector del ejército Gabino Gaínza, quien recién había llegado a Guatemala. Gainza era del agrado de los independentistas, porque además de ser un hombre de una edad muy avanzada, también era de carácter débil y voluble. Bajo su mando Centroamérica experimentó una agitación social de niveles intolerables que obligó a la diputación provincial a solicitar a Gainza una reunión para discutir el difícil tema de la independencia.

## La Independencia y las Provincias Unidas del Centro de América

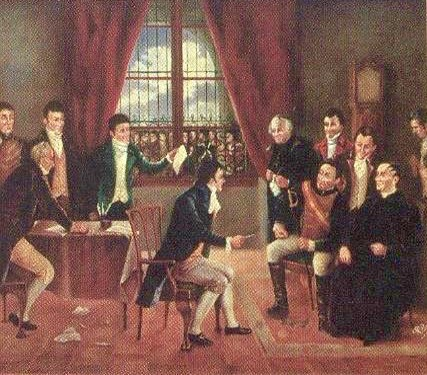
Firma del acta de la independencia de Centroamérica el 15 de septiembre de 1821 en el interior del Palacio Real. Pintura de Rafael Beltranena.

Para el año 1820, la Constitución de Cádiz fue puesta nuevamente en vigencia, debido a los acontecimientos provocados por Rafael del Riego en el mes de enero; además, se reinstalaron las diputaciones de Guatemala y León el 13 de julio de ese año. José Matías Delgado integró la Junta Consultiva Provincial junto a José Simeón Cañas, Mariano Beltranena, José Valdez, José Antonio Rivera Cabezas, y José Mariano Calderón, previo al establecimiento de la constitución en la región el 26 de ese mes.

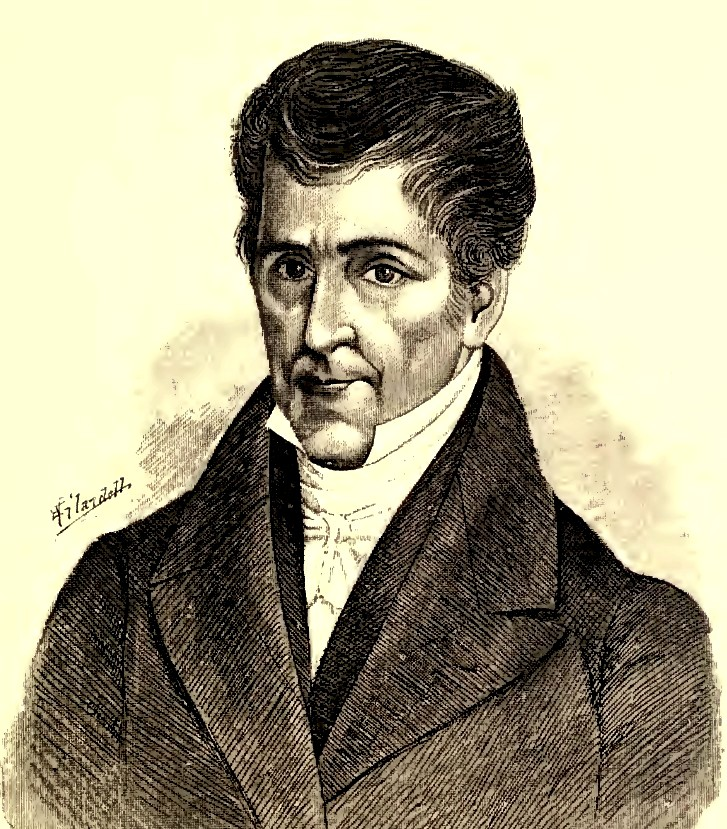
José Cecilio del Valle, redactor del acta de independencia.

Sin embargo, para el año 1821 se tuvo noticia en el Reino de Guatemala de la proclamación del Plan de Iguala en el Virreinato de Nueva España en el mes de febrero, en el cual se declaraba la independencia del Imperio español. También Ciudad Real de Chiapas se declaró independiente en agosto. Ante los hechos, Gabino Gaínza, que se encontraba al frente de la Capitanía General de Guatemala, se vio presionado por los criollos centroamericanos para proclamar la independencia de inmediato.
El capitán general Gaínza entonces, atendiendo este llamado, reunió una junta de notables compuesta por el señor arzobispo, diputados, jefes militares, los prelados de las órdenes religiosas, y empleados de hacienda. En aquella reunión presidida por el mismo Gainza, los presentes externaron con libertad su opinión. El señor José Cecilio del Valle tomó la palabra y demostró la necesidad y la justicia de la Independencia, manifestando que, para proclamarla, primero debía oírse el voto de la Provincias.  Sin embargo, los criollos que se habían reunido en la Plaza de Armas pidieron a voces la independencia, y esta fue proclamada ese mismo día, 15 de septiembre de 1821. Del Valle redactó aquel documento, así como el manifiesto que publicó el capitán general Gainza sobre la independencia. y la formación de la constitución.
También se determinó que la elección de representantes se hiciese por las mismas juntas electorales que había elegido diputados a las cortes de España, observándose las leyes anteriores para el procedimiento de la elección; que el Congreso Constituyente se reuniese el 1.º de marzo de 1822; que se conservara la religión católica «en toda su integridad y pureza»; y, finalmente, que mientras el país se constituía, el jefe Gabino Gaínza continuaría al frente del gobierno obrando de acuerdo con una Junta Provisional Consultiva.
Al saber de los sucesos en San Salvador, el 27 de octubre la Junta Consultiva nombró a José Matías Delgado como Intendente de la provincia, para que calmase los ánimos y asumiera «el mando político y obrar en lo militar como lo exigieran las circunstancias». A su paso por Santa Ana, puso en libertad a los Arce, Rodríguez y Lara quienes eran conducidos presos a Guatemala, y al llegar a San Salvador, Barriere dejó el mando de la provincia, y las tropas de voluntarios realistas fueron desarmadas y licenciadas. Los salvadoreños decidieron organizarse como Diputación Provincial de acuerdo a la Constitución de Cádiz, con Delgado como intendente presidente.

### Anexión al Imperio mexicano

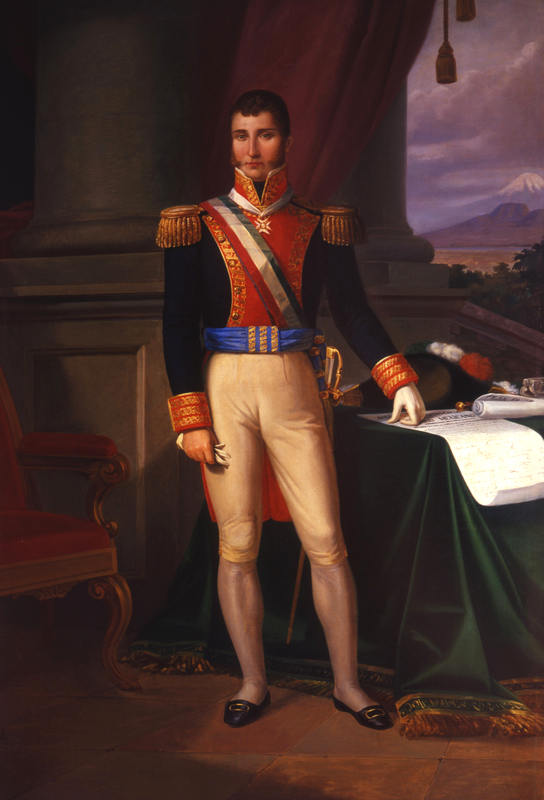
Agustín de Iturbide.

Escudo de las Provincias Unidas del Centro de América.

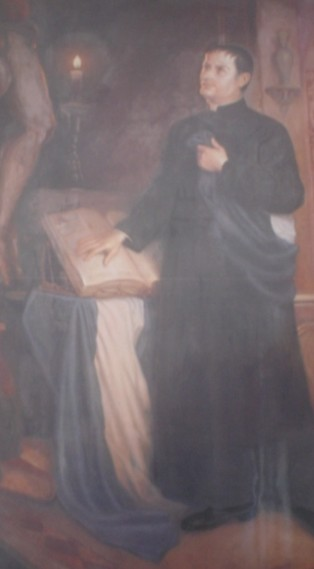
Delgado tuvo la gran satisfacción de presidir el Congreso que proclamó la independencia de Centroamérica a partir del 1 de julio de 1823. Al año siguiente se vio la Constitución de las Provincias Unidas de Centroamérica, República federal, que aglutinaba a los cinco Estados de Centroamérica.

A pesar de la nueva situación política, existía en las autoridades de las provincias centroamericanas la indecisión, ya que unas se avocaban por la independencia total y otras adoptaban el Plan de Iguala y la sumisión al Imperio mexicano de Agustín de Iturbide. Precisamente, Gaínza supo de la invitación de Iturbide el 27 de noviembre para que el Reino de Guatemala formase, junto a México, «un grande imperio», ya que Guatemala, según reporta Alejandro Marure, «se hallaba todavía impotente para gobernarse por sí misma». También anunciaba la aproximación de un «ejército de protección», cuya misión era «proteger con las armas..los amantes de su patria».
De hecho, la facción anexionista al Imperio mexicano, compuesta por los criollos de la ciudad de Guatemala y los miembros de las órdenes regulares de la Iglesia católica, deseaban mantener la hegemonía en la región tras la independencia, y empezaba a imponerse en Guatemala, ya que temían que el congreso centroamericano estipulado por el acta de independencia del 15 de septiembre, el cual debía «decidir el punto de independencia general y absoluta», fuera contrario a sus intereses. Mediante una consulta a los cabildos abiertos, el 5 de enero fue decretada la anexión por la Junta Consultiva, la cual quedó disuelta posteriormente. Sin embargo, únicamente los cabildos de San Salvador y San Vicente manifestaron plenamente su oposición, y se convertirían luego en baluarte del partido liberal de Centroamérica.
Días antes, y en vista de la situación inestable en las provincias, el gobierno presidido por Delgado había enviado una invitación a las Provincias de León y Comayagua el 25 de diciembre de 1821 para unirse a San Salvador y así formar una especie de «entidad tripartita». De igual manera el ayuntamiento de San Salvador había expresado su posición de resolver su destino por medio de un congreso nacional centroamericano, como único facultado para resolver sobre el asunto.
La ofensiva desde Guatemala para someter a San Salvador empezó con el despliegue de las tropas al mando del sargento mayor José Nicolás de Abós y Padilla, que trabó batalla con las huestes salvadoreñas comandadas por Manuel José Arce, quien triunfó en la batalla de Llano El Espino. Otra ofensiva al mando de Manuel Arzú, a pesar de arribar a San Salvador, no pudo consolidar la ocupación. Para cesar las hostilidades, se firmó un convenio el 10 de octubre de 1822 entre representantes salvadoreños y del Imperio mexicano, pacto en el que se reconoció la voluntad de las provincias que se habían sometido a México y también a las que deseaban sujetarse a San Salvador. Al final el acuerdo quedó a la discreción Iturbide, quien tomó como disensión la conducta de San Salvador y ordenó su sometimiento.
Vicente Filísola comandó las tropas imperiales mexicanas sobre San Salvador, pero el 12 de noviembre el gobierno salvadoreño acordó la incorporación al Imperio mexicano. Sin embargo, su cumplimiento se haría efectivo a condición de que se suspendiera la marcha de los militares, así como se reconociera la erección de la silla episcopal. Además mantendrían el armamento y dependerían de un gobierno central. Filísola interpretó esto como una dilación, por lo que declaró nula la resolución y reclamó la jurisdicción al Imperio; ante los hechos, los salvadoreños declararon nula la incorporación al Imperio mexicano y acordaron la incorporación a los Estados Unidos el 2 de diciembre. La declaración no detuvo a Filísola, que después de ocupar Mejicanos, el 9 de febrero de 1823 tomó San Salvador. Allí tuvo contacto con los dirigentes salvadoreños, entre ellos Delgado, quien terminó confinado en una de sus haciendas. A pesar de los acontecimientos, Iturbide abdicó al trono el 19 de marzo, por lo que Filísola decidió convocar el congreso establecido en el acta del 15 de septiembre.

### Guerra civil centroamericana

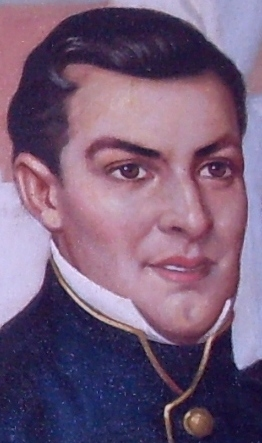
En 1827 el presidente federal Manuel José Arce y Fagoaga se alió al partido conservador traicionando a los liberales e invadió Honduras y El Salvador, propiciando así la Guerra civil.

Tras la convocatoria de Filísola, la provincia salvadoreña nombró a sus representantes. Por San Salvador fueron elegidos José Matías Delgado y José Antonio Jiménez y Vasconcelos en calidad de diputados propietarios, y como suplentes Pedro José Cuellar y Juan Francisco Sosa. El 24 de junio de 1823, quedó instalada la Asamblea Constituyente de Centro América y el mismo Delgado resultó elegido como su presidente con un total de treinta y siete votos. La primera sesión se llevó a cabo el 29 de junio, y Delgado expresó un discurso que en parte reza:
Además, Delgado, junto a José Simeón Cañas, Pedro Molina Mazariegos, Francisco Flores y Felipe Vega, habían realizado el dictamen relativo a la independencia absoluta de las provincias del Reino de Guatemala. Para el 1 de julio, fue emitida la Declaración de Independencia absoluta de Centroamérica, que en su inicio proclama el nombre de «las Provincias Unidas del Centro de América...»;
Sin embargo, en los nuevos Estados era debatido el sistema que regiría a la nueva república centroamericana, esto es, entre uno federal o centralizado. La opinión que prevalecía en las provincias, a excepción de Guatemala, era el sistema federal similar al de los Estados Unidos. El militar e historiador Manuel Montúfar y Coronado atribuyó al cura Delgado la definitiva adopción de este sistema, pues le acusaba de buscar el beneficio personal para erigir la silla episcopal en San Salvador, aunque Meléndez Chaverri destacó que la actitud de los salvadoreños «en sus luchas libertarias era móvil más que suficiente para la adopción de un sistema por el que soñaban desde 1811».

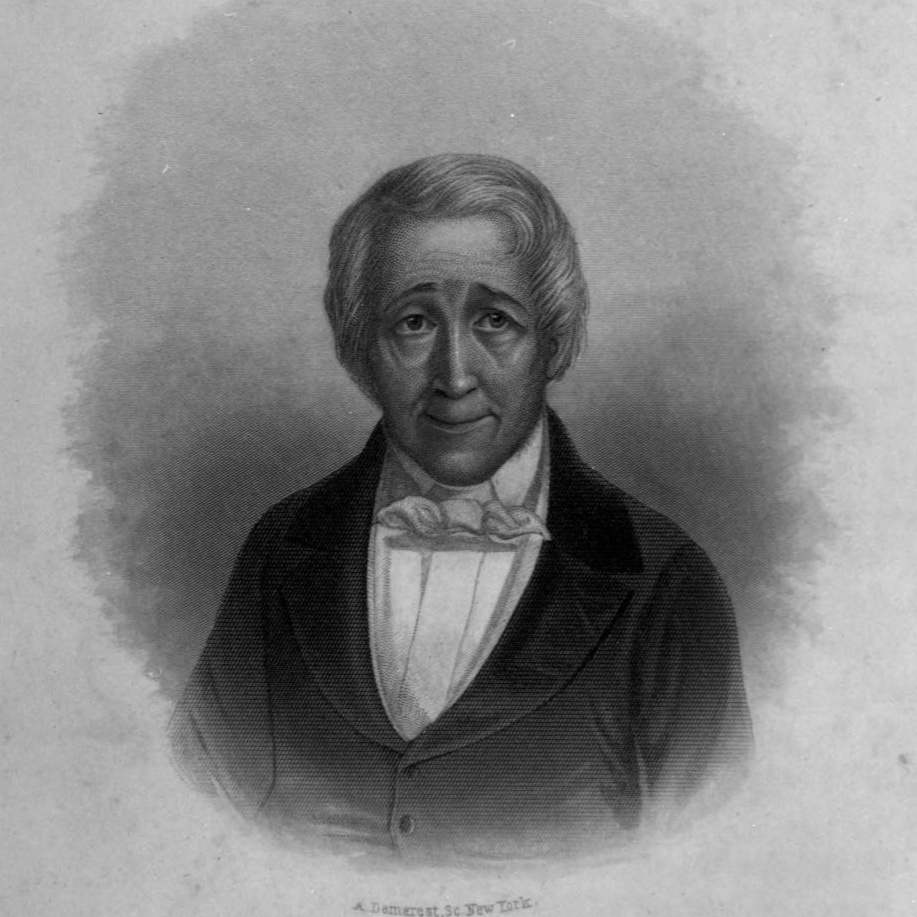
se adoptó oficialmente el sistema federal en Centroamérica. Es necesario destacar la influencia de tres guatemaltecos y un salvadoreño, principales autores de la Constitución: Pedro Molina, José F. Barrundia, Mariano Gálvez y José Matías Delgado.

Delgado, Pedro Molina Mazariegos, José Francisco Barrundia, y Mariano Gálvez participaron en la redacción de las Bases de la Constitución Federal publicadas el 17 de diciembre de 1823. Con la instalación de la República Federal de Centro América, el general salvadoreño Manuel José Arce quedó elegido como su presidente para el año 1825. Pero en octubre de 1826 el presidente de la República Federal de Centro América, Manuel José Arce disolvió el Congreso y el Senado e intento establecer un sistema unitario aliándose con los conservadores, por lo que se quedó sin el apoyo de su partido, el liberal. De esta forma se inició una guerra civil en la región de la que emergió la figura dominante del general hondureño Francisco Morazán.
Mariano de Aycinena y Piñol fue designado el 1.º de marzo de 1827 como gobernador del estado de Guatemala por el presidente de la Federación de las Provincias Unidas del Centro de América, Manuel José Arce. Su gobernatura fue de índole dictatorial; prohibió la libertad de prensa y el ingreso de libros de tipo liberal a Guatemala. También decretó la pena de muerte con efecto retroactivo y formó el decreto fatal de 1827 para juicios sumarios. Como miembro del partido conservador, restituyó los diezmos obligatorios para el clero secular de la Iglesia católica.
De esta época datan retratos en miniatura del artista Francisco Cabrera de las damas que pertenecían al Clan Aycinena.
Damas del Clan Aycinena retratadas por Cabrera en la década de 1820

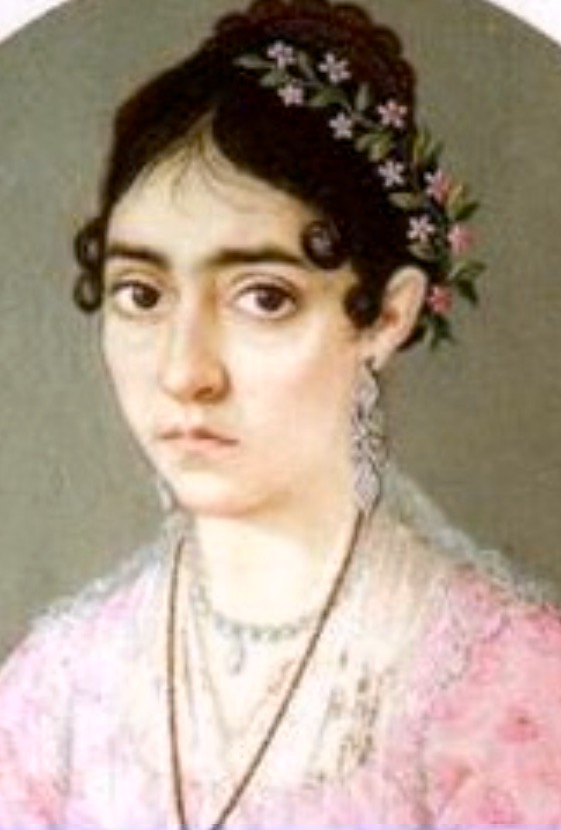
María Josefa Pavón y Arrivillaga
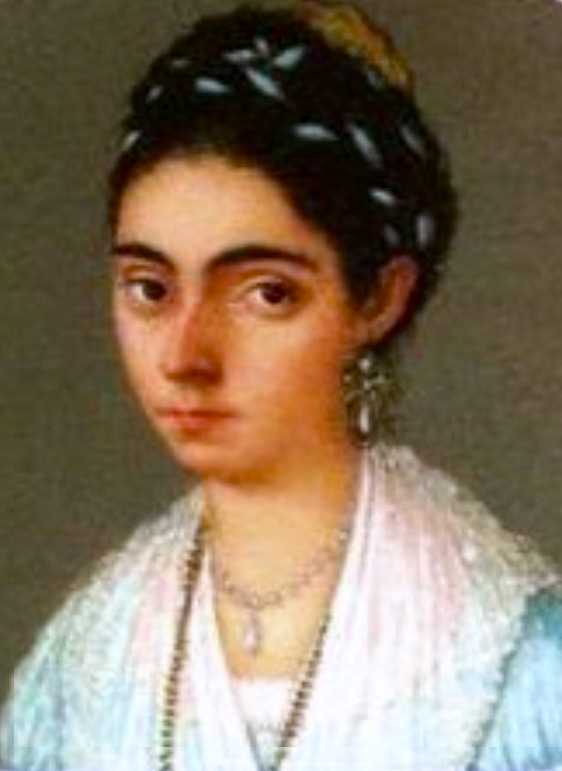
María Manuela Aycinena y Piñol
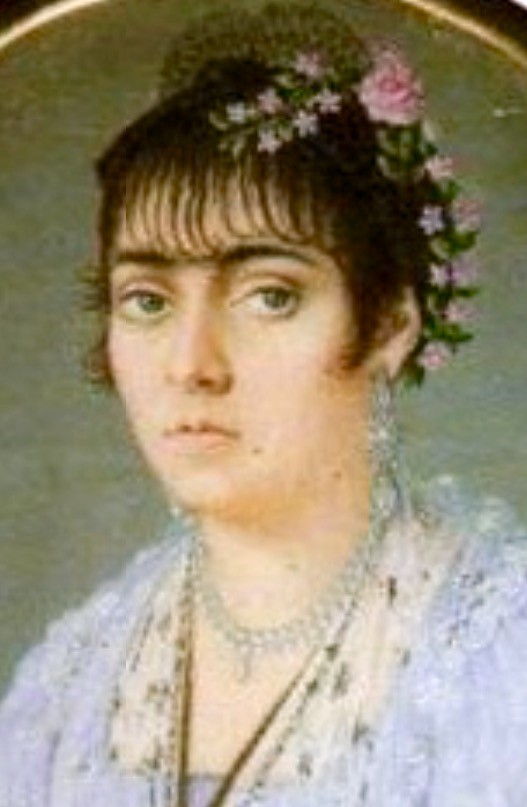
María Manuela Sánchez de Perales
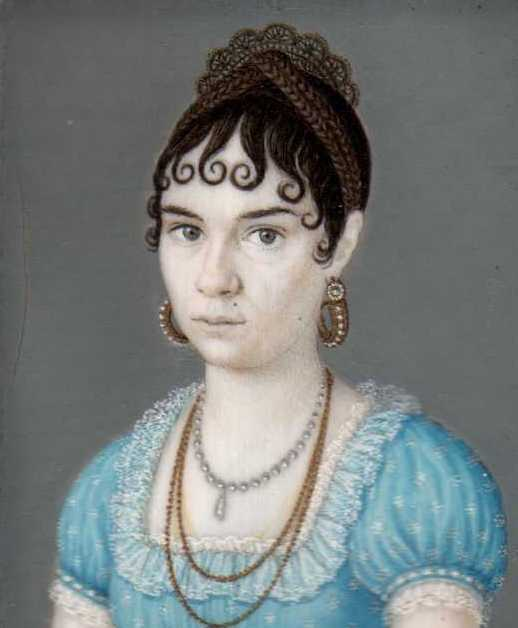
María Petrona Micaela Sánchez de Perales

### Invasión liberal de Morazán en 1829

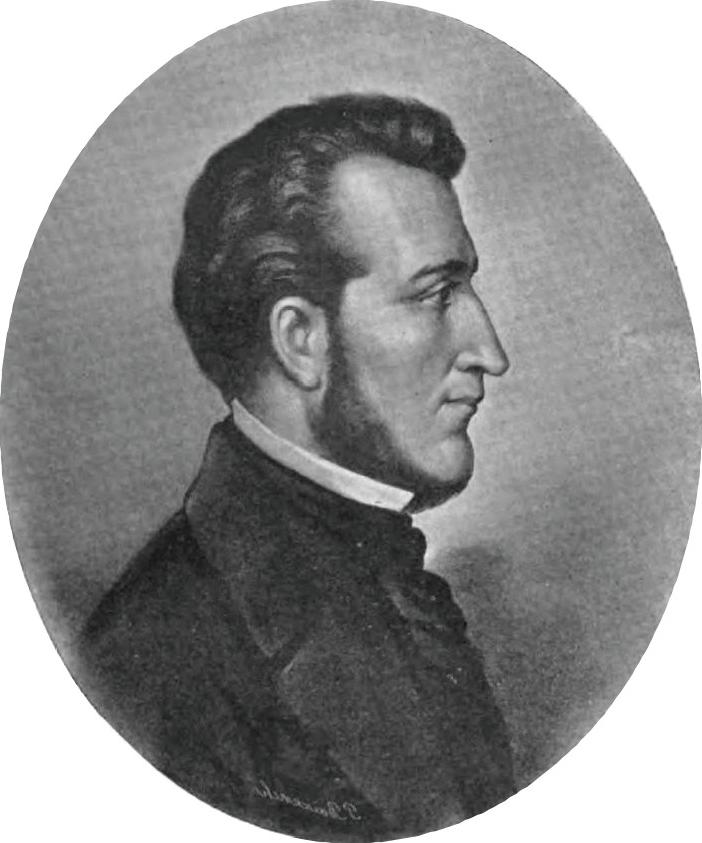
Caudillo liberal hondureño Francisco Morazán.

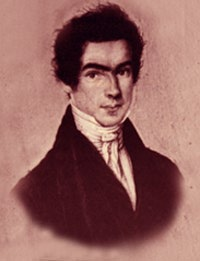
Mariano de Aycinena y Piñol, gobernador del Estado de Guatemala en 1829. Era además el líder del Clan Aycinena, poderoso grupo del partido conservador.

Morazán se mantuvo peleando alrededor de San Miguel, derrotando a cada pelotón enviado por Arzú desde San Salvador hasta que dejó al coronel Montúfar a cargo de San Salvador y fue a ocuparse personalmente de Morazán; cuando el hondureño se dio cuenta de los movimientos de Arzú, salió rumbo a Honduras a reclutar más tropas. El 20 de septiembre, el general Arzú estaba cerca del río Lempa con quinientos hombres en búsqueda de Morazán, cuando se enteró de que sus fuerzas habían capitulado en Mejicanos y San Salvador.
Mientras tanto, Morazán regresó a El Salvador con un ejército respetable. El general Arzú fingiendo enfermedad huyó a Guatemala, dejando sus tropas bajo el mando del teniente coronel Antonio de Aycinena. El coronel y sus tropas marchaban con rumbo a territorio hondureño, cuando fueron interceptados por los hombres de Morazán en San Antonio. El 9 de octubre Aycinena se vio obligado a rendirse. Con la capitulación de San Antonio, El Salvador quedó finalmente libre de tropas federales. El 23 de octubre, el general Morazán hizo su entrada triunfal en la plaza de San Salvador. Unos días más tarde, marchó en Ahuachapán, para organizar el ejército con miras a retirar a los conservadores aristócratas y eclesiásticos del poder en el territorio guatemalteco e implantar un orden constitucional afín a la Federación Centroamericana que los liberales ambicionaban.
Al enterarse de estos hechos, Mariano de Aycinena trató de negociar con Morazán, pero como este estaba decidido a acabar con la hegemonía de los aristócratas y eclesiásticos guatemaltecos, no aceptó ningún trato. Aycinena, al ver que no conseguía una solución pacífica, escribió a sus conciudadanos:
| COMPATRIOTAS: Con el mayor sentimiento, me veo en la necesidad de anunciaros: que todos los esfuerzos del supremo gobierno nacional, y de las autoridades del Estado, por el restablecimiento de la paz, han sido inútiles: los que llevan la voz y se han apoderado del mando en S. Salvador, tienen interés en prolongar la guerra; porque ella sirve á sus miras personales, y les importa muy poco la suerte de los pueblos. Aspirando á la dominación de toda la república, y al aumento de su propia fortuna, quieren teñir de sangre el suelo privilegiado, y destruir todas las fuentes de la riqueza de la nación y del propietario particular. Si no fuesen estos los principios de su conducta, ya habrían vuelto á la patria la tranquilidad de que antes gozara: ya habrían convenido en alguno de tantos tratados de paz que se les han propuesto, casi todos ventajosos para ellos mismos; pero los rehúsan, porque de nada se cuidan menos que del bien general. —Mariano de Aycinena y Piñol Manifiesto del Jefe de Estado a los pueblos 27 de octubre de 1828 |

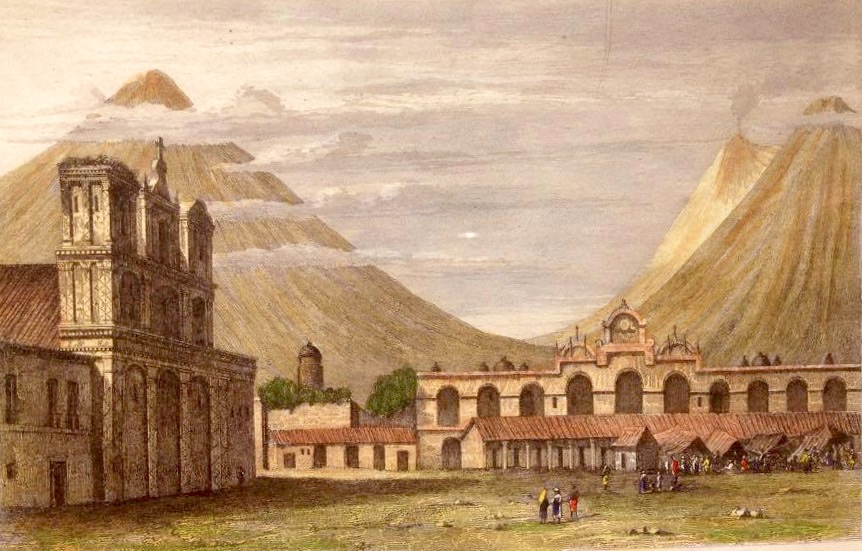
Parque Central de la ciudad de Antigua Guatemala durante la guerra civil de 1829. Obsérvese que el antiguo Palacio de la Capitanía General estaba destruido y que sus columnas se habían resguardado en las construcciones provisionales que se observan en el grabado.

En Ahuachapán, Morazán hizo todo lo posible para organizar un ejército numeroso. Solicitó al gobierno de El Salvador que le proporcionara cuatro mil hombres, pero tuvo que conformarse con dos mil. Cuando estaba en condiciones de actuar a principios de 1829, envió una división al mando del coronel Juan Prem para entrar en territorio guatemalteco y tomar el control de Chiquimula. La orden fue llevada a cabo por Prem a pesar de la resistencia ofrecida por el enemigo. Poco después, Morazán desplazó una pequeña fuerza cerca de la Ciudad de Guatemala bajo el mando del coronel Gutiérrez para forzar al enemigo salir de sus trincheras y causar la deserción de sus tropas. Mientras tanto, el coronel Domínguez, que había salido de la ciudad de Guatemala con seiscientos soldados de infantería para atacar a Prem, se enteró de la pequeña fuerza que contaba Gutiérrez. Domínguez cambió sus planes y se fue detrás Gutiérrez. Esta oportunidad fue aprovechada por Prem quien se trasladó de Zacapa y atacó a las fuerzas de Domínguez, derrotándolos el 15 de enero de 1829. Luego de esos hechos Morazán le ordenó a Prem que continuara su marcha con los mil cuatrocientos hombres bajo su mando y ocupase el puesto de San José, cerca de la capital.
Mientras tanto, el pueblo de Antigua Guatemala se organizó contra el gobierno conservador de Aycinena en Guatemala lo que apresuró la invasión de Morazán a Guatemala con su «Ejército Protector de la Ley»; el hondureño situó a sus hombres en el pueblo de Pínula, cerca de la Ciudad de Guatemala. El 15 de febrero una de las mayores divisiones de Morazán, bajo el mando de Cayetano de la Cerda, fue derrotada en Mixco por las tropas federales, por lo que Morazán levantó el asedio de la ciudad y concentró sus fuerzas en la Antigua. Una división de tropas federales le habían seguido desde la capital bajo el mando del coronel Pacheco, en dirección a Sumpango y Tejar con el propósito de atacarlo en Antigua. Pero Pacheco extendió sus fuerzas, dejando a algunos de ellos en Sumpango. Cuando llegó a San Miguelito el 6 de marzo, con un ejército más pequeño, fue derrotado por el general Morazán,
Después de la victoria de San Miguelito, el ejército de Morazán aumentó cuando voluntarios guatemaltecos se unieron a sus filas. El 15 de marzo, cuando Morazán y su ejército estaban en camino de ocupar sus posiciones anteriores, fue interceptado por las tropas federales del coronel Prado en el rancho de Las Charcas. Morazán, con una posición superior, aplastó al ejército de Prado. El campo de batalla quedó lleno de cadáveres, presos y armas. Posteriormente, Morazán se movilizó a recuperar sus antiguas posiciones en Pínula y Aceytuno, y ponerle nuevamente sitio a la ciudad de Guatemala. Aycinena ordenó el 18 de marzo de 1829 que se aplicara la pena de muerte a todo aquel que ayudara al enemigo, hizo una proclama en la que invocaba la defensa de la «santidad de los altares» y emitió una disposición legal, por la que los líderes liberales, entre ellos el doctor Pedro Molina Mazariegos, fueron declarados enemigos de la patria; a pesar de todo, fue derrotado.
El 12 de abril de 1829 firmó el Convenio de Capitulación con Morazán y fue enviado a prisión con sus compañeros de gobierno; Morazán, por su parte, anuló el documento el día 20 del mismo mes, pues su principal objetivo era eliminar el poder de los criollos conservadores y la jerarquía de la Iglesia Católica en Guatemala, a quienes los crillos liberales detestaban por haber estado bajo su dominio durante la colonia española.

### Gobierno de Mariano Gálvez

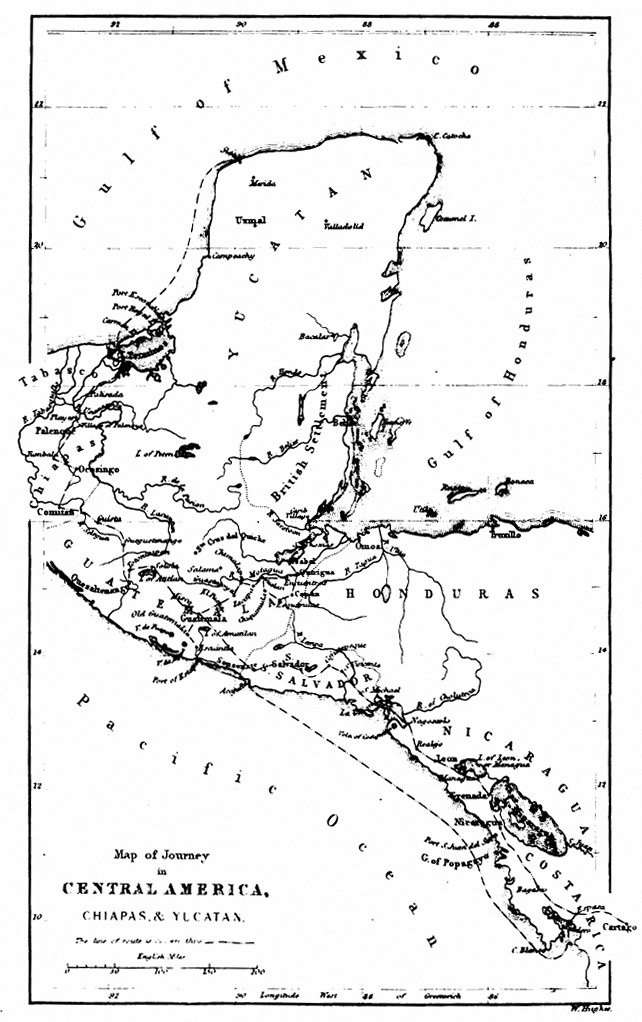
Mapa de Guatemala en 1839. Obsérvese las fronteras no delimitidas con México en Yucatán y Chiapas, y que Belice todavía era un asentamiento inglés.

Tras la separación del Imperio de Iturbide se creó la República Federal de Centro América, con Manuel José Arce como primer presidente. La República Federal fue una entidad política que incluía a Guatemala, Comayagua, El Salvador, Nicaragua y Costa Rica.
Para 1837, en el Estado de Guatemala se inicia una lucha armada contra quien gobernaba el Estado de Guatemala, liberal al igual que Francisco Morazán, el doctor José Mariano Gálvez. Gálvez, liberal culto y progresista, había emprendido una serie de reformas sociales dirigidas a minar el poder del clero regular, principal miembro del Partido Conservador junto con el Clan Aycinena. Canceló los diezmos, promulgó la ley de divorcio y eliminó muchos de los privilegios de los conventos; como era de esperarse, el clero secular —que no había sido expulsado en 1829— presentó las reformas no como un ataque contra los intereses económicos de la Iglesia, sino como una afrenta a la fe cristiana y asuzó a la población campesina en contra del gobierno «hereje».
Empujados por las reformas liberales y la propaganda conservadora, movimientos insurgentes se iniciaron en las montañas de Guatemala y Rafael Carrera y Turcios fue el máximo dirigente de las mismas; entre las tropas sublevadas se encontraban numerosos indígenas que lucharon durante dos años para conseguir la secesión guatemalteca de la federación, lo cual se logró en 1838 con la disolución de la federación. Los alzados empezaron por asaltar las poblaciones, sin dar oportunidad de tener encuentros con las tropas del gobierno y propagaban la idea de los enemigos de Gálvez, que consistía en acusarlo del envenenamiento de las aguas fluviales para propagar el cólera morbus a la población. Esta acusación favoreció a los objetivos de Carrera, poniendo a una gran parte de la población en contra de Mariano Gálvez y los liberales; incluso los mismos liberales empezaron a atacar a Gálvez por sus violentos métodos militares —que incluían tácticas de tierra arrasada en poblaciones alzadas—.

### Independencia de Los Altos
El área de Los Altos estaba poblada mayoritariamente por indígenas, quienes habían mantenido sus tradiciones ancestrales y sus tierras en el frío altiplano del oeste guatemalteco. Durante toda la época colonial habían existido revueltas en contra del gobierno español. Luego de la independencia, los mestizos y criollos locales favorecieron al partido liberal, en tanto que la mayoría indígena era partidaria de la Iglesia católica y, por ende, conservadora.
Durante la administración del gobierno de Mariano Gálvez, Los Altos desaprobaron los cambios introducidos por el jefe del gobierno, pero los líderes de la región no fueron conservadores, sino liberales que se oponían a Gálvez. Por su parte, los criollos y ladinos de Los Altos tenían un gran resentimiento contra los comerciantes de la Ciudad de Guatemala —los miembros del Clan Aycinena— quienes monopolizaban el comercio y se oponían rotundamente a la construcción de un puerto en el Pacífico y de una carretera que le sirviera a Los Altos para comerciar con países extranjeros directamente.
En mayo de 1836, un periódico de la localidad propuso que se formara un estado que comprendiera a las regiones de Quetzaltenango, Totonicapán, Sololá y Suchitepéquez, que tendría alrededor de doscientos mil habitantes y que les permitiría mayor libertad de acción y mejor representación ante la Federación Centroamericana.
Al caer el gobierno de Gálvez, los representantes criollos de Los Altos aprovecharon para separarse del Estado de Guatemala el 2 de febrero de 1838. El gobernador Valenzuela no pudo hacer nada al respecto, y el congreso de la Federación Centroamericana reconoció al Sexto Estado el 5 de junio de 1838 con una junta de gobierno provisional compuesta por Marcelo Molina Mata, José M. Gálvez y José A. Aguilar, mientras que el general mexicano Agustín Guzmán —antiguo oficial del ejército de Vicente Filísola que se había radicado en Quetzaltenango— quedó al mando del ejército del Estado. La bandera de Los Altos era una modificación de la de las Provincias Unidas del Centro de América, con escudo en el centro mostrando un volcán al fondo y un quetzal resplandeciente —un ave local que representaba la libertad— delante. Fue la primera bandera centroamericana que empleó el quetzal como símbolo; esta ave desde 1871 forma parte de la bandera de Guatemala. Finalmente, en diciembre de 1838, Molina fue elegido como Gobernador del Estado, y de inmediato empezó a trabajar en el desarrollo del puerto en el Pacífico y en mejorar las relaciones con el gobierno federal en San Salvador.
En octubre de 1838 Carrera invadió a El Salvador, pero fue derrotado por las fuerzas de Morazán. Repuesto, el 13 de abril de 1839, Carrera tomó por sorpresa la plaza de Guatemala, colocando en el Gobierno a Mariano Rivera Paz. Parte de la población de la ciudad, que había sufrido los excesos del triunfo liberal diez años antes y que estaba en contra de las reformas «anticristianas» de Gálvez, apoyó a Carrera. Sin embargo, el 29 de diciembre de 1839 fue derrotado en Villa Nueva por el ejército del general Carlos Salazar Castro, en vista de lo cual fue firmado el tratado El Rinconcito, obligando a Carrera a deponer las armas, otorgándole el cargo de comandante del distrito de Mita.
El 18 de marzo de 1840, siendo el líder liberal Morazán el jefe de Estado de El Salvador, este invadió a Guatemala con mil quinientos soldados para eliminar de una vez por todas la amenaza conservadora para Centroamérica que en Guatemala tenía su principal baluarte. Morazán se apoderó fácilmente de la capital, ya que Carrera fingió una retirada. Cuando los invasores celebraban e iniciaban el saqueo de la ciudad, Carrera los atacó con cuatrocientos soldados y piezas de artillería y contrasitió la plaza, habiendo triunfado y recuperado la ciudad al día siguiente, 19 de marzo. El desastre fue tal, que Morazán tuvo que huir de Guatemala con sus más allegados gritando «¡Que viva Carrera!» para salvar la vida, mientras sus soldados quedaron en la ciudad, a merced de las tropas de Carrera.
Poco después, Rafael Carrera, al enterarse de que Los Altos se había vuelto a declarar independiente pensando que Morazán lo había derrotado, dirigió sus fuerzas contra tal Estado y lo reincorporó al Estado de Guatemala en 1840.

## El gobierno conservador de los «Treinta Años»
Estando ya en el poder, Rafael Carrera iniciaría la construcción de un régimen conservador, revirtiendo las reformas liberales hechas anteriormente. Los liberales lo acusaban de ser un militar analfabeto, y se decía que él firmaba con el nombre «Racaraca», nombre por el cual pasaría a ser conocido por los guatemaltecos, aunque fue más conocido por este nombre por los liberales, quienes lo llamaba así en forma despectiva, aludiendo a su analfabetismo, mientras que por los conservadores, fue más conocido como «Caudillo Adorado de los Pueblos». Fue un estratega militar, quien venció a El Salvador y Honduras en la Batalla de La Arada. Los siguientes sucesos internacionales condicionaron el gobierno del general Carrera: la guerra de Secesión de los Estados Unidos, la expansión de Inglaterra particularmente en Belice, Roatán en Honduras y el Reino de Mosquitia en Nicaragua, la ocupación militar de México por los Estados Unidos que dio como resultado la incorporación a este país de cerca de 900 000 km² mexicanos, la «fiebre de oro» en California, y la declaración de Nicaragua como un Estado más de los Estados Unidos (esclavista y hablando inglés), gobernado por William Walker, y que desencadenó la Guerra contra los Filibusteros.
Carrera fue nombrado presidente vitalicio en 1854 y gobernó Guatemala hasta su muerte, ocurrida el Viernes Santo 14 de abril de 1865 tras ser envenenado durante unas vacaciones en Escuintla.

### Colonización belga de 1844

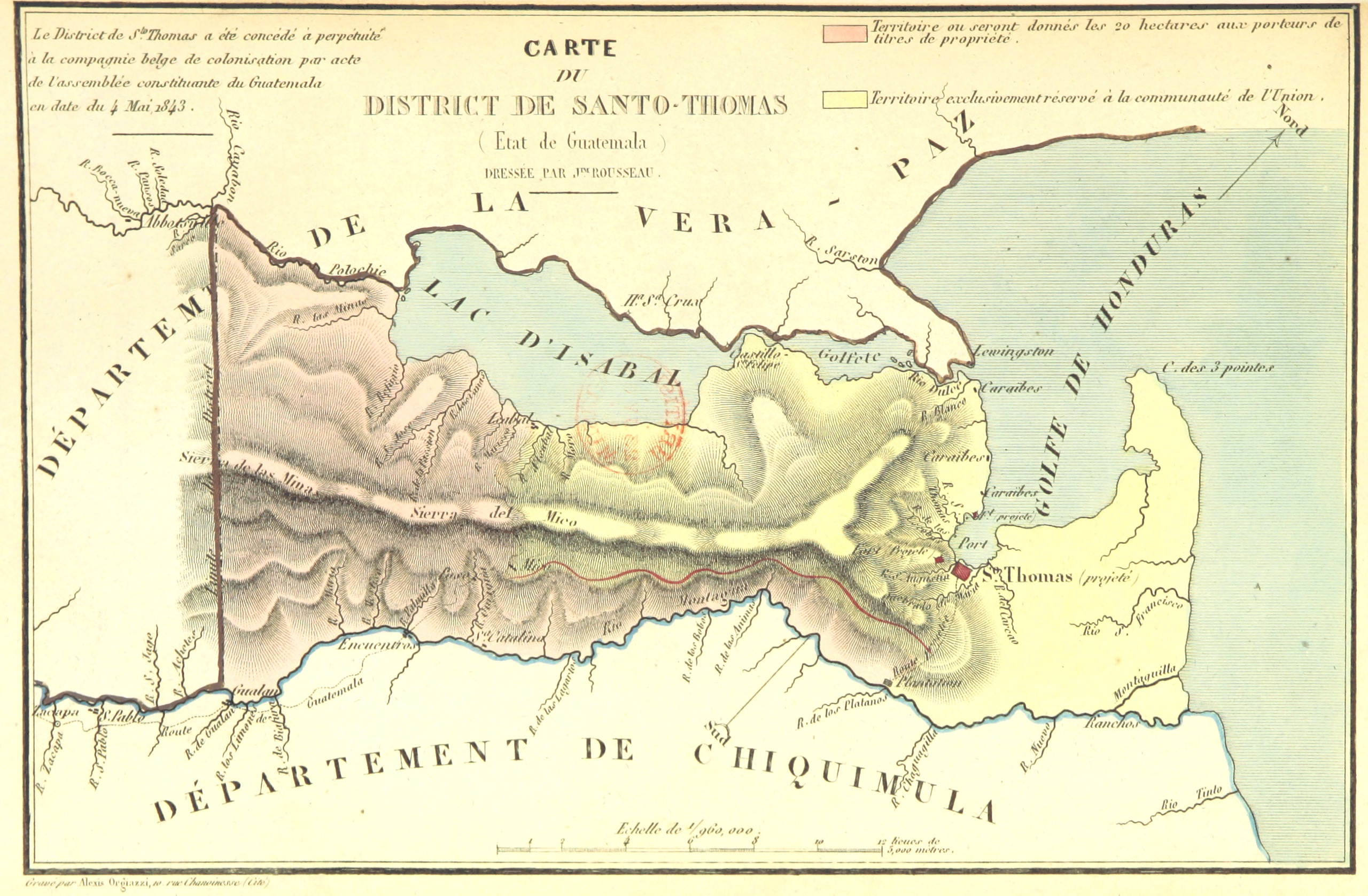
Mapa de la región del lago de Izabal y del distrito de Santo Tomás. La región en amarillo corresponde al área que había sido cedida a perpetuidad por Carrera para la colonia belga.

En 1844, el distrito de Santo Tomás de Castilla fue colonizado por la Comunidad de la Unión, patrocinada por la Compañía Belga de Colonización; el gobierno del Estado de Guatemala, dirigido por Rafael Carrera había concedido el distrito de Santo Tomás a dicha compañía por medio del decreto de la Asamblea Constituyente de Guatemala el 4 de mayo de 1843. Los belgas se convirtieron al catolicismo y trajeron consigo a sacerdotes jesuitas, que regresaban a Guatemala por primera vez desde que la orden fue expulsada en 1765; sin embargo, lo inhóspito de la región no dejó prosperar a la colonia, que desapareció en 1850.

### Creación de la República de Guatemala
El 21 de marzo de 1847 se firmó un decreto proclamando a Guatemala como República soberana e independiente, separándola definitivamente de la República Federal de Centro América, y se hizo llamar «fundador de la Nueva República». Con esta medida Guatemala pudo iniciar sus acciones como Estado soberano y entablar relaciones con las potencias europeas. Durante este periodo se produce La Batalla de la Arada y La Guerra contra los Filibusteros, liderados por William Walker. El 22 de octubre de 1851 renunció el presidente Mariano Paredes y la Asamblea Nacional nombró a Rafael Carrera para que lo sustituyera; Carrera tomó posesión el 6 de noviembre de 1851.

### Batalla de la Arada
El gobernante salvadoreño Doroteo Vasconcelos dio asilo a los liberales guatemaltecos, entre quienes estaba José Francisco Barrundia quien fundó un periódico para atacar a Carrera, aprovechando hechos como el del atentado del Marimbero. Vasconcelos alimentó, durante todo un año a la facción rebelde «La Montaña», en el oriente de Guatemala distribuyendo dinero y armas entre los sublevados. A fines del año de 1850, Vasconcelos se sintió cansado de esta guerra lenta contra Guatemala y decidió obrar abiertamente. Así las cosas, el mandatario salvadoreño inició una cruzada contra el régimen conservador de Guatemala, invitando a participar en la alianza a Honduras y Nicaragua; pero de ambos gobiernos solo el hondureño presidido por Juan Lindo aceptó participar en la invasión.
Entre tanto, en Guatemala, donde se conocían perfectamente los planes de invasión en su contra, el presidente de Mariano Paredes toma las previsiones necesarias para enfrentar la situación, mientras el arzobispo don Francisco de Paula García Peláez ordena en su archidiócesis rogativas de paz.
El día 4 de enero de 1851 se reunieron en Ocotepeque los presidentes de Honduras y El Salvador, con la cual quedó sellada la alianza en contra de Guatemala. El ejército salvadoreño se componía de cuatro mil hombres perfectamente municionados y con apoyo de artillería; los hondureños por su parte, aprestaron dos mil hombres para la campaña. El grueso de las fuerzas aliadas se situó en Metapán, por ser esta una ubicación próxima a Honduras y a la frontera guatemalteca.
La «batalla de la Arada» se libró el 2 de febrero de 1851 cerca de la ciudad de Chiquimula en Guatemala, entre las fuerzas de Guatemala y un ejército aliado de Honduras y El Salvador. La batalla formó parte de la guerra entre el gobierno conservador de Guatemala contra la coalición liberal de El Salvador y Honduras, y fue la amenaza más patente para Guatemala de perder su soberanía como República. El combate se resolvió con una contundente victoria de las fuerzas de Carrera, que selló definitivamente su hegemonía en la región. Pocos meses después, el 22 de octubre de 1851, renunció el presidente Paredes; la Asamblea Nacional nombró a Carrera para que lo sustituyera, y este tomó posesión de la Presidencia el 6 de noviembre de 1851 tras haber solicitado a los representantes que modificasen la Constitución de la República a su conveniencia.

### Concordato de 1852

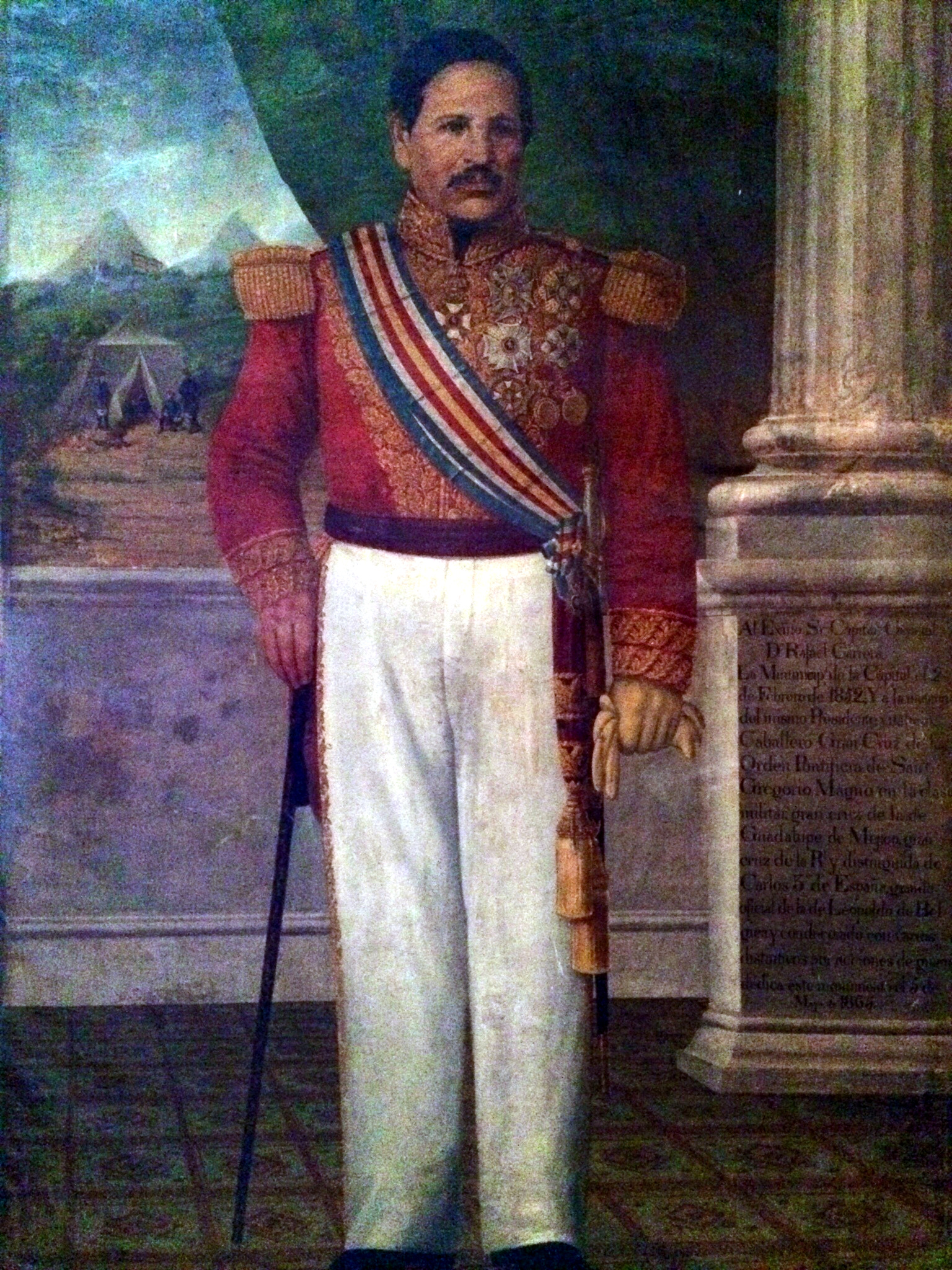
capitán general Rafael Carrera y Turcios.

En 1854 se estableció un concordato con la Santa Sede, por medio del cual Guatemala otorgaba la educación del pueblo guatemalteco a las órdenes regulares de la Iglesia Católica, se comprometía a respetar las propiedades y los monasterios eclesiásticos, autorizaba el diezmo obligatorio y permitía que los obispos censuraran lo que se publicaba en el país; a cambio de ello, Guatemala recibía indulgencias para los miembros del ejército, permitía que quienes hubiesen adquirido las propiedades que los liberales habían expropiado a la Iglesia en 1829 las conservaran, percibía impuestos por lo generado por las propiedades de la Iglesia, y tenía el derecho de juzgar con las leyes guatemaltecas a los eclesiásticos que perpetraran crímenes. El concordato estuvo vigente hasta la caída del gobierno conservador del mariscal Vicente Cerna y Cerna.

### Guerra contra los Filibusteros

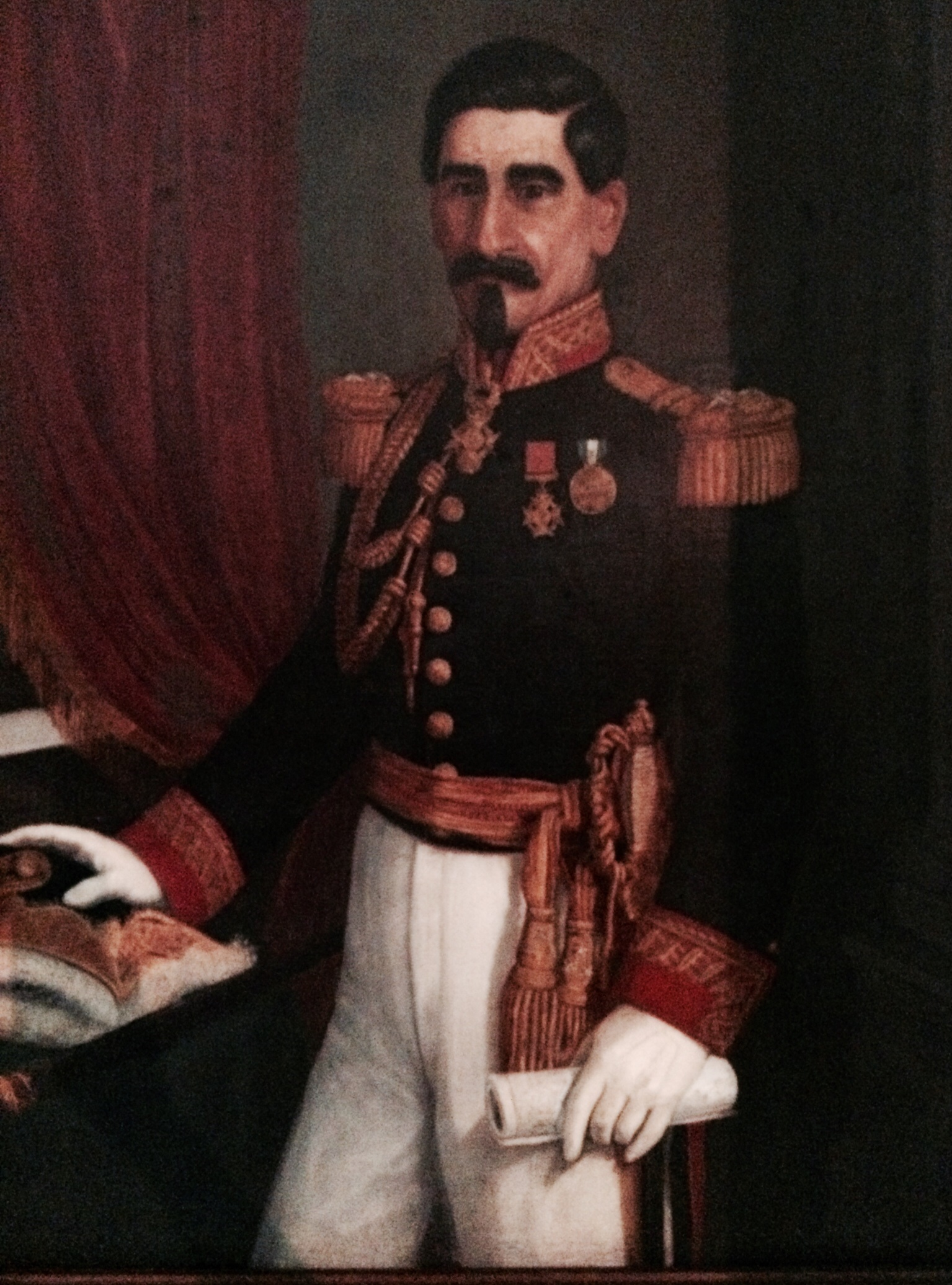
José Víctor Zavala cuando era coronel del ejército conservador guatemalteco. Fue el comandante de las fuerzas guatemaltecas durante la Guerra contra los Filibusteros. Alcanzó el grado de mariscal.

El 5 de mayo de 1856, el general Mariano Paredes, expresidente de Guatemala, partió con quinientos hombres hacia Nicaragua. El propio Carrera y algunos de los principales miembros de la sociedad guatemalteca iban en la expedición. Los Estados Unidos habían reconocido el gobierno nicaragüense de William Walker, a lo que todos los gobiernos conservadores de Centro América respondieron mandando ejércitos para derrocar al filibustero Es importante enfatizar que en 1856, los Estados Unidos todavía no eran la potencia extranjera que en que se convirtieron luego de estar en el bando vencedor de la Primera y Segunda Guerra Mundial); por el contrario, estaban en medio de las convulsiones internas que resultaron en la Guerra Civil. 
El entonces coronel José Víctor Zavala se incorporó a la columna guatemalteca en El Salvador, en donde se encontraba entonces y Francisco Dueñas, nuevo presidente de El Salvador movilizó ochocientos hombres al frente del general Ramón Belloso. Zavala terminó comandando el contingente de Guatemala durante la Guerra Nacional de Nicaragua en 1856, como parte del Ejército Aliado Centroamericano tras la muerte del General Mariano Paredes. Durante el conflicto, Zavala entró en discordia con el comandante general de los aliados, el salvadoreño Belloso. El día 12 de octubre de 1856, durante el sitio de Granada, Zavala realizó un acto de valentía al atravesar la plaza de la ciudad hacia la casa donde se resguardaban los filibusteros bajo fuego intenso, logrando arrancar la bandera del enemigo; asimismo, Zavala recibió bajo su autoridad la ciudad de Rivas el 1 de mayo de 1857, una vez que William Walker se rindió.
| «Bien conocidos son los sucesos ocurridos en Nicaragua desde que, en octubre del año pasado, unos pocos extranjeros, procedentes de California, se apoderaron en aquella república de la autoridad, aprovechándose del agotamiento que habían producido la discordia y una prolongada lucha intestina». «Vais a defender una causa santa: la causa de nuestra religión y de nuestra raza. A vuestros hermanos de Costa Rica ha cabido el honor de derramar la primera sangre en defensa de la patria. Vosotros vais acreditar que, en Guatemala estamos dispuestos a sacrificar todo por ella. Tengo entera confianza en el jefe que os manda y en vuestro valor y sufrimiento. Yo os seguiré de cerca, con todos vuestros compañeros si fuera necesario. Entre tanto, os recomiendo la más estrecha unión con vuestros hermanos de El Salvador, Honduras y Costa Rica para llevar a cabo la obra común de lanzar del país a los que, sin derecho alguno, han venido a mezclarse en nuestras disenciones y a amenazarnos con la más oprobiosa servidumbre.» —Federico Hernández de León |

### Tratado Wyke-Aycinena: Convención de límites de Belice
El área que ocupa Belice en la península de Yucatán nunca fue ocupada por España o Guatemala, aunque España efectuó algunas expediciones exploratorias en el siglo xvi que le sirvieron de base para luego reclamar el área como suya; Guatemala simplemente heredó ese argumento para reclamar el territorio, pese a que nunca envió expediciones al área luego de la independencia debido a las guerras que se produjeron en Centroamérica entre 1821 y 1860. Por su parte, los ingleses habían establecido pequeños asentamiento desde mediados del siglo xvii, principalmente para bases de bucaneros y luego para explotación maderera; los asentamientos nunca fueron reconocidos como colonias británicas aunque estaban de alguna forma regidos por el gobierno inglés en Jamaica. En el siglo xviii Belice se convirtió en el principal punto de contrabando en Centro América aunque luego los ingleses reconocieron la soberanía española de la región por medio de los tratados de 1783 y de 1786, a cambio de que se terminaran las hostilidades con España y que los españoles autorizaran a los súbditos de la Corona británica a explotar las maderas preciosas que había en Belice.
Tras la independencia de la región centroamericana de la Corona española en 1821, Belice se convirtió en la punta de lanza de la penetración comercial británica en el istmo centroamericano; casas comerciales inglesas se establecieron en Belice e iniciaron unas prósperas rutas comerciales con los puertos caribeños de Guatemala, Honduras y Nicaragua.
Los liberales tomaron el poder en Guatemala en 1829 tras vencer y expulsar a los miembros del Clan Aycinena y el clero regular de la Iglesia Católica e iniciaron un reclamo formal pero infructuoso sobre la región beliceña; esto, a pesar de que por otra parte, Francisco Morazán —entonces presidente de la Federación Centroamericana— en lo personal inició tratos comerciales con los ingleses, en especial el comercio de caoba. En Guatemala, el gobernador Mariano Gálvez entregó varias concesiones territoriales a ciudadanos ingleses, entre ellos la mejor hacienda de la Verapaz, Hacienda de San Jerónimo; estos tratos británicos fueron aprovechados por los curas párrocos en Guatemala —ya que el clero secular no había sido expulsado por no tener propiedades ni poder político— para acusar a los liberales de herejía e iniciar una revolución campesina contra los herejes liberales y a favor de la verdadera religión. Cuando llegó Rafael Carrera al poder en 1840 luego del triunfo de la revolución, no solamente no continuó con los reclamos sobre el territorio beliceño, sino que estableció un consulado guatemalteco en la región para velar por los intereses de Guatemala en ese importante punto comercial. El comercio beliceño fue preponderante en la región hasta 1855, en que los colombianos construyeron un ferrocarril transoceánico en Panamá en 1855, permitiendo que el comercio fluyera más eficientemente en los puertos del Pacífico guatemalteco; a partir de este momento, Belice empezó a declinar en importancia.
Cuando se inició la Guerra de Castas en Yucatán —alzamiento indígena que dejó miles de colonos europeos asesinados— los representantes beliceños y guatemaltecos se pusieron en alerta; los refugiados yucatecos llegaban huyendo a Guatemala y a Belice e incluso el superintendente de Belice llegó a temer que Carrera —dado su fuerte alianza con los indígenas guatemaltecos— estuviera propiciando las revoluciones indígenas en Centroamérica. En la década de 1850, los ingleses demostraron tener buena voluntad hacia los países centroamericanos: se retiraron de la Costa de los Mosquitos en Nicaragua e iniciaron negociaciones que resultarían en la devolución del territorio en 1894, regresaron las Islas de la Bahía a Honduras e incluso negociaron con el filibustero estadounidense William Walker en un esfuerzo para evitar que este invadiera Honduras tras apoderarse de Nicaragua. Y firmaron un tratado sobre la soberanía de Belice con Guatemala, tratado que ha sido reportado desde entonces en Guatemala como el mayor error del gobierno conservador de Rafael Carrera.
Aycinena, como Ministro de Relaciones Exteriores, se había esforzado en mantener relaciones cordiales con la Corona británica. En 1859, la amenaza de William Walker se presentó nuevamente en Centro América; a fin de obtener las armas necesarias para enfrentarlo, el régimen de Carrera tuvo que cederle el territorio de Belice al Imperio Británico. El 30 de abril de 1859 se celebró la convención entre los representantes de Gran Bretaña y Guatemala para definir los límites con Belice, tras la cual se emitió un decreto en el que Guatemala se vio favorecida en el artículo séptimo, que estipula que Inglaterra abriría por su cuenta una vía de comunicación terrestre de la ciudad de Belice hasta la ciudad de Guatemala.
El controversial tratado Wyke-Aycinena de 1859 tenía dos partes: los primeros seis artículos definían claramente la frontera Guatemala-Belice y en ellos Guatemala reconocía la soberanía inglesa sobre el territorio de Belice; por su parte, el séptimo artículo versa sobre la construcción de un camino hacia la Ciudad de Guatemala, el cual sería beneficioso para ambas partes, dado que Belice había perdido su importancia comercial desde la construcción del ferrocarril transoceánico en Panamá en 1855 y Guatemala necesitaba una vía de comunicación eficiente hacia la costa atlántica. Sin embargo, el camino nunca se construyó, primero porque los términos del artículo no estaban claros, lo que llevó a disputas entre guatemaltecos en ingleses sobre la ubicación exacta del camino, y luego, tras el derrocamiento de los conservadores en 1871 los liberales utilizaron el argumento de que el camino no estaba construido y dieron el tratado como nulo.
El tratado fue ratificado por Carrera el 1 de mayo de 1859, mientras que el cónsul de Inglaterra en Guatemala, Charles Lennox Wyke, viajó a Gran Bretaña para obtener la ratificación real, regresando a Guatemala el 26 de septiembre de 1859.

### Muerte de Carrera y gobierno de Vicente Cerna
Tras la muerte del general Carrera el 14 de abril de 1865 quedó en el poder interinamente Pedro de Aycinena, hasta que el mariscal Vicente Cerna y Cerna fue designado presidente el 24 de mayo de ese año.
Cerna continuó con la política conservadora de Carrera y fue reelecto para otro período presidencial que se inició el 24 de mayo de 1869. Pero entonces los criollos liberales se alzaron en armas dirigidos por Miguel García Granados y Justo Rufino Barrios y lograron derrocar al gobierno de Cerna el 30 de junio de 1871.

## La Revolución Liberal de 1871

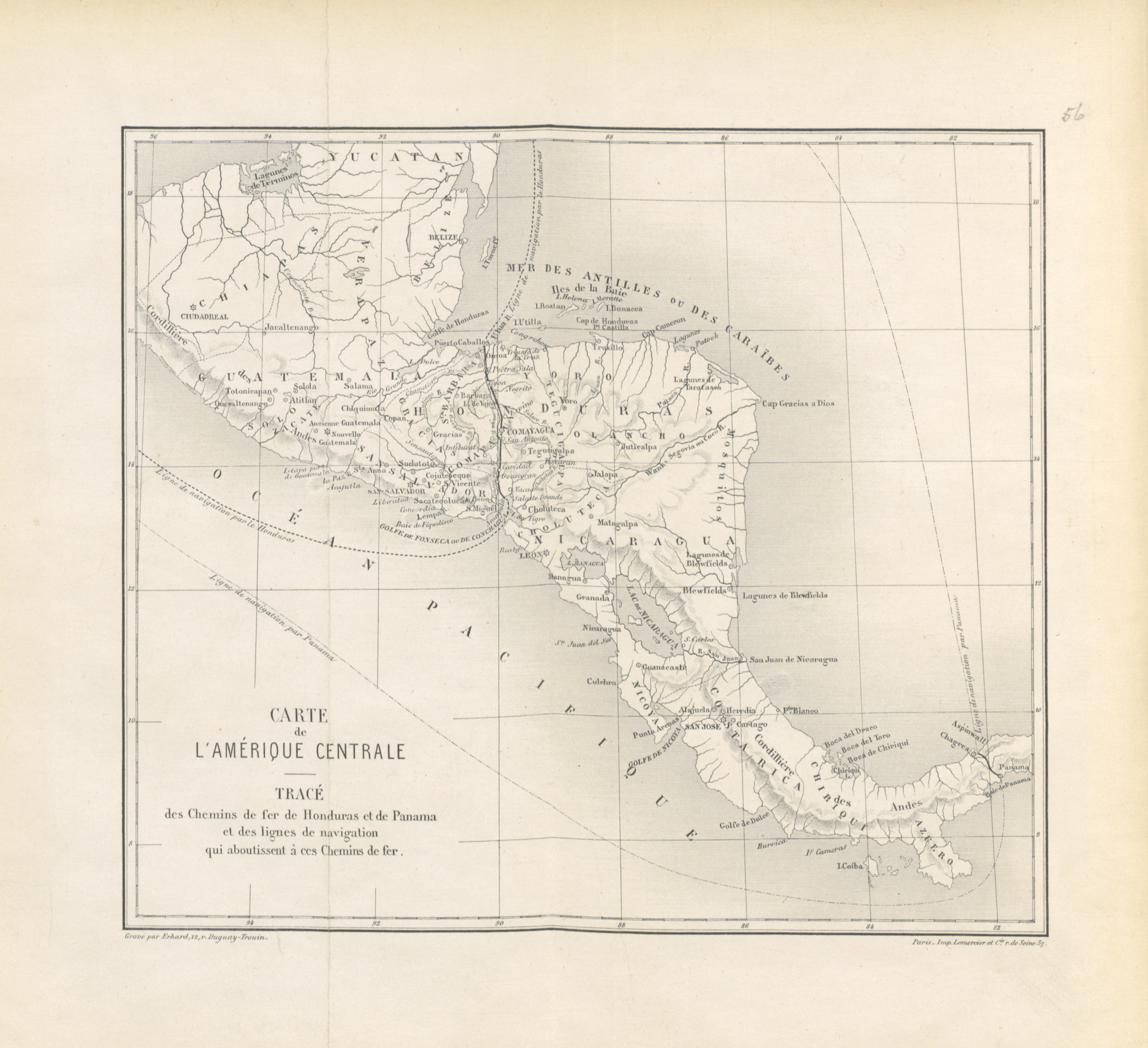
América Central en 1866, poco después de la muerte del general Carrera. Obsérve que Chiapas y Soconusco eran todavía parte de Guatemala.

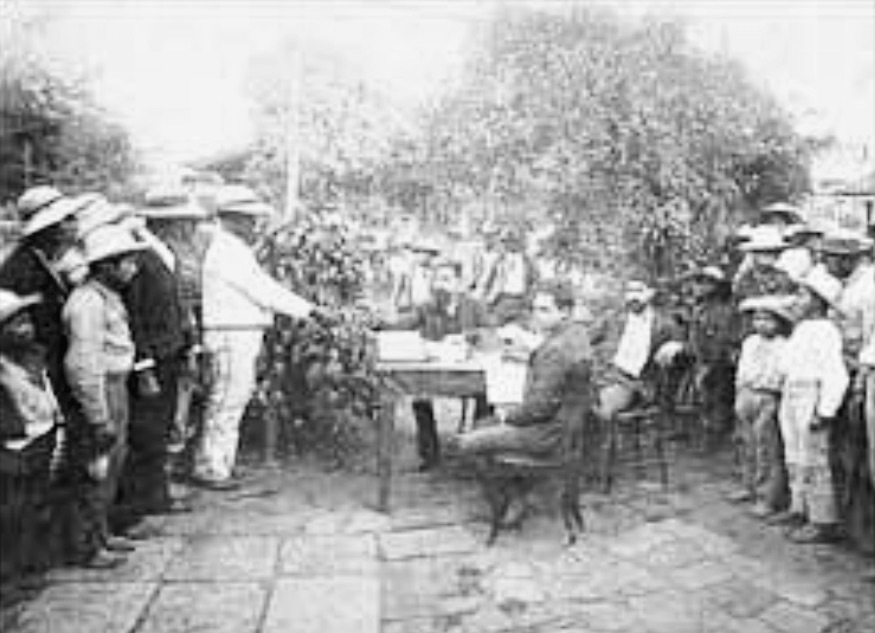
Pago a jornaleros en Santa Rosa en 1890 de acuerdo al Reglamento de Jornaleros instituido por Barrios.

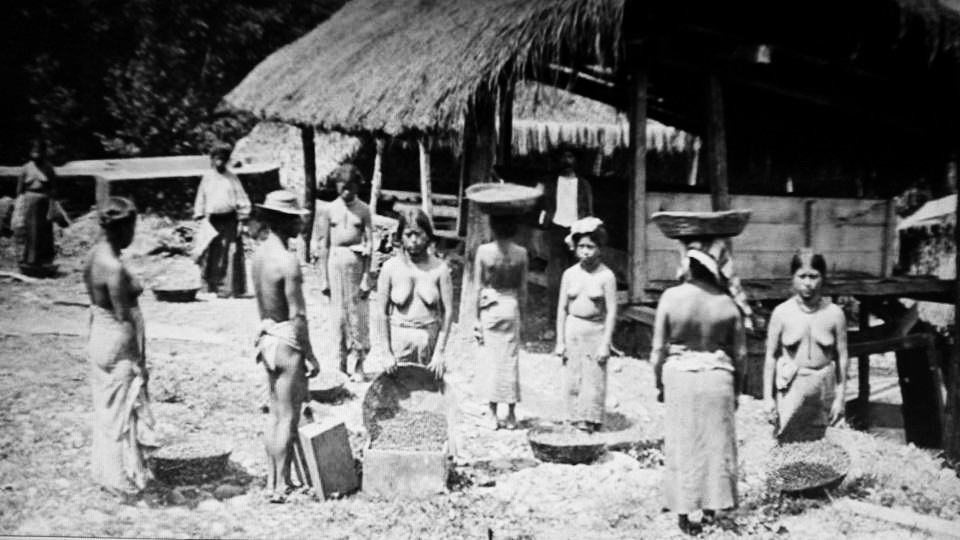
«Temporeras» —jornaleras— en una finca de café en 1875. Las temporeras iban del altiplano guatemalteco a trabajar a lugares cálidos para el corte de café tipo arábigo, o sea de árbol alto. El capataz es el mozo varón. Fotografía de Eadweard Muybridge.

El general Justo Rufino Barrios impulsó la llamada Reforma Liberal de 1871, conjuntamente con el general Miguel García Granados e intelectuales liberales como Lorenzo Montúfar y Antonio Batres Jáuregui, con el fin de cambiar la economía de los liberales en el país, mejorar su comercio, e introducir nuevos cultivos y manufacturas que los favorecieran. Durante esta era el café se hizo un cultivo importante para Guatemala, favoreciendo al capital criollo quetzalteco que no había logrado sus objetivos durante el efímero Sexto Estado.
Tres factores económicos importantes ocurrieron en este período:
1. Se introdujo la producción a gran escala del café; esto obedeció a que los terratenientes liberales de occidente fueron los principales promotores de la Revolución.[94] Asimismo, la introducción del ferrocarril fue a causa de la necesidad de transportar el grano a los puertos del país.
2. A fin de recompensar a los militares que colaboraron con la revolución, se expropiaron las tierras de indios, que eran extensiones de tierra donde los indígenas guatemaltecos vivían desde la época colonial.[145] Asimismo, se instituyeron las rotaciones de los indígenas entre las propiedades de los nuevos terratenientes.[146]
3. Se produjo una fuerte inmigración alemana en las Verapaces, la cual colaboró decididamente en la producción del café.[147] El capital alemán dio origen a los latifundios neocoloniales en Guatemala, convirtiendo los antiguos feudos coloniales en propiedad capitalista,[147] convirtiendo a Guatemala en una semicolonia del imperialismo alemán de finales del siglo xix.[148]

Durante su gestión emprendió un vasto programa de reformas que abarcaron, entre otros aspectos, a la Iglesia, la economía y la educación; se estableció la educación pública gratuita, a través de escuelas en todo el país, suprimiéndose paralelamente las hermandades y órdenes religiosas, aunque poco se adelantó en la alfabetización de la mayoría de la población indígena. Fundó el Banco Hipotecario, el hospital de Oriente, la Escuela Politécnica y mandó construir el Cementerio General de Guatemala y la Penitenciaría Central de Guatemala. Además, durante su presidencia, en Guatemala se tendieron las primeras líneas telegráficas y ferroviarias, firmándose el contrato para la construcción del Ferrocarril del Norte. En el orden administrativo y legal, se promulgaron el Código Penal, el Militar y el Código Fiscal; asimismo fueron creados los departamentos de Retalhuleu y Baja Verapaz. Barrios disolvió la Asamblea Legislativa y convocó a una constituyente compuesta únicamente por sus allegados para que promulgaran la Constitución de 1879, hecha a la medida de sus necesidades. y, al año siguiente, fue reelegido presidente para un mandato de seis años. También para darle apariencia de democracia presentó su renuncia a la Asamblea legislativa en dos ocasiones, la cual no fue aceptada en ninguna de los casos.
Durante el gobierno de Barrios se despojó a los indígenas de las «tierras de indios», las cuales se repartió entre los oficiales que lo ayudaron durante la Reforma Liberal; asimismo, se decreta el «Reglamento de Jornaleros», legislación laboral que colocó a la población indígena prácticamente a la disposición de los intereses de los nuevos hacendados cafetaleros y de los tradicionales. El decreto establecía lo siguiente para los indígenas:
1. Quedaron obligados a trabajar en las fincas cuando los dueños los necesitaran y sin importar en donde se encontraran.
2. Quedaron bajo la tutela de las autoridades locales, quienes se encargaban de velar porque los contingentes de indígenas fueran enviados a las fincas.
3. Quedaron sujetos a la «habilitación»: paga forzada anticipada, endeudadora del trabajador y justificadora de su envío a las fincas y de su retención en ellas.
4. Creación del «libreto de jornaleros»: documento probatorio de la solvencia del trabajador frente a su patrono, y sin la cual el trabajador estaba sujeto al rigos de las autoridades y de los dueños de fincas.[146]

Como resultado de este reglamento, hubo un notable aumento de las exportaciones, y se activó el intercambio con los países capitalistas; tanto los antiguos conservadores aristócratas como los nuevos terratenientes cafetaleros se vieron beneficiados con estas medidas. Ahora bien, sí hubo un terrateniente conservador que fue atacado y despojado de los privilegios que había gozado durante el gobierno de los 30 años: el clero mayor de la Iglesia católica. Los liberales cafetaleros se vieron obligados a atacar a la Iglesia por el poder que esta tenía y por la fuerte oposición que hacía a compartir el poder con los liberales.
| «Este convenio de límites, con el que se culminó un largo período de negociaciones y el ulterior trazado de la frontera, que fue su consecuencia, constituyeron para Guatemala hechos fundamentales en su historia de finales del Siglo xix. Por este tratado, Guatemala renunció no solamente a discutir sus derechos sobre Chiapas y Soconusco, sino a los derechos mismos. Se cerró definitivamente la oportunidad para posteriores reclamos, sin siquiera pedir absolutamente nada a cambio; este convenio cerró herméticamente la puerta a toda posterior reclamación, en virtud de que, al Guatemala ceder Chiapas y Soconusco, renunció expresa y categóricamente a toda compensación o indemnización. Este es un ejemplo singular, en los anales del Derecho Internacional, de un arreglo entre dos países en el que uno de ellos llegó a hacer generosa entrega de sus posiciones y clausuró definitivamente la puerta de posteriores reclamos, sin pedir a cambio absolutamente nada». —Solís Castañeda, 2013 |

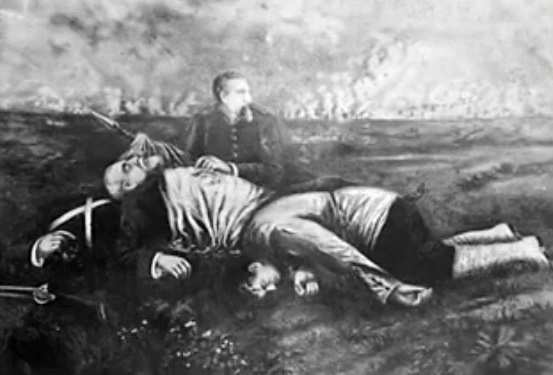
Muerte del general Barrios en la Batalla de Chalchuapa el 2 de abril de 1885.

Por otro lado, Barrios persiguió enconadamente a la oposición, obligando a huir a muchos guatemaltecos al exilio; De acuerdo al periódico estadounidense The New York Times, el terremoto de Guatemala del 3 de septiembre de 1874 fue el más devastador de los que se registraron en ese año en todo el mundo. No solamente se destruyó completamente el pueblo de Parramos, sino que bandas de forajidos armados con cuchillos y otras armas punzocortantes intentaron asaltar a los damnificados y robarles lo poco que les quedaba; afortunadamente, las bandas fueron capturadas por la policía del gobierno del general Justo Rufino Barrios y ejecutadas sumariamente.
Para 1881, las relaciones entre el presidente Justo Rufino Barrios y los representantes de la Iglesia Católica habían mejorado y el presidente envió a Ángel María Arroyo como ministro plenipotenciario ante la Santa Sede para trabajar en un nuevo concordato, que sustituyera al Concordato de 1852. El documento estuvo listo el 2 de julio de 1884, pero no fue discutido en la Asamblea de 1885 porque no alcanzó a ser incluido en la agenda legislativa; sin embargo, tras la muerte del presidente Barrios ese año su sucesor, el general Manuel Lisandro Barillas Bercián ya no ratificó el tratado. Barrios, quien tenía ambiciones de reunificar América Central, habiéndose inmiscuido en la política de los países vecinos, principalmente Honduras y El Salvador, y habiendo conseguido el apoyo de México cediéndole incondicionalmente Chiapas y Soconusco en 1882, llevó a Guatemala a la guerra contra El Salvador en un intento de alcanzar este fin pero falleció en la Batalla de Chalchuapa el 2 de abril de 1885 sin lograr alcanzar su cometido.

### Gobierno de Manuel Lisandro Barillas
A raíz de la renuncia del presidente Alejandro M. Sinibaldi, provisorio que ejerciera después de la muerte violenta del general Justo Rufino Barrios en 1885, la Asamblea Nacional declara que el segundo designado a la presidencia de la República asumiera el poder. La persona señalada era el general Manuel Lisandro Barillas. quien llegó en el instante del sepelio del general Justo Rufino Barrios y exigió a Juan Martín Barrundia —hasta pocos días antes Ministro de Guerra de Barrios y principal candidato a quedarse en la presidencia— que le fuera entregado el poder, aduciendo que un número regular de tropa venía con él, indicándole a Barrundia que la tropa estaba acantonada a inmediaciones de la ciudad. Antes de que Barillas se valiera de aquel ardid para presionar por la entrada inmediatamente de la presidencia, ocupaba el puesto de jefe de político de Quetzaltenango. La tropa de la cual hablaba no existía y así marchó al Palacio de Gobierno para asumir la primera magistratura de la Nación. Cuando Barrundia comprendió su error, ya era tarde; decidió alejarse del país por un tiempo, ya que disponía de los medios necesarios para ello. Barrundia regresó a Guatemala en 1888, para finalmente radicarse en México desde donde publicó folletos en contra del gobierno de Barillas. Finalmente convocó a elecciones, las cuales ganó fácilmente. Para perpetuarse en el poder cambió la constitución de la República a su sabor y antojo y prolongó el mandato constitucional por espacio de seis años. Durante aquel gobierno se fusiló a numerosos enemigos del régimen y se expulsó del país a mucha gente que no compartía el pensamiento político de Barillas. Dentro de las rebeliones que sofocó a sangre y fuego se anota históricamente la de Huehuetenango en el año de 1887, que le dio oportunidad de suspender las garantías constitucionales y disolver la Asamblea Legislativa para luego convocar una Asamblea Constituyente que redactara una nueva constitución adaptada a las aspiraciones del gobernante.
Tras el derrocamiento del presidente salvadoreño por Carlos Ezeta en El Salvador, el designado a la presidencia salvadoreña, Camilo Álvarez, y numerosos enemigos del nuevo régimen se refugiaron en Guatemala y solicitaron ayuda al presidente Barillas para que detuviera a los ejércitos de Ezeta, que pretendía invadir a Guatemala; la verdadera intención era recuperar el gobierno en su país valiéndose del ejército guatemalteco. Convencido por los rumores, las tropas se movilizaron hasta la frontera, con Camilo Álvarez entre ellos, quien incluso había nombrado a sus ministros. Las tropas guatemaltecas ya no siguieron avanzando. Incluso, el ejército de Ezeta se dio el lujo de retornar a la capital salvadoreña a sofocar un levantamiento. Ya en la frontera, Guatemala siguió sin mover sus tropas; y el asunto terminó con la intervención de los miembros del Cuerpo Diplomático, que firmaron un arreglo de paz, el 21 de agosto de 1890. Con ironía, los guatemaltecos llamaron a esta la «guerra del totoposte», ya que solo sirvió para movilizar grano de maíz molido (totoposte) para alimentar tropas que nunca combatieron, lo que dañó gravemente la economía del país. 
Barillas otorgó becas para realizar estudios en Europa a los más sobresalientes estudiantes de medicina de la Universidad Nacional, y también a los literatos, como Enrique Gómez Carrillo, a quien le otorgó una beca para estudiar en Madrid. Fundó la Facultad de Medicina de Occidente y el 28 de junio de 1888, creó la Escuela Normal de Señoritas.
En cuanto a infraestructura, dejó abandonada la construcción del Ferrocarril del Norte a pesar de que Barrios había dejado un fondo para el mismo, y en cambio se ocupó en la canalización del río Motagua, obra que provocó fuertes críticas de corrupción por las grandes sumas del erario nacional que se utilizaron. Durante su gobierno se remodeló el «Teatro Carrera», el cual fue rebautizado con el nombre de «Teatro Colón» y fue demolido en 1923 luego de los daños de los Terremotos de 1917-18. Para 1898, en que se efectúa el traspso del poder a Reyna Barrios, el parque central de Guatemala ya contaba con alumbrado público.
En las elecciones de 1892, fue la primera vez que los partidos hicieron propaganda en los periódicos de la época. Barillas Bercián fue un caso único entre todos los presidentes liberales que tuvo Guatemala entre 1871 y 1944: él entregó el poder a su sucesor en forma pacífica.

### Colonización alemana de la Verapaz
Se produjo una fuerte inmigración alemana en las Verapaces, la cual colaboró decididamente en la producción del café. La producción de café para exportación que llevaron a cabo los alemanes se basaba en un sistema de origen feudal impulsado por el gobierno liberal de Justo Rufino Barrios que no pretendía mejorar las condiciones de vida de los campesinos indígenas sino que la propiedad comunal indígena pasara a manos de propietarios privados que acumularan el capital agrícola. Es más, las tierras comunales fueron adjudicadas preferiblemente a extranjeros después de ser declaradas baldías pues el propio Barrios consideraba que «un alemán valía por doscientos campesinos guatemaltecos».
Alta Verapaz fue en donde los alemanes se concentraron: a fines del siglo xix los finqueros alemanes llegaron a acumular en sus manos tres cuartas partes de la extensión total de los 8686 km² que tenía el departamento. Además se constató que los campesinos huían de sus pueblos para no caer en manos de los finqueros, quienes además de despojarlos de sus tierras los obligaban a trabajar en las plantaciones y beneficios de café. Muchos de los nuevos terratenientes alemanes eran capitalistas o gozaban de créditos en poderosos bancos o casas comerciales de Hamburgo. Se calcula que para 1898 —año en que se inició el gobierno de Manuel Estrada Cabrera—, los alemanes habían invertido en Guatemala más de ciento veinte millones de dólares norteamericanos.
Para la exportación del café, los alemanes construyeron el Ferrocarril Verapaz, el cual fue fundado el 15 de enero de 1894 mediante la firma de un contrato por noventa años entre el estado de Guatemala. Este contrato preveía la construcción, mantenimiento y explotación de un tramo de ferrocarril entre el Puerto Fluvial de Panzós y el paraje de Pancajché, de treinta millas de extensión. Además de las terminales en Panzós y Pancajché, había estaciones en Santa Rosita, La Tinta, y Papalhá. En 1898, se reportó que dada la riqueza del café producido en Cobán, que en ese entonces era la tercera ciudad más grande de Guatemala, se estaba ampliando el ferrocarril desde Panzós hasta esa ciudad.  El ferrocarril estuvo en uso continuo hasta 1965.

### Colapso del café de 1897
En marzo de 1897, coincidiendo con el inicio de la Exposición Centroamericana la revista cultura La Ilustración Guatemalteca  publicó un análisis detallado de la situación económica de Guatemala. Para entonces, los bancos del país presentían una mala situación y habían querido mejorar sus créditos exigiendo garantías fiduciarias, retirando créditos y pasando circulares con lo que consiguieron general el pánico entre la población guatemalteca. Por otra parte, algunos bancos habían incrementado considerablemente el tipo de interés aprovechando la concesión que tenían del gobierno para emitir billetes.
De acuerdo al análisis de La Ilustración Guatemalteca, en marzo de 1897 existía una paralización completa en los negocios por carencia casi absoluta de efectivo, situación muy grave que estaba empezando a afectar el comercio, la agricultura, la industria y demás fuentes de riqueza.  Las causas de este serio problema eran el excesivo desarrollo que el gobierno de Reina Barrios había dado a necesidades ficticias —o sea, el embellecimiento de la Ciudad de Guatemala, proyecto de Acatán y el gasto millonario en la Exposición Centroamericana— sin haber tomado en cuenta el verdadero estado de las cuentas nacionales y para las que necesitó de muchos recursos particulares obtenidos por medio de bonos.  Esta actitud se había trasladado a la población en general, ya que las familias habían entrado en una época de lujo y vanidad en el que se buscaban coches, caballerizas, lacayos con lujosa librea, visitas al teatro y otras cosas en las que se gastaba más de lo que las familias tenían de ingresos; esto resultaba en que se hubiera abusado del crédito y de la especulación. Se consideraba para entonces que la única solución era una austeridad completa con un plan de economías y la abstención absoluta de todo dispendio innecesario y se temía que se llegara a una bancarrota estatal.
En resumen, no quedaba saldo alguno que pudiera equilibrar la balanza del comercio guatemalteco en 1897 y se recomendaban medidas de austeridad y que se hiciera un préstamo a largo plazo negociado en buenas condiciones, y que no fuera como los que hasta entonces se habían hecho por los gobiernos guatemaltecos que no solamente tenían intereses excesivos, sino que no eran administrados de forma honrada.
El 10 de marzo, el periódico opositor La República publicó que no existía regocijo entre la población guatemalteca por la realización de la Exposición, a pesar de la majestuosidad de la misma; dicha apatía se debía a la preocupación por los acontecimientos económicos y políticos de los últimos meses. En otro fuerte artículo contra el gobierno, acusan de deficiente el manejo de agua —la cual se obtenía en parte del proyecto de Acatán— y que se estaba utilizando en las fuentes de la Exposición dejando sin abastecimientos a la población de la Ciudad de Guatemala.  Por estas publicaciones, el periódico fue cerrado temporalmente por el gobierno de Reina Barrios, aunque fue reabierto pocos meses después.
Las consecuencias del fracaso de la Exposición fueron considerables para Guatemala, pues la falta de inversión internacional  dejó al país sin fondos suficientes para hacer frente a los préstamos hechos para satisfacer los ambiciosos objetivos de la Exposición. Por otra parte, cuando Reina Barrios pretendió extender su mandato para resolver la situación, se produjeran las revoluciones de septiembre de 1897 que desencaderon una serie de eventos que concluyeron cuando Edgar Zollinger asesinó al presidente Reina Barrios el 8 de febrero de 1898.  Y, finalmente, la deuda externa con bancos ingleses que heredó el sucesor de Reina Barrios, el licenciado Manuel Estrada Cabrera, hizo que se viera obligado a buscar el apoyo económico y militar de los Estados Unidos, a fin de evitar una posible invasión militar inglesa que pretendiese cobrar dicha deuda.

## Primera mitad del sigloxx

### Gobierno de Manuel Estrada Cabrera

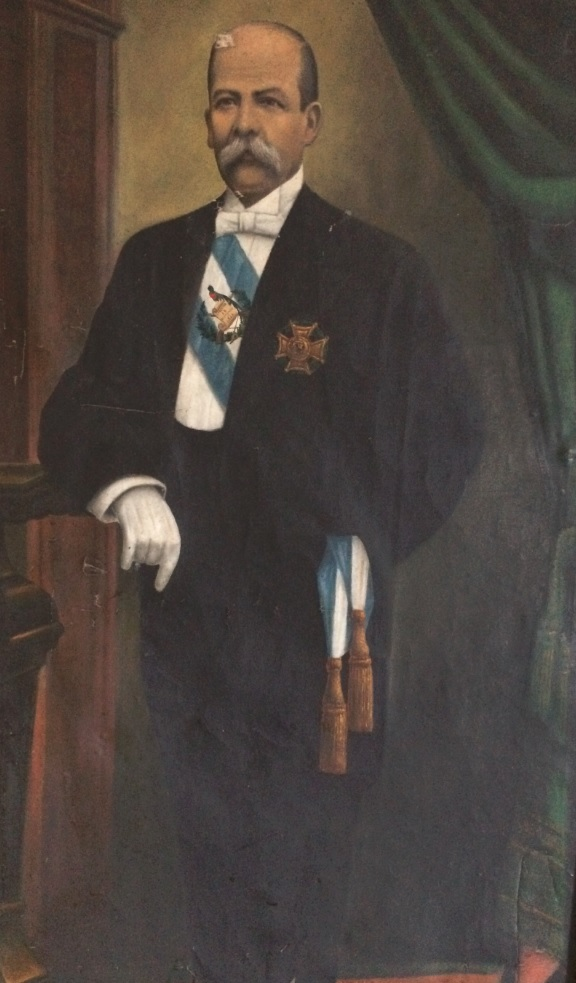
Licenciado Manuel Estrada Cabrera durante su cuarto período presidencial.
Presidente de Guatemala
Gobernó entre 1898 y 1920.

Durante el gobierno del primer presidente civil de Guatemala, licenciado Manuel Estrada Cabrera (1898-1920), la United Fruit Company (UFCO) se convirtió en la principal fuerza económica de Guatemala, con grandes concesiones otorgadas por el gobierno ya que Estrada Cabrera tenía acciones en la compañía, y además le interesaba obtener el apoyo estadounidense para evitar un posible ataque de la flota británica (lo cual era muy posible debido a las deudas que dejara su antecesor, el general Reyna Barrios tras el fracaso de la Exposición Centroamericana); en cuanto a la política exterior de los Estados Unidos para Centro América consistía en mantener gobiernos afines y los más pacíficos posible para facilitar la construcción del canal interoceánico que primero estuvo planificado para Nicaragua, luego en Colombia y por último en Panamá, tras la separación de Panamá de Colombia esta política económica norteamericana fue conocida como el «Gran Garrote de las guerras bananeras de Teddy Roosevelt —presidente de los Estados Unidos en ese entonces— y sus operaciones contaron frecuentemente con el respaldo militar de los Marines de los Estados Unidos.
Estas intervenciones bélicas fueron realizadas con tanta frecuencia que los Marines crearon y publicaron en 1921 un manual de tácticas y estrategias aplicables a guerras a pequeña escala.
Con respecto a los países vecinos, Estrada Cabrera tuvo que mantener al margen a los gobiernos de México, El Salvador y Nicaragua, cuyos presidentes pretendían influir decisivamente en Guatemala, e incluso llegaron a intentar invadirla en varias oportunidades.
Siguiendo el estilo de la época no toleró oposición a su gobierno, persiguió a sus enemigos políticos y restringió la libertad de prensa, pero a pesar de esto, es considerado como un administrador eficiente, ya que logró mantener la economía del país pese a que esta se vio afectada por:
- La deuda con lo bancos británicos heredada del gobierno de José María Reyna Barrios.[187]
- La construcción del Canal de Panamá, que hizo inútil la construcción del ferrocarril interoceánico en Guatemala y provocó tensión con los presidentes José Santos Zelaya de Nicaragua y Porfirio Díaz de México.[188]
- La variabilidad en el precio del café, principal producto de exportación de Guatemala durante los regímenes liberales.[189]
- Las imposiciones políticas, económicas y militares de los Estados Unidos, el Reino Unido y Alemania durante la Primera Guerra Mundial,[190] y finalmente,
- Los terremotos de 1917-18, que destruyeron más de la mitad de la Ciudad de Guatemala.[191]

La UFCO controló más del 40 % de la tierra del país, todo el ferrocarril y las instalaciones de Puerto Barrios, el único puerto en la costa Atlántica de Guatemala y El Salvador; esta situación se mantendría hasta 1944.

#### Guatemala: una República Bananera («Banana Republic»)

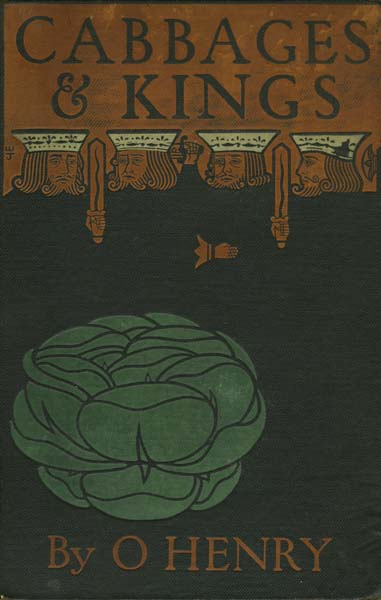
Cabbages and Kings (Repollos y reyes) de O. Henry, libro publicado en 1904, y que popularizó el término peyorativo «República Bananera».

El término despectivo «República Bananera» (del inglés «Banana Republic») frecuentemente se utiliza para describir a pequeños países que son pobres y subdesarrollados y que tienen un gobierno inestable, con corrupción galopante y una relación sumisa con los Estados Unidos. El término fue acuñado por el escritor estadounidense O. Henry, quien lo utilizó para describir al imaginario país «Anchuria» en su novela «Cabbages and Kings». Henry se inspiró en lo que vio durante un viaje a Honduras, que había sido invadida en 1910 por la corporación frutera Cuyamel Fruit, y que estuvo a punto de irse a la guerra por rivalidades corporativas con su vecina, la Guatemala de Manuel Estrada Cabrera, la cual a su vez estaba controlada por la United Fruit Company. Otros escritores siguieron utilizando el término para describir a los corruptos países de América Central y el poder casi absoluto que en lo mismo tenían las fruteras norteamericanas.

#### Terremoto de San Perfecto
El terremoto de San Perfecto ocurrió el 18 de abril de 1902 por la noche y tuvo una magnitud estimada de Mw 7,5 en el departamento de Quetzaltenango. El terremoto tuvo una duración de aproximadamente minuto y medio y fue precedido de varios sismos premonitores y seguido de muchas réplicas. Entre ochocientas y novecientas personas fallecieron por el terremoto y hubo daños materiales importantes en la extensa zona afectada. Todas las iglesias en el oeste de Guatemala y el este de Chiapas sufrieron daños severos o fueron destruidas.

#### Erupción del volcán Santa María de 1902
En abril de 1902 destruyó Quetzaltenango y una gran parte de la región occidental de Guatemala, y luego el 24 de octubre de ese mismo año fueron nuevamente afectados por la fuerte erupción del volcán Santa María. El volcán había estado inactivo desde la conquista española en 1524 y tenía un cono casi perfecto de 3768 metros de altura. La erupción fue más devastadora que el terremoto, ya que también provocó cuantiosos daños en las fincas y aldeas aledañas y hay recuentos que la arena y ceniza abarcó a la región de Chiapas, en México. Se calcula que la catástrofe provocó cinco mil muertes y miles de pesos en pérdidas agrícolas y materiales.

#### Estructura social de Guatemala

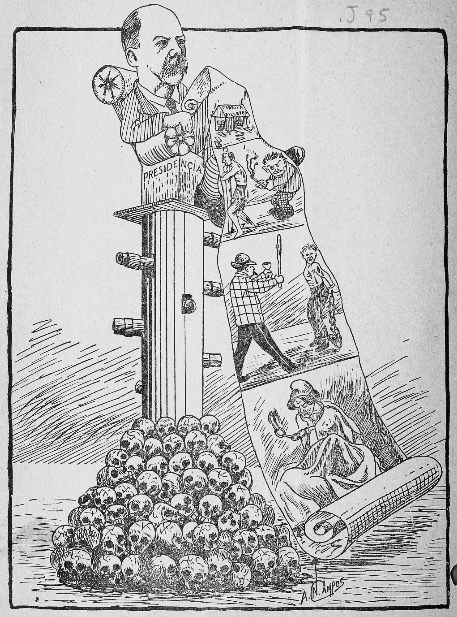
Caricatura de A. N. Campos que muestra cómo el gobierno de Manuel Estrada Cabrera se basa en crímenes de lesa humanidad.

En 1920, el príncipe Guillermo de Suecia visitó Guatemala e hizo una descripción objetiva tanto de la sociedad guatemalteca de la época como del gobierno de Estrada Cabrera en su libro Between two continents, notes from a journey in Central America, 1920 —Entre dos continentes, notas de un viaje a Centro América, 1920—. El príncipe explicó la dinámica de la sociedad guatemalteca que observó indicando que aunque Guatemala se hacía llamar República, contaba en realidad con tres clases sociales claramente definidas:
1. Criollos: una minoría formada por familias descendientes de los españoles que conquistaron Centroamérica y que para 1920 estaban a cargo de ambos partidos políticos en el país. Para ese año, se habían relacionado con extranjeros, principalmente europeos y la gran mayoría de ellos tenía sangre indígena en sus venas.[198] Los criollos dirigían el país tanto política como intelectualmente, debido en parte a que su educación, aunque pobre para los estándares europeos de la época, era enormemente superior a la del resto de la población del país, en parte porque solo las familias de abolengo tenían acceso a los partidos políticos en esa época,[197] y finalmente, porque esas familias controlaban la mayor parte de las tierras cultivables del país.[198]
2. Ladinos: la clase media, constituida por personas que nacieron del cruce entre nativos, negros y criollos. En 1920 no tenían poder alguno, aunque conformaban el grueso de los grupos de artesanos, dueños de tiendas, comerciantes y oficiales de bajo rango en el ejército.[199] solo en el oriente del país se podían encontrar en labores agrícolas.[199]
3. Indígenas: la vasta mayoría de la población. Analfabetos y renuentes a cualquier forma de cambio, han sido utilizados en el ejército por sus cualidades, llegando a posiciones de mandos medios, por sus cualidades de ser renuentes a participar en actividades políticas y su respeto innato hacia el gobierno y los oficiales.[200] En 1920, constituían la principal fuente de mano de obra agrícola y estaban en tres grandes categorías:
  1. Mozos colonos: vivían en plantaciones. Se les daba un pequeño terreno para que lo cultivaran por su cuenta, a cambio de que trabajaran en las plantaciones por ciertos períodos de tiempo.[200]
  2. Mozos jornaleros: trabajadores por día, que eran contratados para trabajar en las fincas por un determinado tiempo. Se les pagaba un salario diario.[200] En teoría, cada mozo era libre de hacer con su trabajo lo que quisiera, pero en realidad quedaban atados a las plantaciones por cuestiones económicas. No podían irse de un lugar has que no pagaran todo lo que le debían al propietario de la finca, quien desde el principio los incentivaba a endeudarse con él o ella por medio de créditos y préstamos de efectivo, hasta llegar un punto en que no podían pagar la deuda y quedaban en una posición de servidumbre.[201] Si los mozos huían, los propietarios de las fincas podían hacer que los persiguieran y encarcelaran, y todo el costo de los gastos de la persecución se le cargaban a la deuda del mozo. Por otro lado, si alguno se rehusaba a trabajar, era puesto en prisión sin más trámite.[201] Los pagos diarios eran extremadamente bajos.[202]
  3. Artesanos independientes: aquellos indígenas que vivían en las provincias más remotas y sobrevivían cultivando maíz, frijol o arroz. Su excedente lo vendían en los mercados de la comunidad y frecuentemente transportaban sus productos a sus espaldas.[202]

### Después de Estrada Cabrera

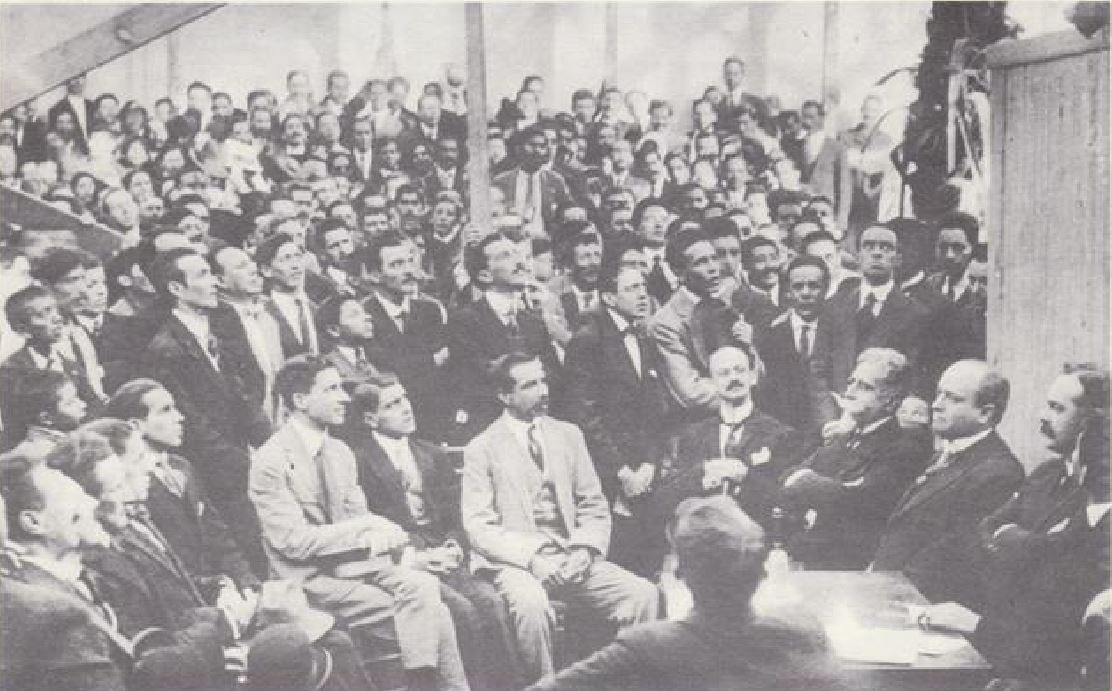
La «Casa del Pueblo» en diciembre de 1919, al momento de firmar el Acta de los Tres Dobleces. Se observa a los líderes conservadores de Guatemala sentados al frente de la fotografía.

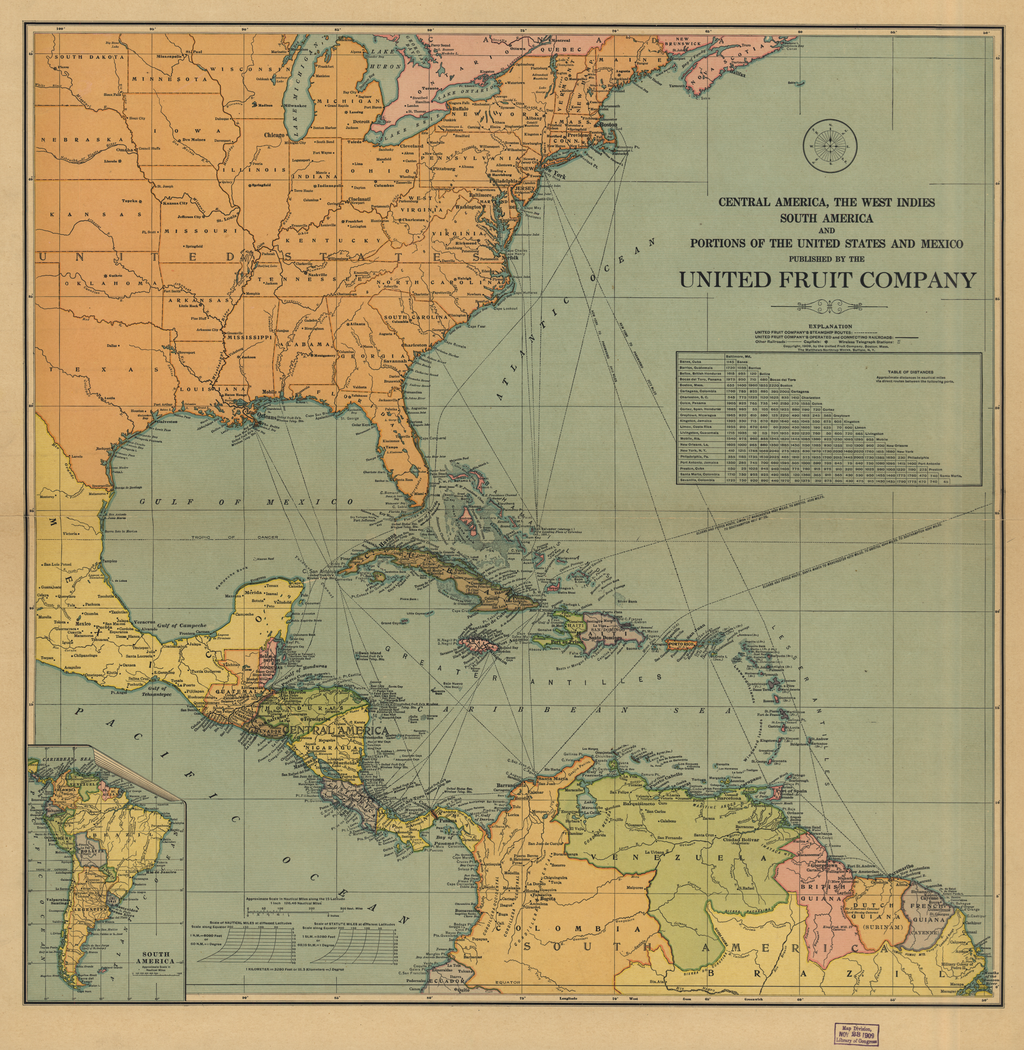
Mapa de rutas de la Flota Blanca de la United Fruit Company, la cual tenía el monopolio de transporte de carga y personas desde y hacia Puerto Barrios.

Tras la Semana Trágica que culminó con la rendición de Estrada Cabrera el 14 de abril de 1920, el presidente interino Carlos Herrera y Luna heredó un desorden fiscal, monetario y bancario, con inflación galopante; se opuso a ratificar varios contratos con compañías norteamericanas que había firmado Estrada Cabrera y que Herrera consideraba lescivos para el país. Entre estos contratos se encontraban:
- Venta de la Empresa Eléctrica, que había sido expropiada a los accionistas alemanes después de la Primera Guerra Mundial
- Contrato con la International Railways of Central America (IRCA) —una compañía de la United Fruit Company— para poner en vigor el Contrato Ferrocarrilero Méndez-Williamson de 1908 firmado en el período del presidente Manuel Estrada Cabrera. El contrato era lescivo para Guatemala y se refería a hacer los arreglos necesarios a efecto de principiar los trabajos del Ferrocarril, que pondría en comunicación a Guatemala con El Salvador, en la ruta Zacapa-Anguiatú—este último, frontera con El Salvador.[203]
- Contrato sobre servicio de luz, calor y fuerza eléctrica con Central America Power Company
- Contrato con Washington Serruys, para la instalación de un tranvía eléctrico
- Contrato entre el Ministerio de Fomento y la Compañía All America Cables Incorporated, para el establecimiento en la capital de una oficina pública de cablegramas.[203]

En cuanto a la educación, Herrera disolvió la Universidad Estrada Cabrera, que había sido fundada en 1918 y la sustituyó con las escuelas Facultativad de la Universidad Nacional, a la que le otorgó autonomía para elección de autoridades. Pero en ese entonces apenas había trescientos estudiantes en toda la universidad, y el analfabetismo en el país era del 93 %, debido principalmente a la «ley de jornaleros» que había instituido Justo Rufino Barrios y que obligaba a los jornaleros indígenas a trabajar en las fincas, sin darles tiempo para su educación. Los gobiernos de Orellana y Chacón emprendieron una reforma educativa, otorgando becas en el extranjero a egresados de la Escuela Normal para Varones y otras escuelas de maestros del país.

#### El Poder de la United Fruit Company en el gobierno de Orellana

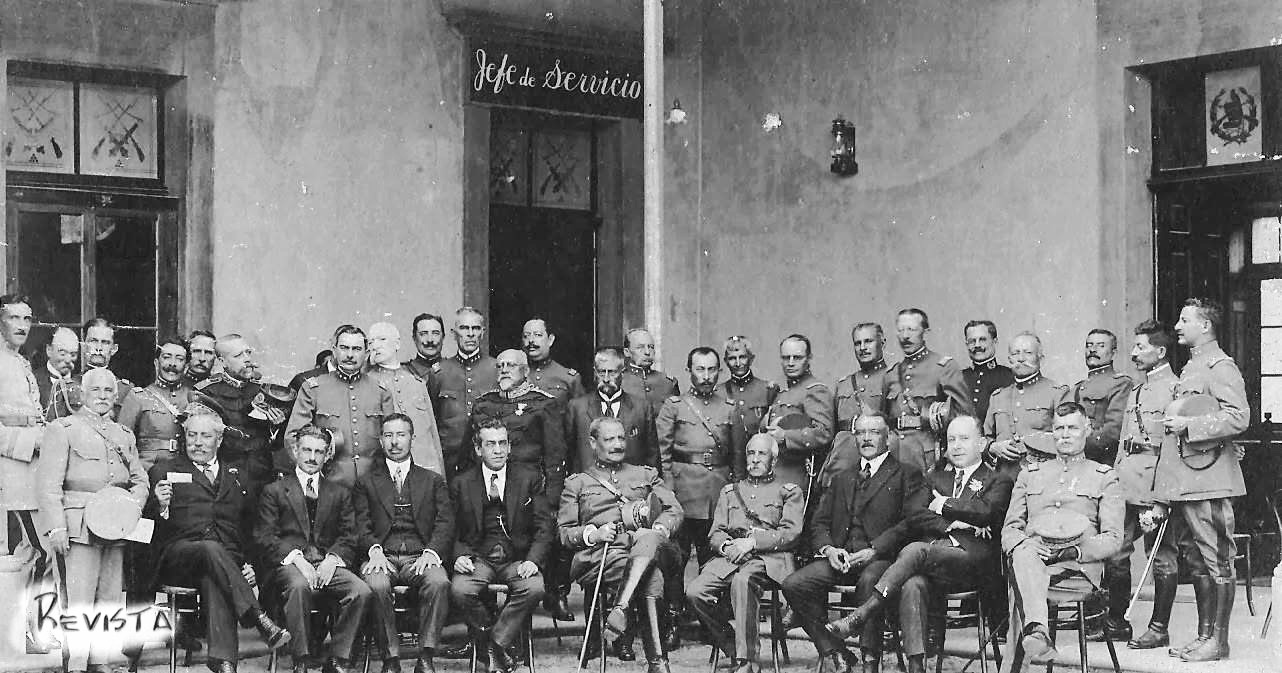
General José María Orellana -sentado al centro- y atrás, el General de División José Gabriel Reyes Rodas y su plana mayor en el interior de la Escuela Politécnica tras derrocar al presidente Carlos Herrera el golpe de Estado de 1921.

A mediados de 1924, los portuarios de Puerto Barrios, claves para la exportación de banano y para las importanciones a Guatemala, demandaron la jornada de ocho horas y aumento de sus salarios. La UFCO se negó a aceptar y no cedió; los trabajadores entonces fueron a la huelga, a la cual se solidarizaron todos los trabajadores de las fincas de la «frutera». La UFCO pidió ayuda al gobierno, que actuó con rapidez: tropas fueron enviadas a imponer el orden en Barrios; el choque fue brutal, saldándose con muerte y heridos entre los obreros. La huelga tardó veintisiete días, pero la represión logró acabarla: veintidós dirigentes fueron encarcelados y luego expatriados. A finales de ese año, los trabajadores de la International Railways of Central America (IRCA) demandaron la reducción de horas de trabajo, el aumento de salario y el respeto para su organización Sociedad Ferrocarrilera. Una vez más, la «frutera» (propietaria de la IRCA) se negó rotundamente a aceptar estas demandas y movilizó al gobierno de Orellana para reprimir violentamente la huelga de 5000 trabajadores. Un mecanismo ampliamente utilizado por la UFCO era comprar a precios bajos grandes cantidades de tierras como una herramienta para evitar que surgieran competidores y mantener así un monopolio sobre la producción de bananos, inclusive conservando extensas zonas agrícolas sin cultivar bajo pretexto que sequías o huracanes le obligaban a mantener «en reserva» grandes extensiones de terreno sin usar.

### Gobiernos de transición
Baudilio Palma era el secretario de Hacienda y segundo designado a la Presidencia del presidente general Lázaro Chacón González cuando este sufrió un derrame cerebral que ya no le permitió seguir al frente del gobierno. Entonces Palma, en acuerdo con todo el gabinete, fue designado para desempeñar las funciones de presidente de forma interina, a pesar de ser el segundo designado en la Presidencia de la República ya que el primer designado, general Mauro de León, fue inducido a renunciar al cargo.
El 13 de diciembre de 1930 su nombramiento fue aprobado por la Asamblea Nacional Legislativa y el 16 de diciembre de 1930 el presidente estadounidense Herbert C. Hoover a través de un telegrama aceptó la presidencia de Palma; pero el 17 de diciembre de 1930, unos pocos soldados y miembros del Partido Progresista, liderados por Manuel María Orellana Contreras, irrumpieron en el despacho de Palma y le exigieron su renuncia por escrito. Tras la lucha que se desencadenó, Palma presentó su renuncia y fue detenido.
A los dos días se publicó la noticia en los periódicos, que indicaban que los Partidos Liberales de Guatemala no estaban de acuerdo con el nombramiento de Palma, argumentando que era el general De León el primer designado a la Presidencia y que esto no fue respetado por quienes nombraron a Palma encargado de la Presidencia.
El gobierno de Orellana no fue reconocido por Estados Unidos y el 31 de diciembre de 1930, la Asamblea aceptó su renuncia y designó al licenciado José María Reina Andrade como primer designado a la presidencia y a los generales de división José Gabriel Reyes Rodas Ministro de la Guerra y Rodrigo Solórzano. Reina Andrade asumió la presidencia interina para convocar a unas elecciones y el segundo José Reyes como primer designado, en las que Jorge Ubico ganó como candidato único en las elecciones de 1931, asumió el cargo el 14 de febrero.

### Gobierno del general Jorge Ubico

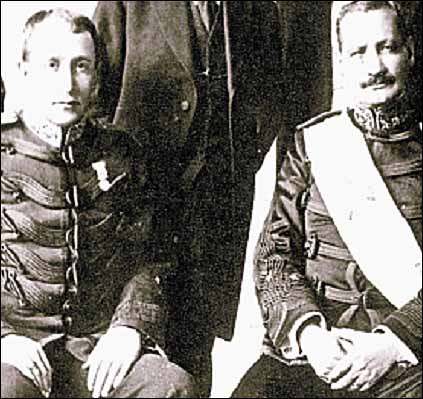
Presidente José María Orellana y su primer designado a la presidencia, Jorge Ubico Castañeda. Fotografía de 1922.

Tras la muerte de José María Orellana, y luego de participar en las elecciones de 1926, en que perdió contra el también liberal Lázaro Chacón González, el general Jorge Ubico Castañeda se retiró a la vida privada; pero con la inestabilidad que se dio tras la renuncia del general Chacón a finales de 1930, por enfermedad, y la crisis económica que existía en el país debido a la Gran Depresión originada por la quiebra de la Bolsa de Valores de Nueva York en 1929, se involucró nuevamente en el tinglado político. En diciembre de 1930, el presidente interino Baudilio Palma fue derrocado y asesinado en un golpe militar por el general Manuel María Orellana Contreras, pero el gobierno de este no fue reconocido por el presidente de los Estados Unidos, país que para entonces ya tenía fuertes inversiones en Guatemala, derivadas de las grandes concesiones otorgadas a las bananeras y a los ferrocarriles durante el gobierno de Manuel Estrada Cabrera. La Asamblea Nacional Legislativa designó a José María Reina Andrade, quien había sido ministro de Gobernación durante buena parte del gobierno de Estrada Cabrera, y este inmediatamente convocó a elecciones, a las cuales se presentó Ubico Castañeda como candidato único.

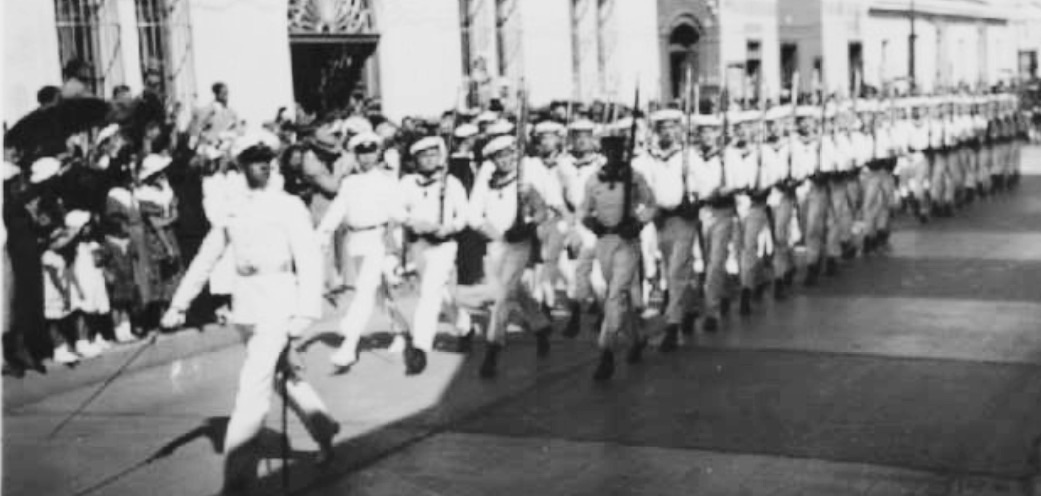
Marineros alemanes desfilando en la Ciudad de Guatemala durante un viaje de buena voluntad en 1936.

Por ese entonces, eran numerosos los países que se inclinaban por gobiernos autoritarios; existía el gobierno fascista de Benito Mussolini en Italia, la dictadura del PRI en México y la dictadura imperial de Hirohito en Japón. De esta manera, una vez en el poder, Ubico Castañeda asumió poderes dictatoriales y métodos de espionaje y represión similares a los de Barrios y Estrada Cabrera, y mantuvo una Asamblea legislativa títere obediente a sus mandatos. Inteligente, dinámico y temperamental tenía obsesión por controlar hasta el más mínimo detalle de la vida de Guatemala, siendo uno de sus principales objetivos fue el de lograr una reorganización de la administración pública, para lo que nombró a varios allegados suyos, los llamados «Ubiquistas», en posiciones claves del gobierno. Su gobierno se caracterizó por un esfuerzo por estabilizar las finanzas del estado, reduciendo el gasto público: demostró ser un administrador muy capaz al reducir los sueldos de los empleados públicos en un 40 % para contrarrestar el déficit del gobierno. Esta medida no provocó resistencia, porque se les empezó a pagar en efectivo en lugar del uso de unas tarjetas que solo podían revender tras aceptar fuertes descuentos.  También fomentó la producción del café durante la Depresión de 1929 por medio de la «ley de vagancia» y la «ley de vialidad» Aunque para ellos haya sometido a la mayoría indígena del país a trabajo prácticamente forzado en las fincas cafetaleras y en los caminos del país. y también por las acciones de una policía y poder judicial implacables en contra del delito, de la corrupción y de cualquier tipo de oposición al régimen. Finalmente, completó la centralización del poder al eliminar a los alcaldes popularmente electos por intendentes que eran nombrados por el propio presidente. Gracias a la mano de obra casi gratuita disponible por sus leyes, es significativo su impulso a la construcción de obra pública, especialmente carreteras, en beneficio de la actividad cafetalera, dominada por inmigrantes alemanes en la Veparaz (en donde había sido Jefe Político) y por terratenientes guatemaltecos en el resto del país. Para la construcción de carreteras empleó trabajo forzado de indígenas, vigilados por el cuerpo de ingenieros del ejército. Por medio del decreto 1995 de 1934 canceló las deudas impagables que los jornaleros tenían con los hacendados. Pero para contrarrestar una potencial escasez de mano de obra para las fincas, promulgó el Decreto 1996: «La Ley de Vagancia», la cual obligaba a todo campesino que no tuviera un mínimo de tierras a trabajar cierta cantidad de días al año de servicio de un hacendado; si esto no se podía comprobar, el jornalero debía trabajar gratuitamente en los caminos.

Felicitación de Hitler a Ubico.

Ubico extendió su mandato y se convirtió en el caudillo del país reeligiéndose varias veces pues la población que podía votar eran solo los habitantes de la ciudad capital y varias cabeceras departamentales y estos estaban agradecidos con la administración por la mejoría en sus condiciones de vida. Aunque era admirador de los gobiernos dictatoriales de Benito Mussolini, Francisco Franco y Adolfo Hitler, mantuvo relaciones cordiales con los Estados Unidos y puede decirse que su administración se mantuvo gracias al monopolio bananero de la «frutera» (la United Fruit Company). Conforme avanzaron los sucesos de la Segunda Guerra Mundial, la política norteamericana y sus compromisos con la «frutera» lo obligaron no solamente a declarar la guerra a las naciones del Eje —Alemania, Italia y Japón— sino a permitir el establecimiento de bases norteamericanas en el Guatemala. Entre los beneficios que recibió del gobierno estadounidense a cambio de su alianza en la guerra hubo armamento moderno para el ejército y entrenamiento en la Escuela Politécnica por militares norteamericanos. De hecho, Mussolini recibió la máxima condecoración del país, la Orden del Quetzal. Más tarde, Ubico recibió la Orden de Isabel la Católica de manos del Estado español, gobernado por Franco. 

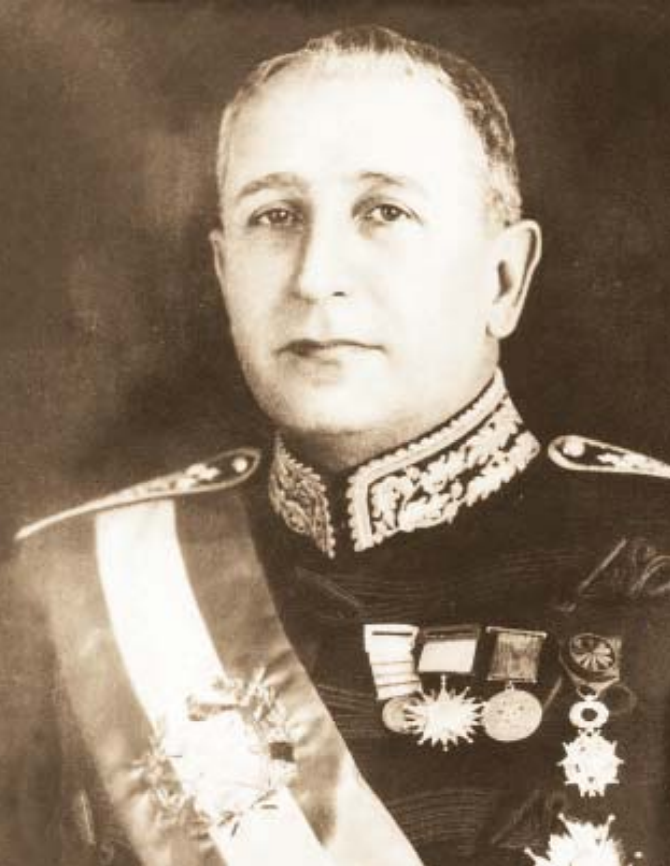
General Jorge Ubico Castañeda en su fotografía oficial. 14 de febrero de 1931.

Durante el gobierno del Tercer Reich (1933-1945) en Alemania, en Guatemala había rumores que suponían que los alemanes en la Verapaz querían establecerse como una «nueva Alemania» con la política nacional socialista de Hitler. Los alemanes habían adquirido terrenos, manzanas, casas y fincas gracias a las concesiones de los presidentes liberales que gobernaron de 1885 a 1920 en Guatemala , y gozaron de privilegios durante el gobierno dictorial del general Jorge Ubico, pero un incidente afectó la existencia de la comunidad alemana verapacense: en 1935-1936, el Tercer Reich pidió votar a sus ciudadanos sobre la anexión de Austria a Alemania y un barco alemán ancló en Puerto Barrios para efectuar la actividad y quienes asistieron fueron «fichados» como simpatizantes del régimen nazi de Adolfo Hitler. La tensión se incrementó cuando se inició la Segunda Guerra Mundial entre Alemania, Francia e el Reino Unido en 1939 con la invasión alemana a Polonia y llegó a un punto crítico cuando Japón, aliado de los alemanes, atacó la base militar estadounidense de Pearl Harbor en Oahu, Hawái el 7 de diciembre de 1941; cuando los Estados Unidos ingresaron a la guerra, obligaron al presidente Jorge Ubico a expulsar a los alemanes de Guatemala e intervenir todas sus propiedades. Los alemanes varones se vieron obligados a abandonar a su país de origen obligados a ingresar a las filas del ejército alemán.
Ubico reprimió fuertemente a la delincuencia con la denominada Ley de Fuga, por medio de la cual los acusados de delitos graves eran ejecutados extrajudicialmente por orden presidencial. También combatió la corrupción en el Estado con la creación de la Contraloría General de Cuentas de la Nación y el Tribunal de Cuentas. Con esto, las cárceles se convirtieron en elemento disuasor para el robo del erario público. Obligó a la asamblea legislativa a decretar una donación de 200 000 dólares de la época para su persona por sus contribuciones a la patria. En 1944, después de más de trece años de férrea dictadura, su gobierno empezó a denotar claros signos de debilidad. Se multiplicaron las manifestaciones de la población en su contra, exigiendo su renuncia. Estas manifestaciones eran dirigidas principalmente por maestros y por estudiantes de la Universidad Nacional. El 25 de junio de 1944, durante el transcurso de una de estas manifestaciones, resultó muerta la profesora María Chinchilla, lo que aunado al «memorando de los 311» y a las presiones populares, dieron lugar a la renuncia del general Ubico, el 1 de julio de 1944 aceptó formalmente renunciar a su cargo: Ubico dejó en el poder a un triunvirato militar conformado por los generales Federico Ponce Vaides, Buenaventura Pineda y Sandoval Ariza, a quienes sacó del ostracismo en que los mantuvo durante su gobierno y luego partió hacia el exilio político en Nueva Orleans, donde estaba la sede de la United Fruit Company.

## Revolución de 1944

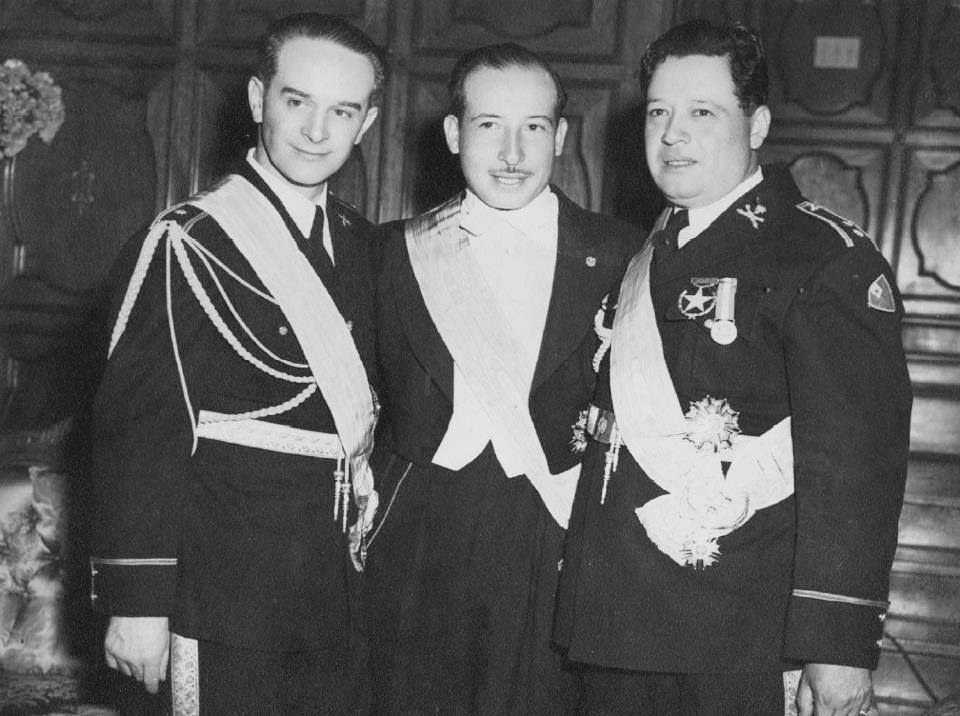
Miembros de la junta revolucionaria de gobierno que se instaló el 20 de octubre de 1944. De izquierda a derecha: capitán Jacobo Árbenz Guzmán, ciudadano Jorge Toriello Garrido y mayor Francisco Javier Arana.

El general Ponce Vaides, solamente estuvo al mando durante 110 días y continuó con la forma de gobernar represiva de su antecesor, dando instrucciones a la policía para atacar a sus adversarios. En aquellos días, El Imparcial publicó entonces fuertes editoriales contra las intenciones de Federico Ponce Vaides de perpetuarse en el poder. A consecuencia de estos acontecimientos, el primero de octubre fue asesinado el periodista Alejandro Córdova frente a su residencia en la ciudad capital. El crimen aceleró los preparativos del movimiento cívico militar del 20 de octubre de 1944. Todos estos acontecimientos terminaron de encender las pasiones reprimidas por varios años. Fue el 20 de octubre de 1944, cuando ocurrió un levantamiento popular, donde participaron: abogados, maestros, obreros, estudiantes universitarios y una parte del Ejército. La lucha se estableció entre la otra parte del Ejército y la policía que eran leales al general Ponce. Luego de estos sucesos se difundió la noticia de que Ponce Vaides había solicitado asilo político en México y el gobierno había sido tomado por un triunvirato compuesto por un civil y dos militares: El civil Jorge Toriello Garrido, el mayor Francisco Javier Arana y el capitán Jacobo Árbenz Guzmán.
Las principales funciones del gobierno de transición fueron, derogar los decretos que había realizado la administración anterior. Convocó a una Asamblea Nacional Constituyente que produjo una nueva Carta Magna. Quedó instituida la Junta Revolucionaria del 20 de octubre de 1944, con el propósito de garantizar a los guatemaltecos un marco constitucional para llevar a Guatemala a una democracia representativa.
Entre los decretos más importantes que firmó la Junta Revolucionaria se encuentran: 

- Decreto n.º 1 Disolución de la Asamblea Nacional y convocatoria para elección de Diputados para integrar la Asamblea Revolucionaria.
- Decreto n.º 7 Se deroga el Decreto n.º 1474 desde el primero de enero de 1945, anulando el servicio personal (trabajo forzoso) por pago de impuesto de vialidad.
- Decreto n.º 14 Se otorga autonomía a la Universidad Nacional, que pasa a llamarse Universidad de San Carlos de Guatemala.

### Gobierno de Arévalo

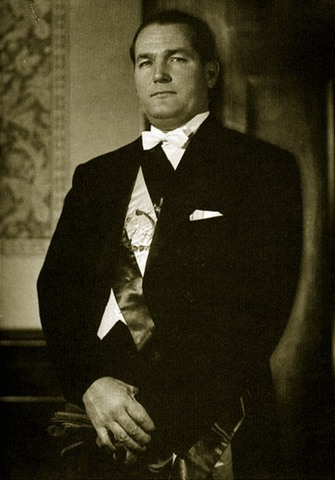
Presidente Juan José Arévalo Bermejo, el 15 de marzo de 1945. Fotografía oficial.

El gobierno del primer presidente electo democráticamente en la historia de Guatemala, Juan José Arévalo, se distinguió por sus numerosas realizaciones educativas y de beneficio para las clases medias urbanas; pero la élite social no estaba conforme con el gobierno arevalista, pues por primera vez en la historia del país la clase media urbana tenía poder y lo había utilizado para que el gobierno adoptara medidas en favor de los obreros de la ciudad. La élite consideraba nocivas las reformas sociales y consideraba que era más fácil hacer negocios y dinero —y que era más seguro para ellos— vivir en un régimen dictatorial como el de Ubico.
El presidente Arévalo Bermejo inició su gobierno en 1945, y de acuerdo a los historiadores liberales desde el principio utilizó un lenguaje a veces disociador, que empezó a polarizar a la sociedad guatemalteca, causando entre los terratenientes la sensación de que solo era el gobernante de una parte de los guatemaltecos. Por otra parte, en el libro autobiográfico Despacho Presidencial de Arévalo, se observa que el gobierno se inició con sanciones a la oposición —al punto que cada vez que se sospechaba un complot en contra del gobierno, se restringían las libertades civiles, los sospechosos eran apresados y luego enviados al exilio, intervencionismo económico del Estado con la emisión de la Ley de Emergencia Económica— y un decidido apoyo a un movimiento sindicalista recién surgido.  Así entonces, las fuerzas de oposición al gobierno arevalista —i.e., revolucionarios moderados y «ubiquistas» poco a poco fueron marginadas y empezaron a temer la implementación de un socialismo en el país. Por otra parte, es importante destacar que el presidente Arévalo tomó posesión con poder limitado, restringido por los militares, que estaban acaudillados por el teniente coronel Arana.
El frente de lucha del gobierno arevalista fue preponderantemente urbano y, a diferencia de su sucesor, no enfrentó los problemas de la tenencia de la tierra y el trabajo agrícola, a pesar de que la mayoría de la población era rural e indígena, salvo en lo relacionado con los trabajadores de la agricultura tecnificada norteamericana aposentada en las vastas y fértiles regiones de Bananera y Tiquisate. Por otra parte, el régimen revolucionario, impulsado y dirigido por miembros de las capas medias directa e indirectamente, fortaleció las posiciones y las acrecentó; es decir, que optó por favorecer a los sectores de la población urbana y ladina que conforman lo que algunos sociólogos llaman «las instancias morales de la sociedad», o sea, la universidad, los centros de enseñanza secundaria (que duplicó en los primeros 6 años), los tribunales, la burocracia (principalmente la militar), la prensa, las iglesias, los intelectuales, los profesores y los profesionales universitarios, a los que se englobó a través de la colegiación obligatoria. Por su parte, el sector terrateniente se organizó a través de las asociaciones de agricultores, comerciantes, industriales, banqueros, aseguradores y especuladores financieros, etc.
Los precios del café, principal producto agrícola que exportaban los guatemaltecos, ya que el banano era negocio exclusivo de los norteamericanos, alcanzaron los precios que habían perdido en 1930. Y, aunque la beneficiada en primer término fue la élite cafetalera, hubo una derrama suficiente para abrir nuevos negocios o ampliar los ya existentes en los rangos sociales intermedios de la capital y de algunas cabeceras departamentales. Asimismo, durante el gobierno de Arévalo hubo considerable expansión de las clases medias urbanas y ladinas del país, a las que hasta el sindicalismo recién organizado favoreció, puesto que muchos de los nuevos dirigentes y diputados obreros salieron de sus distintas capas.
Múltiples complots y asonadas militares, entre las que sobresale la rebelión militar del 18 de julio de 1949 que se inició con el asesinato del teniente coronel Francisco Javier Arana, no lograron derribar el gobierno de Arévalo, debido al fuerte apoyo popular con el que contaba, tanto así que no solo logró culminar su mandato sino que incluso pudo entregar el poder en un contexto pacífico y de elecciones democráticas a su sucesor, el coronel Jacobo Árbenz Guzmán quien tenía tendencias revolucionarias más radicales que las de Arévalo.

### Gobierno de Jacobo Árbenz

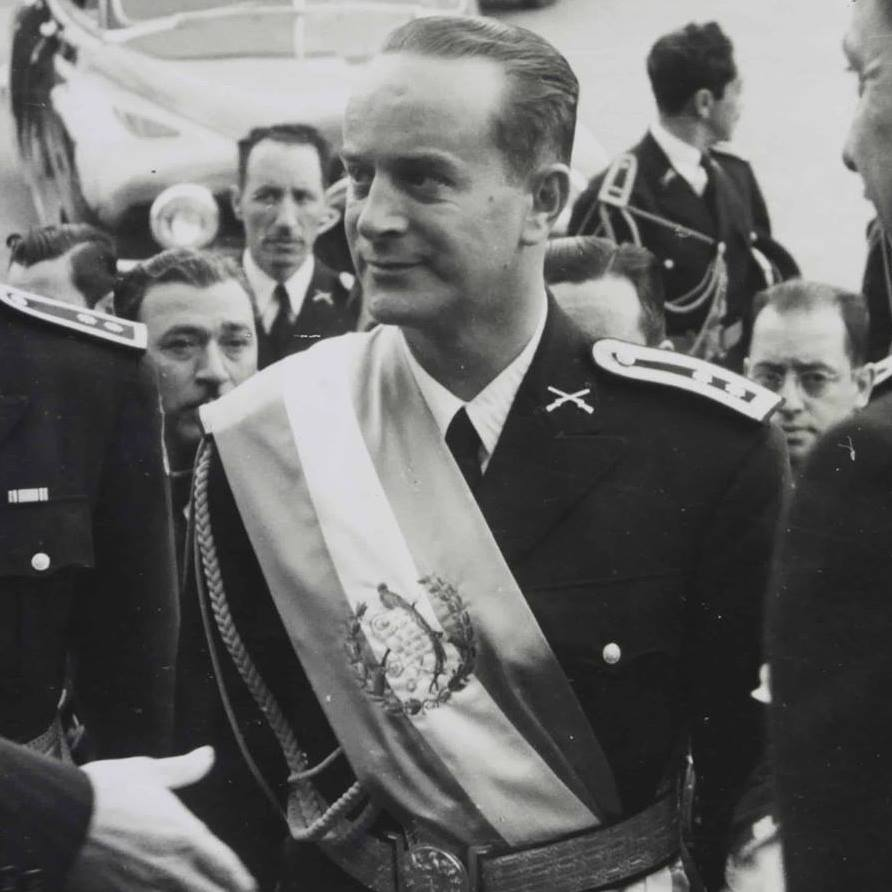
Presidente Jacobo Árbenz Guzmán, el día 16 de marzo de 1951.

Llegó al poder después de ganar las elecciones que se desarrollaron en la República de Guatemala, en el año de 1950. Fue apoyado por los partidos Renovación Nacional y Acción Revolucionaria de la Capital y el partido Integración Nacional de Quetzaltenango. Los obreros, campesinos, maestros y estudiantes le dieron todo su respaldo, ganando el proceso eleccionario.
En 1950, el 76 % de los habitantes poseían menos del 10 % de las tierras; mientras que un 2,2 %, el 70 %. La United Fruit Company era dueña de más del 50 % de las tierras cultivables del país, de las que únicamente cultivaba el 2,6 %; y los campesinos tenían sueldos miserables. Por otra parte, desde el gobierno de Manuel Estrada Cabrera existían monopolios norteamericanos de empresas subsidiarias de la UFCO y que se dedicaban al transporte de carga por ferrocarril y vapores, los que salían de Puerto Barrios, Izabal, puerto controlado por la frutera. Asimismo, controlaban la generación de la electricidad, los teléfonos y telégrafos del país. Estas empresas no pagaban ningún tipo de impuesto por el uso de los recursos nacionales, gracias a las generosas concesiones otorgadas por Estrada Cabrera, y ratificadas por los gobiernos de José María Orellana y Jorge Ubico.
En su discurso inicial dijo:
 «Nuestro gobierno se propone iniciar el camino del desarrollo económico de Guatemala, tendiendo hacia los tres objetivos fundamentales siguientes:
(a) convertir nuestro país de una nación dependiente y de economía semicolonial en un país económicamente independiente, (b) convertir a Guatemala de país atrasado y de economía predominantemente semifeudal en un país moderno y capitalista; y (c) hacer que esta transformación se lleve a cabo en forma que traiga consigo la mayor elevación posible del nivel de vida de las grandes masas del pueblo».

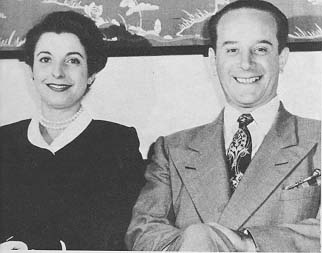
Jacobo Árbenz y su esposa, María Cristina Vilanova de Árbenz, considerada una de las mujeres más influyentes del país en el. Fue llamada por su caridad y liderazgo como la «Eva Perón» de Guatemala.

Dado que Árbenz era de tinte izquierdista nacionalista, numerosos autores liberales indican que fue comunista. Árbenz atacó los intereses de los monopolios estadounidenses en Guatemala,
mientras que los miembros de su círculo privado eran dirigentes del Partido Guatemalteco del Trabajo (PGT), que era el partido comunista de Guatemala y el día de la muerte del presidente soviético Iósif Stalin, el Congreso observó un minuto de silencio. Por otra parte, el ambiente macartista que se vivía en Estados Unidos luego de la Segunda Guerra Mundial y la labor del personero anticomunista del Departamento de Estado, John Puerifoy, quien fue nombrado embajador de EE. UU. en Guatemala entre noviembre de 1953 y julio de 1954, y coordinó el apoyo de la CIA al movimiento de Castillo Armas.
Sobre la base de su plan de gobierno, promulgó el Decreto 900, para expropiar los terrenos ociosos de la UFCO el 17 de junio de 1952 que creó la posibilidad de ganancia de cultivos para los trabajadores de campo que no tenían tierras anteriormente. Las fincas menores de noventa hectáreas no estaban afectadas por la ley, ni las de menos de doscientas hectáreas que estuviesen cultivadas, al menos en sus dos terceras partes. Tampoco las grandes propiedades en producción, cualquiera fuera su tamaño; pero al prohibirse el colonato y la aparcería, se intentaba obligar a los terratenientes a invertir en salarios. Durante los 18 meses de aplicación, se repartieron entre 603 y 615 hectáreas de tierras privadas; 280 mil hectáreas de tierras nacionales; y se concedieron créditos para apoyar la producción. A la United Fruit Company (UFCO), que mantenía sin cultivar el 85 % de sus 220 mil hectáreas, se le expropiaron 156 mil hectáreas.
Simultáneamente, el gobierno arbencista inició la construcción de la carretera al Atlántico para competir contra el monopolio del ferrocarril, que estaba controlado por la frutera estadounidense mediante su empresa International Railways of Central America (IRCA); además, inició la construcción del puerto «Santo Tomás de Castilla» en donde se encontraba el puerto Matías de Gálvez, para competir con Puerto Barrios, puerto controlado por la UFCO mediante su Great White Fleet.  Finalmente, se iniciaron los estudios para construir la planta de generación «Jurún Marinalá», para competir con la empresa eléctrica en manos de norteamericanos.

## Gobierno Contrarrevolucionario

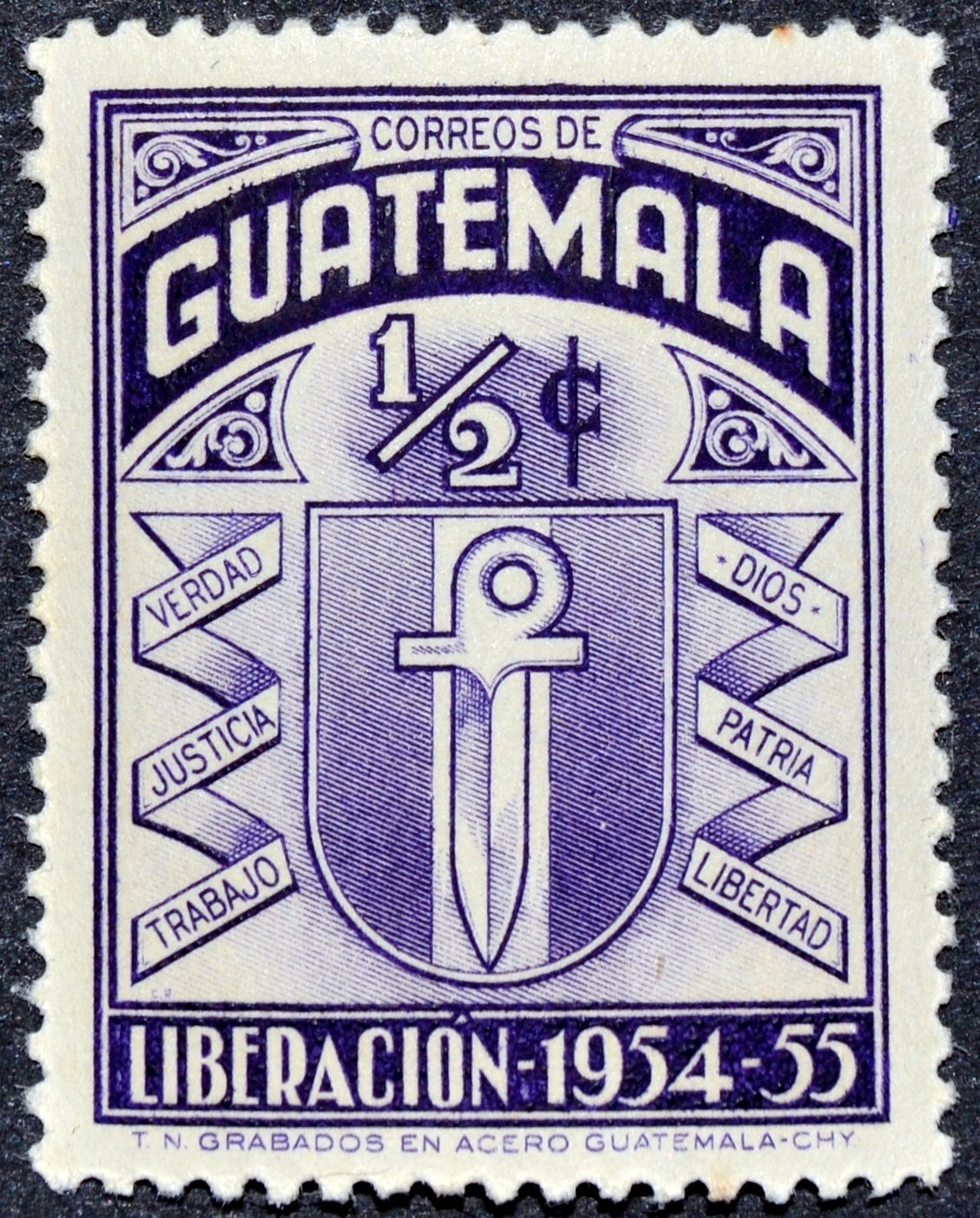
Sello conmemorativo de la invasión de 1954.

Rota la Constitución, no fue difícil echar por tierra el pacto de transición de mando acordado entre Árbenz y Díaz. No hubo capacidad de acción ni de respuesta política a la embestida contrarrevolucionaria, encabezada por el embajador Peurifoy, la CIA y el Departamento de Estado —dirigidos por los hermanos Dulles— y el presidente estadounidense Dwight Eisenhower, quienes actuaron movidos por intereses más económicos que políticos.
En El Salvador, Carlos Castillo Armas esperaba poder entrar triunfalmente al país. El problema de la entrada triunfal del Ejército de la Liberación a la ciudad de Guatemala representaba el punto de quiebre entre la nueva Junta de Gobierno y el caudillo liberacionista. O más específicamente: entre Castillo Armas y el coronel Monzón, quien con ser ferviente anticomunista y militar experimentado en el campo político, guardaba cierta fidelidad a la institución armada. Peurifoy viajó a San Salvador a reunirse con el líder rebelde, Carlos Castillo Armas. Durante el encuentro, Castillo Armas no tuvo mayor problema para dejar en claro su deseo de entrar a Guatemala investido con amplios poderes personalizados. Castillo Armas recibió una especie de gabinete de gobierno, conformado por abogados, empresarios y militares, quienes firmaron un pacto que puede resumirse de la forma siguiente: se reconocía implícitamente el liderazgo de Castillo Armas al reestructurar la Junta de Gobierno, permitiendo su incorporación, lo mismo que la del mayor Enrique Trinidad Oliva. Por otro lado, se acordó combatir a muerte el comunismo, y el Movimiento de Liberación Nacional tomó el control de las instituciones públicas y del orden jurídico legal. El 3 de julio de 1954, Castillo Armas salía victorioso, y era recibido en la Ciudad de Guatemala con los honores que había exigido para sí, al frente del Ejército liberacionista.
Las primeras acciones del gobierno contrarrevolucionario de Carlos Castillo Armas fueron ilegalizar al Partido Guatemalteco del Trabajo, prohibió las asociaciones, los sindicatos y los partidos políticos, suspendió los programas favorables a los indígenas y a la clase obrera, impuso una severa censura, disolvió el Congreso y comenzó una dura persecución en contra de los intelectuales de izquierda —de quienes la mayoría se vieron obligados a refugiarse en la Embajada de México para salir al exilio, entre quienes se encontraba el presidente derrocado Jacobo Árbenz Guzmán—. Los fondos del Ministerio de Educación fueron congelados y se prohibieron todos los libros considerados «comunistas»; asimismo, se iniciaron las hostilidades hacia la Universidad de San Carlos de Guatemala, la cual se constituyó como la principal fuerza opositora y vía de denuncia contra los abusos del gobierno y contra la invasión estadounidense. Pero más importante, derogó la Constitución de 1945 y la Ley de Reforma Agraria, contenida en el Decreto 900, con lo cual se dejaba sin efecto la distribución de la tierra a los campesinos y todas las tierras que ya habían sido repartidas, fueron devueltas a los miembros de los terratenientes del país y a la United Fruit Company.
Tras emitir el marco legal provisional, conocido como Estatuto Político de la República de Guatemala, el 10 de octubre de 1954, la junta militar convocó un plebiscito, en el que Castillo Armas obtuvo el 99,9 % del voto favorable. El resultado casi unánime refleja la ausencia de alternativas, pues en el plebiscito se preguntó a la población si lo aceptaba o no como presidente de la República. El voto fue público y obligatorio, mientras que el escrutinio fue secreto. Y el acto se produjo en un clima de terror que afectó a los partidarios de Árbenz y los sectores de la oposición de izquierda en general. De esta manera Castillo Armas fue nombrado presidente de la República para el período que habría de concluir el 15 de marzo de 1960, según lo fijó la Asamblea Nacional Constituyente, que fue elegida al mismo tiempo.
Por último, el nuevo gobierno acordó la fusión del Ejército Nacional de Guatemala con el invasor Ejército de Liberación, lo cual provocó la indignación dentro de la institución armada, quien fue acusada por la sociedad civil de ser «traidora» y «cobarde». Como consecuencia, la madrugada del 2 de agosto de 1954, la Compañía de Caballeros Cadetes de la Escuela Militar Guatemalteca, se sublevó en contra del gobierno de Carlos Castillo Armas y del Ejército de Liberación, con miras a recuperar la dignidad de la institución. Este alzamiento se saldó con la rápida derrota del Ejército representante de la CIA, pero debido a la inexperiencia política y la falta de comprensión de la magnitud de los acontecimientos por parte de los cadetes, que fueron engañados por el arzobispo de Guatemala, Mariano Rossell y Arellano, quien les propuso una salida pacífica al problema, pero en vez de eso, ordenó el arresto de todos los alzados. Debido a este incidente, la Embajada de Estados Unidos y el Movimiento de Liberación Nacional, no perdieron más el tiempo y fusionaron ambos Ejércitos, sometiendo a los miembros del Ejército de Guatemala a una profunda «reeducación política», y convirtiéndolo en antirrevolucionario, lo cual fue una de las acciones más determinantes que consolidarían la contrarrevolución, dando así un gran paso adelante para convertir a Guatemala en un país anticomunista.

### Ejecución de las principales reformas de Árbenz
De los proyectos arbencistas, Castillo Armas solo derogó la reforma agraria inmediatamente después de tomar el poder, pero tuvo que finalizar la carretera al Atlántico, bajo la dirección del Ingeniero Juan Luis Lizarralde, Ministro de Obras Públicas, por la importancia que tenía para la economía del país; la carretera se terminó en 1959, y tras su finalización ocurrió lo que Árbenz había esperado: el ferrocarril de la UFCO no pudo competir contra el transporte vehicular en camiones. Asimismo, y por la misma razón, continuó con los trabajos de planificación del puerto de Santo Tomás y de la hidroeléctrica Jurún Marinalá, la cual fue terminada e inaugurada en 1970.
A partir del 19 de julio de 1954, el Estado recuperó las tierras de las fincas nacionales que habían sido repartidas y el 26 del mismo mes anuló la Ley de Decreto 900, substituyéndola por un nuevo Estatuto Agrario; asimismo, se revocó la entrega en propiedad del 78 % de los parcelamientos, que fueron devueltos a sus antiguos propietarios. En los departamentos más afectados, como Alta Verapaz, Escuintla, Izabal, Baja Verapaz, Chimaltenango, San Marcos y parte de Quiché, se registraron sistemáticos actos de violencia. Durante este período se produjeron numerosos desalojos y casos de persecución de «campesinos agraristas». Se calificaba así a los campesinos que en los años anteriores se habían organizado y que habían accedido a la tierra. En la concepción del nuevo régimen el agrarismo era sinónimo de comunismo, y los beneficiarios de la ley eran asumidos como comunistas. Los campesinos también recuerdan que fue a partir de este momento cuando se reactivó el antiguo modelo de colonato feudal, impuesto en tiempos de Justo Rufino Barrios con su «reglamento de jornaleros» y perfeccionado durante el gobierno de Jorge Ubico con su «ley de vagancia» y «ley de vialidad» que garantizaban la disponibilidad de mano de obra prácticamente gratuita para las fincas cafetaleras, principal fuente de ingresos del país.
Una vez en el poder, hay evidencia de la premura con que el gobierno liberacionista dirigió sus acciones para conseguir documentación inherente a eventuales «instrucciones especiales» que durante los «dos gobiernos anteriores» se hubieran otorgado para facilitar los viajes de «políticos» y «comunistas». Esto se dio debido a la imperiosa necesidad norteamericana de conseguir pruebas acerca del carácter «comunista» del régimen derrocado. La posibilidad de obtener «evidencia documental» con la cual exponer la «conspiración comunista» en los asuntos de Guatemala, había sido definida como uno de los objetivos primarios por parte de la CIA, que envió a varios de sus oficiales a Ciudad de Guatemala durante diez días para que coordinasen la creación de una fuerza de seguridad local experta en las prácticas usadas por el Macartismo en los Estados Unidos.

### Asesinato de Castillo Armas
La noche del 26 de julio de 1957, cuando Guatemala estaba inmersa en una gravísima crisis política, Carlos Castillo Armas fue asesinado en la Casa Presidencial, abatido con tres disparos de fusil. Junto a su cadáver se encontró un papel escrito a lápiz que decía: «Ni el poder ni el dinero dan forma al Mundo».
El primer sospechoso fue el soldado Romeo Vásquez Sánchez, de veinticuatro años, quien había escrito en su diario «Todo mi sufrimiento será apagado con la sangre de Armas». Los investigadores se apoyaban en el diario que hallaron en su casillero, un cuaderno con veintitrés páginas en las que hablaba de sus planes: creía que al matar al títere de grupos de poder en Guatemala, Castillo Armas,eso supondría que Arévalo volvería al poder. Era consciente de que podía morir, pero no le importaba: «soy un mártir y nada tengo que perder» escribió el joven, que se suicidó a los pocos minutos de supuestamente matar al presidente. Sin embargo, lo absurdo de esta versión hizo que se dudara de la autenticidad del supuesto diario, dando lugar a varias teorías sobre posibles autores del crimen:
- Rafael Leónidas Trujillo: dictador de la República Dominicana, pues Castillo Armas no le otorgó la Orden del Quetzal que le habría ofrecido luego de ayudarlo con la invasión.
- Rivales militares de Castillo Armas
- El Comunismo Internacional, en venganza por el derrocamiento de Árbenz.[237]

## Guerra Civil de Guatemala

### La Guerra Fría

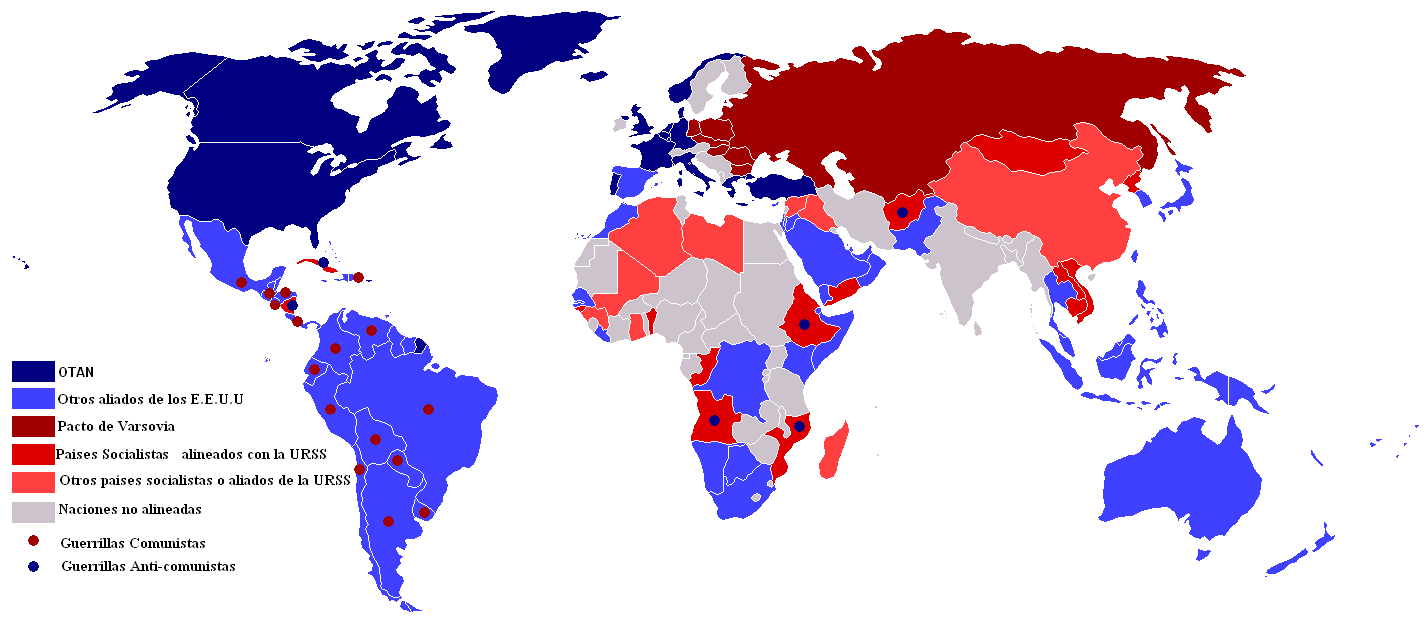
Mapa del mundo en Guerra Fría: en tonos de rojo los aliados de la URSS y otros países comunistas, y en tonos de azul la OTAN, los Estados Unidos y sus aliados capitalistas; los puntos rojos significan guerrillas comunistas y los puntos azules guerrillas anticomunistas. Guatemala aparece en azul, con un punto rojo.

La Guerra Fría fue un enfrentamiento político, económico, social, militar, informativo e incluso deportivo iniciado al finalizar la Segunda Guerra Mundial, cuyo origen se suele situar en 1947, durante las tensiones de la posguerra, y se prolongó hasta la disolución de la Unión Soviética entre los bloques occidental-capitalista liderado por Estados Unidos, y el oriental-comunista liderado por la Unión Soviética. Las razones de este enfrentamiento fueron imperialistas, ideológicas y políticas: cada uno de los dos bloques deseaban implantar en el planeta su modelo de gobierno y utilizar los recursos de sus aliados con el menor costo posible. Si bien este enfrentamiento no llegó a desencadenar una guerra mundial, la entidad y la gravedad de los conflictos económicos, políticos e ideológicos, que se desencadenaron, marcaron gran parte de la historia de la segunda mitad del siglo xx en todo el mundo. La Guerra Civil de Guatemala se produjo como resultado de este conflicto.

### Gobierno de Miguel Ydígoras Fuentes
En 1958, el político y militar Miguel Ydígoras Fuentes, un ferviente anticomunista y enemigo político de los gobiernos progresistas de Juan José Arévalo y Jacobo Árbenz Guzmán, llegó al poder tras fundar el Partido Redención y contar con el apoyo de sectores derechistas del ejército. Durante su gobierno se inició con una política de reconciliación y apertura que condujo a que muchos exilados retornaran al país, incluso algunos miembros del Partido Guatemalteco de los Trabajadores (PGT), aunque su actividad siempre fue considerada ilegal; el movimiento sindical, por otra parte, se reactivó. Los rasgos de inestabilidad se mantuvieron con complots, atentados o protestas sociales y estudiantiles, y la voluntad aperturista pronto se fue cerrando. En 1960 con la llegada de Fidel Castro al poder en Cuba, Miguel Ydígoras Fuentes rompió las relaciones diplomáticas que Guatemala mantenía con la isla por ser Castro un líder marxista, lo que llevó a Ydígoras a consentir la utilización clandestina del territorio guatemalteco para apoyar los preparativos norteamericanos para la invasión de Cuba, a cambio de promover la recuperación de Belice una vez solucionado el problema castrista. Al salir a la luz este hecho, la evidente violación a la soberanía nacional incrementó el descontento interno, lo que motivó que en julio de 1960 un grupo armado intentara tomar por asalto la base militar de Cobán; sin embargo, fueron detenidos. Las tropas anticastristas fueron entrenadas en la finca Helvethia en Retalhuleu.

#### Rebelión del 13 de noviembre de 1960 y surgimiento de la guerrilla
Entre el 11 de noviembre y 12 de noviembre un grupo de oficiales se concentraron en la Ciudad de Guatemala con el fin de derrocar al gobierno de Ydígoras, por la difícil situación de las unidades militares en cuanto a mal trato y soporte logístico deficiente. El 13 de noviembre de 1960, inspirados y alentados por el triunfo de la Revolución Cubana, una facción del Ejército de Guatemala se sublevó con el objetivo de derrocar el gobierno de Miguel Ydígoras Fuentes y aunque fracasaron, abrieron un nuevo tipo de lucha política al formar el Movimiento Revolucionario 13 de Noviembre (MR-13) con el fin de derrocar al gobierno por medio de las armas y contactaron con los grupos políticos, en especial con el PGT, para establecer alianzas. La crisis política continuó y el gobierno abrió muchos flancos, se inició así la lucha guerrillera en Guatemala.

#### Jornadas Estudiantiles de marzo y abril de 1962
En diciembre de 1961, Ydígoras Fuentes organizó un fraude electoral en los comicios para elegir a los diputados al Congreso de la República. Se determinó que el 1 de marzo de 1962 tomarían esos diputados sus respectivos cargos. Los estudiantes universitarios, organizados en la Asociación de Estudiantes Universitarios (AEU), y los estudiantes de educación secundaria reunidos en el Frente Unido del Estudiantado Guatemalteco Organizado (FUEGO) realizaron una protesta el 1 de marzo de ese año y ese día, los estudiantes realizaron un paro de labores en las diferentes facultades y escuelas de la Universidad, dispersas por el centro de la Ciudad. Colocaron banderas negras en las partes frontales de los edificios denunciando «la muerte de la democracia». La protesta tuvo efecto. En los siguientes días crecieron las acciones en contra del régimen, inclusive grandes manifestaciones en las calles de la capital.
Fueron las primeras jornadas de lucha masiva, desde el golpe contrarrevolucionario de 1954. Los estudiantes, utilizando palos, piedras y algunas bombas Molotov, detuvieron los avances de las fuerzas públicas. Cuando el gobierno cortó la red telefónica, los estudiantes reaccionaron, ocupando radioemisoras para transmitir sus mensajes y coordinar así sus acciones. Las protestas se extendieron al interior del país, Chiquimula, Jutiapa, Retalhuleu, San Marcos, Huehuetenango y a Quetzaltenango, el segundo centro de protesta estudiantil. Varios institutos del Estado fueron atacados por la Policía. El movimiento de masas en la capital se había convertido en un reto para el gobierno. Ydigoras atribuyó los disturbios a los comunistas y llamó a la población a no permitir que el «comunismo» volviera a «ensangrentar» a Guatemala.
La clave para la permanencia de Ydígoras en el poder fueron las fuerzas armadas; los estudiantes y sus aliados estaban a punto de tomar el poder, como lo habían hecho en la Revolución de octubre de 1944, pero Ydígoras aceptó sustituir todo su gabinete de ministros por militares y ordenó reprimir las protestas. Se declaró el estado de sitio, se impuso toque de queda y se inició la persecución, lo que aunado a la falta de un líder del movimiento popular, dio ventaja a las fuerzas de seguridad y terminó por romper la resistencia de la población. Varios estudiantes fueron ametrallados o capturados. La rebelión popular quedó sofocada y al final de la revuelta el saldo fue de decenas de muertos y heridos, centenares de capturados y muchos otros expulsados del país.

### Golpe de Estado (1963)
Estando el gobierno de Ydígoras en la cuerda floja, este para calmar los ánimos, autorizó que el expresidente, el socialista Juan José Arévalo, líder alrededor de quien se unificaba toda la izquierda, regresara al país y fuera candidato para las elecciones de 1963, y así pudiera ser electo presidente para el periodo 1964-1970. La cúpula del Ejército de Guatemala y las clases altas más conservadoras de la sociedad se opusieron rotundamente, temiendo la posibilidad de que se repitiera la experiencia de 1944-1954. A finales de marzo, los rumores de que Arévalo ingresaría al país arreciaron. El 29 de marzo todos los periódicos del país dieron la noticia en sus portadas de que Juan José Arévalo estaba en Guatemala. Al día siguiente, en la madrugada del 30 de marzo de 1963, Miguel Ydígoras Fuentes fue derrocado por su ministro de Defensa, el coronel Enrique Peralta Azurdia, quien inmediatamente declaró el estado de sitio y, pensando en que el triunfo electoral de Juan José Arévalo era seguro e inevitable, anuló las elecciones de 1963 acusando a Ydígoras de estar a punto de entregar el poder en las manos del enemigo. Ydígoras fue expulsado del país hacia Panamá. Con este Golpe de Estado se truncó la primera oportunidad de reencauzar a Guatemala en la vía democrática interrumpida hacía una década.

### Gobierno del licenciado Julio César Méndez Montenegro
Poco tiempo después hubo elecciones democráticas y resultó elegido presidente el licenciado Julio César Méndez Montenegro en 1966. Como vicepresidente fue elegido el reconocido periodista Clemente Marroquín Rojas. Aunque en un principio parecía haberse conseguido una democracia transparente, el Ejército, que tuteló el gobierno, lanzó una fuerte campaña contra la insurgencia que rompió en gran parte el movimiento guerrillero en el campo y comenzó el conflicto civil que habría de causar centenares de miles de víctimas. Durante su gobierno se estableció el celeste como el color de la Bandera Nacional y se restableció, en 1967, el decreto 2795 promulgado por el gobierno del general Jorge Ubico Castañeda que otorgó a las fincas cafetaleras y a las empresas bananeras el permiso para castigar a los colonos jornaleros: «Estarán exentos de responsabilidad criminal los propietarios de fincas...».
Su gobierno fue controlado por los militares; nombró como ministro de Relaciones Exteriores de Guatemala al embajador de Guatemala ante las Naciones Unidas, licenciado Emilio Arenales Catalán; el licenciado Arenales, a su vez, fue nombrado presidente de la vigesimotercera Asamblea General de las Naciones Unidas.
Durante su gobierno se discutió ceder las minas de níquel en El Estor, Izabal a una empresa canadiense; la concesión fue otorgada a la EXMIBAL por el gobierno siguiente, el del general Carlos Arana Osorio. Por otra parte, la concesión del ferrocarril para la International Railways of Central America, que se inició en 1904 durante el gobierno de Manuel Estrada Cabrera, llegó a su término durante su gobierno. La empresa, que había tenido pérdidas sustanciales luego de la construcción de la carretera al Atlántico durante los gobiernos de Jacobo Árbenz Guzmán y Carlos Castillo Armas, creó exprofeso un estado de insolvencia para que pasara a propiedad del Estado de Guatemala.
Al asumir la presidencia, el Ejército de Guatemala —quien era el que en realidad ostentaba el poder— no le permitió ningún margen de acción y los intentos por reducir la violencia tanto de la extrema derecha como de la extrema izquierda no fueron suficientes. De hecho, durante su gobierno la violencia política se incrementó: la guerrilla se había fortalecido, lo que llevó al ejército a implementar una importante campaña contrainsurgente, sobre todo en el oriente del país y en la Ciudad de Guatemala. Un hecho que conmovió a la sociedad guatemalteca durante este gobierno, fue el secuestro, tortura y asesinato de la Miss Guatemala de 1958, Rogelia Cruz Martínez quien se había unido a la guerrilla izquierdista después de las jornadas estudiantiles de 1962; fue raptada en diciembre de 1967 por las fuerzas gubernamentales, y encontrada muerta el 11 de enero de 1968 cerca de un puente cerca de Escuintla, con terribles señales de tortura.
El 10 de diciembre de 1964 falleció el arzobispo Rossell y Arellano y fue sustituido por el obispo Mario Casariego, primer español en ocupar el puesto en Guatemala desde 1821. Desde el inicio de su gestión se le acusó de estar al servicio de intereses antipopulares, de favorecer a las élites del país y de estar influenciado por el Opus Dei; su secretario privado siempre fue un miembro de dicha orden conservadora y Casariego visitaba España para ordenar a grupos de sacerdotes del Opus Dei. En 1968, el presidente Julio César Méndez Montenegro le solicitó que visitara al presidente mexicano Díaz Ordaz y le solicitara apoyo en sus disputas con los jefes militares Arriaga Bosque y Arana Osorio. Al regresar a Guatemala en marzo, el arzobispo fue secuestrado por grupos de extrema derecha; hubo numerosos grupos de cristianos que elevaron sus oraciones para el aparecimiento del arzobispo; incluso, el papa le envió una carta y le honró con varias dignidades eclesiásticas y el cargo de «Consejero de la Sagrada Congregación Consistorial», que le otorgaba poderes superiores a los del Nuncio Apostólico, pues tenía el derecho de revisar todos los nombramientos de obispos en la región. Incluso, fue nombrado «Príncipe de la Iglesia» y obtuvo la Orden del Quetzal cuando fue liberado.
El 8 de junio de 1968, la guerrilla guatemalteca asesinó al embajador de Estados Unidos en Guatemala John Gordon Mein, fue el primer embajador de EE. UU. en ser asesinado mientras servía a su país en el extranjero. Como represalia, el Ejército de Guatemala asesinó a varios dirigentes de las Fuerzas Armadas Rebeldes. Al parecer, las Fuerzas Armadas Rebeldes (FAR) intentaron secuestrarlo, pero lo mataron cuando intentaba huir.
Ante el avance de la guerrilla, el Ejército de Guatemala tomó medidas drásticas para aplastarla. Las operaciones contra la subversión en el Oriente del país fueron efectivas: se destruyeron sus depósitos de armas, sus líneas de comunicación y abastecimiento. Desde ese entonces hasta adentrada la década de 1970 el actuar de la guerrilla fue casi nulo, limitándose a actos de sabotaje aislados y de poca trascendencia. Entre estos últimos el 27 de febrero de 1970 fue secuestrado el ministro de Relaciones Exteriores, Alberto Fuentes Mohr y el 16 de marzo el agregado laboral de la Embajada de Estados Unidos, Sean Holly. Las Fuerzas Armadas Rebeldes (FAR) reivindicaron la autoría de ambos delitos.
La Hidroeléctrica Jurún Marinalá se inició y concluyó en el período del presidente Julio César Méndez Montenegro; este fue un proyecto iniciado por el Gobierno del coronel Jacobo Árbenz Guzmán antes de su derrocamiento en 1954. Durante su gobierno se construyó la colonia «Primero de Julio» en la periferia de la Ciudad de Guatemala y además, se creó la estación de televisión de acceso público con la creación de Televisora Nacional de Guatemala, Canal 8 que era la sucesora de TGW-Canal 8, la cual había sido cerrada en 1965.
En 1967, el escritor guatemalteco Miguel Ángel Asturias obtuvo el Premio Nobel de Literatura. El Gobierno de Méndez Montenegro mandó a elaborar un busto del escritor en su honor, que se encuentra en la Biblioteca Nacional de Guatemala.

### Regímenes Militares de la década de 1970

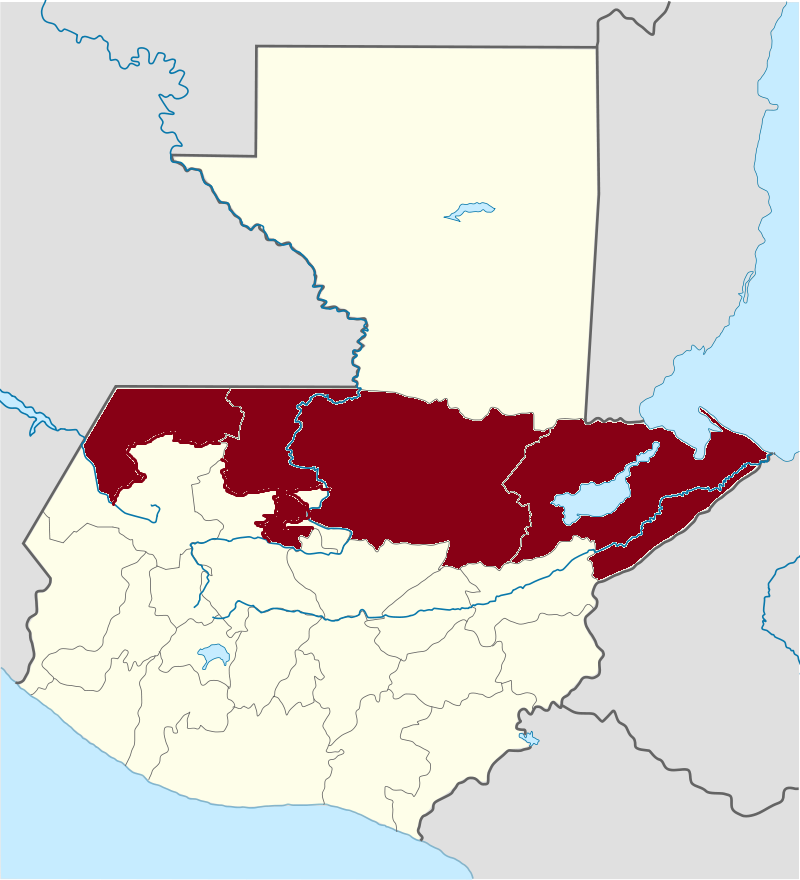
Región limitada, al norte, por una línea imaginaria entre el Vértice de Santiago en Huehuetenango y Puerto Santo Tomás de Castilla en Izabal y, al sur, por La Mesilla en Huehuetenango y el lago de Izabal. Comprende, de oeste a este, parte de los departamentos de Huehuetenango, Quiché, Alta Verapaz e Izabal. Tiene una superficie aproximada de 15 750 kilómetros cuadrados. En la región existen proyectos para explotar la riqueza de las tierras de la zona y la creación de una importante red vial para facilitar las explotaciones petroleras y mineras, que fueron fuente de serios enfrentamientos entre el Ejército de Guatemala y el Ejército Guerrillero de los Pobres durante la Guerra Civil de Guatemala, especialmente en Panzós, Chisec y en las selvas del Ixcán entre 1976 y 1982.

El coronel Carlos Manuel Arana Osorio (1970-1974), del partido de extrema derecha, Movimiento de Liberación Nacional, fue el primero de una larga serie de jefes de Gobierno militares, que con la excusa de detener la acción insurgente emprendieron sendas campañas contraterroristas. En 1970 dos nuevos grupos guerrilleros patrocinados por la Unión Soviética y Fidel Castro, el EGP y la ORPA, intensificaron la insurgencia contra los gobiernos militares. El general Arana estaba casado con Alida España, quien fue su asesora en cuestiones de seguridad contrainsurgente; por sus acciones militares, en el Oriente de Guatemala se le conoció como «El Chacal de Oriente». Las razones de su elección como candidato del partido fueron su condición de ferviente anticomunista y sus notables triunfos contra la guerrilla en el oriente guatemalteco; durante su gobierno proliferaron los grupos paramilitares de extrema derecha, iniciándose un clima de mucha inseguridad y violencia.
Tras permitir que los ejecutivos de empresas mineras reescribieran la ley de Minería de Guatemala, el gobierno otorgó una concesión por cuarenta años para la explotación del níquel a la empresa Explotaciones y Exploraciones Mineras de Izabal, S.A. (EXMIBAL), subsidiaria de la compaña canadiense International Nickel Company (INCO). Durante el gobierno de Julio César Méndez Montenegro se discutió la posibilidad de ceder las minas de níquel en Izabal, pero tan pronto como el general Carlos Arana Osorio inició su gestión el 1.º de julio de 1970, reabrió el caso de EXMIBAL y empezó a trabajar para cederle la concesión. Numerosos sectores sociales se opusieron a la misma, ya que argumentaban que resultaría muy onerosa para el país. Uno de los principales opositores fue la comisión que la Universidad de San Carlos creó para analizar el asunto; entre los miembros de la comisión estaba el licenciado Oscar Adolfo Mijangos López, para entonces diputado en el Congreso y respetado intelectual guatemalteco. Mijangos López se opuso a las condiciones de la concesión que propuso el Gobierno a EXMIBAL; el 13 de febrero de 1971 fue asesinado cuando salía de su oficina en la 4.ª avenida de la zona 1 de la Ciudad de Guatemala.
La Franja Transversal del Norte (FTN) fue creada durante el gobierno del general Carlos Arana Osorio en 1970, mediante el Decreto 60-70 en el Congreso de la República, para el establecimiento de desarrollo agrario. Al principio tenía un gran potential agropecuaria y para la explotación de maderas preciosas, pero luego a partir de 1974, se empezó a explotar petróleo en las cercanías de la FTN a raíz de los descubrimientos realizados por las petroleras Basic Resources y Shenandoah Oil, que operaban en el campo petrolero de Rubelsanto, Alta Verapaz.
El 8 de mayo de 1971, el Gobierno de Arana Osorio otorgó la concesión a EXMIBAL; esta cubría 385 km² en el área de El Estor, con una inversión inicial de US$228 millones. La mina, construida en las montañas de los indígenas Q'eqchi, incluía un complejo residencial de setecientas casas, numerosas oficinas, un hospital, un pequeño centro comercial, escuela, una cancha de golf y un gran área de procesamiento industrial.
En 1974, el general Kjell Lauguerud García derrotó al general Efraín Ríos Montt, en elecciones fraudulentas. Durante su gobierno se produjo el Terremoto de Guatemala de 1976 que dejó al país en ruinas; a pesar de acusaciones de corrupción, la reacción de su gobierno recuperó al país de ese desastre.
En 1976, cuando Laugerud García llegó a visitar la cooperativa Mayalán en el sector de Ixcán, Quiché, en la Franja Transversal del Norte el cual se había formado apenas diez años antes, dijo: «Mayalán está asentada en la cima del oro», dejando entrever que la Franja Transversal del Norte ya no sería dedicada a la agricultura ni al movimiento cooperativista, sino que sería utilizada por objetivos estratégicos de explotación de recursos naturales. Tras esa visita presidencial, las compañías petroleras Basic Resources y Shenandoah Oil realizaron exploraciones en tierras de Xalbal, muy cerca de Mayalán en el Ixcán, donde perforaron el pozo «San Lucas» con resultados infructuosos. Esas exploraciones, que abrieron el camino para futuros experimentos petroleros en Ixcán, y el resto de la FTN, fueron el principal motivo para la construcción de la carretera de terracería que recorre la Franja. Shennadoah Oil, el Instituto Nacional de Transformación Agraria (INTA) y el Batallón de Ingenieros del Ejército se coordinaron para construir ese corredor entre 1975 y 1979, lo que a la postre permitió que políticos, militares y empresarios poderosos de la época se adueñaran de muchas de las tierras donde la riqueza maderera y el potencial petrolero yacían.

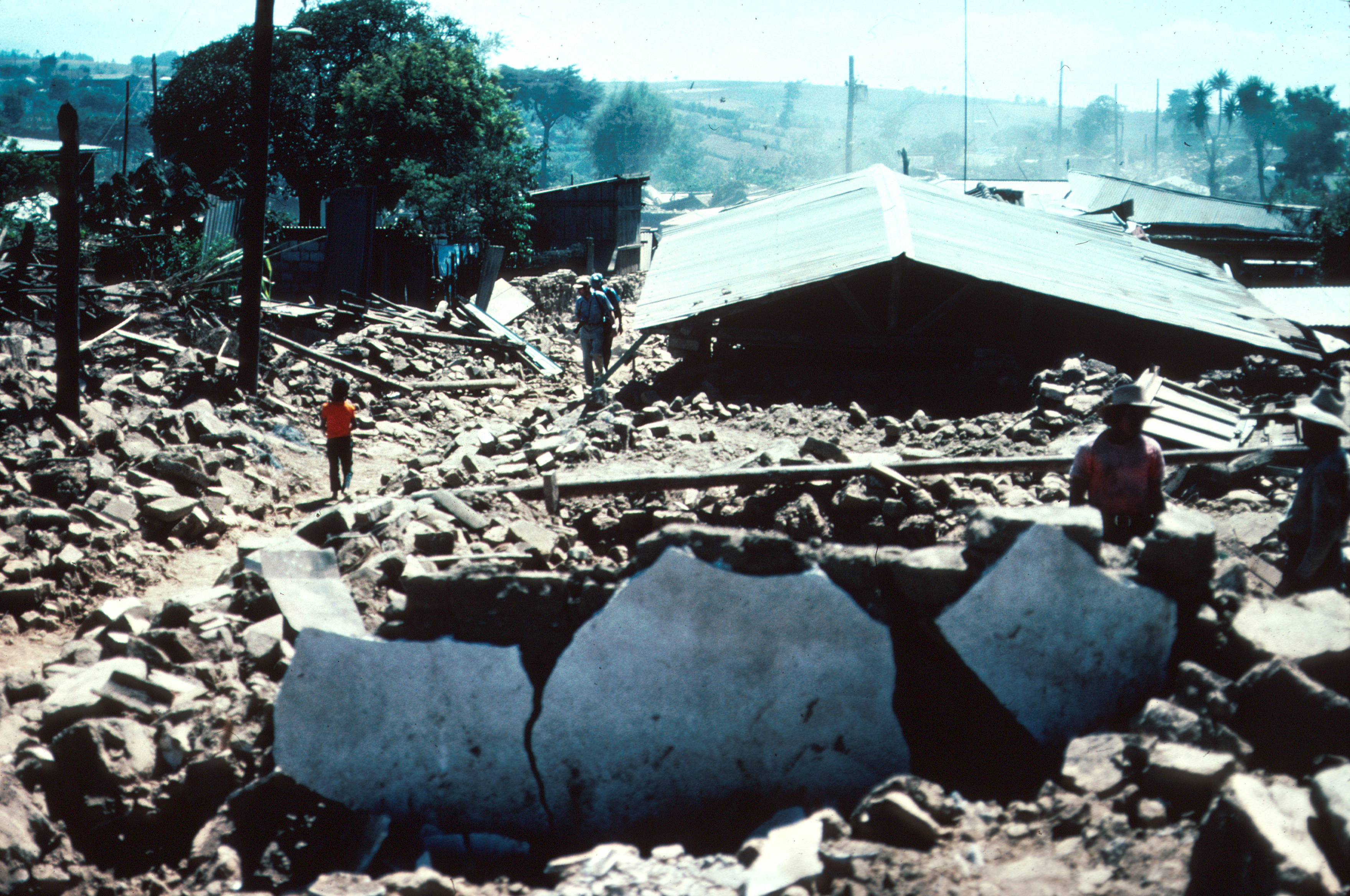
Destrucción en Patzicía tras el terremoto del 4 de febrero.

El Gobierno de Laugerud se vio definido por tres hechos: el Terremoto de Guatemala de 1976, la Masacre de Panzós y el conflicto diplomático por Belice. El terremoto del 4 de febrero afectó 30 000 km², con 2,5 millones de personas y dejó veintitrés mil fallecidos y setenta y siete mil heridos. Doscientas ochenta y cinco mil casas fueron destruidas, cerca de 1,2 millones de personas sin hogar. El departamento de Chimaltenango fue el más afectado pues registró casi catorce mil muertos y muchos pueblos —como San Martín Jilotepeque— quedaron en ruinas. El sismo también presentó daños al patrimonio cultural nacional con la destrucción total o parcial de varias iglesias coloniales y varios edificios históricos. La respuesta del gobierno, aunque con algunas acusaciones de corrupción, fue aplaudida por la población que se vio agradecida por la labor desarrollada por el general Laugerud.
Hacia el 24 o 25 de mayo de 1978, un contingente militar de unos treinta soldados se trasladó de Quinich a Panzós, municipio de Alta Verapaz que colinda con El Estor, en donde la minera EXMIBAL tenía su planta de extracción de níquel. El Ejército consideraba que la organización campesina era parte activa de la guerrilla. El 29 de mayo de 1978, los campesinos de varias aldeas decidieron realizar una manifestación pública en la plaza de Panzós; cientos de hombres, mujeres, niños y niñas indígenas se dirigieron a la plaza cargando sus instrumentos de trabajo, machetes y palos, pero por causas no aclaradas se inició un tiroteo de parte del ejército que dejó numerosos muertos y heridos entre los campesinos. La masacre causó gran impacto nacional e internacional.

### Gobierno de Lucas García (1978-1982)
En 1978 los militares continuaron con el modelo electoral de los años anteriores. La tercera elección militar fue la del ex ministro de la Defensa, general Fernando Romeo Lucas García como presidente y la del civil Francisco Villagrán Kramer como vicepresidente. La elección se dio en medio de una crisis política: se rompió la alianza anticomunista PID-MLN y el primero pasó a aliarse con el PR y otros pequeños partidos, con los cuales formó un «Frente Amplio». Los resultados de los comicios del 5 de marzo de ese año originaron una vez más protestas, violencia y denuncias de fraude. El Congreso practicó la elección de segundo grado el día 13 de aquel mes, desestimando las pruebas de la victoria del coronel Enrique Peralta Azurdia, exjefe de Estado de Guatemala y candidato del MLN. La tendencia a la abstención electoral se acentuó con un 63,5 % de no votantes, resultando en el binomio electoral menos votado en la historia del país, prueba de la poca legitimidad del modelo militar y del régimen político.
Bajo sospechas y señalamientos de fraude electoral, Fernando Romeo Lucas García fue elegido presidente y tomó posesión en julio de 1978; «a guerra en Guatemala hay que ganarla en la montaña y en la capital» fue la consigna de su gobierno. Por su parte, la oposición —formada por el movimiento social con dirigentes de izquierda— promovía que en el país debía impulsarse la democracia. Lucas tenía un discurso poco hábil y si bien en ocasiones se dirigía a las masas en q'eqchi', sus gestos toscos y su imagen distante lo hacían parecer un presidente poco afable y accesible.

#### Triunfo sandinista en Nicaragua
A mediados de los años 70, parte de los líderes económicos nicaragüense y la miembros de la Iglesia católica de ese país empezaron a alinearsn contra el gobierno de Anastasio Somoza Debayle. Formaron un movimiento de oposición dirigido por Pedro Joaquín Chamorro Cardenal, dueño del diario La Prensa, el mayor del país, y forzaron al gobierno a realizar cambios. Pero tras el asesinato de Chamorro el 10 de enero de 1978, se desató un gran malestar y, en marzo de 1979, las fracciones del izquierdista Frente Sandinista de Liberación Nacional firmaron el acuerdo de unidad; en junio llamaron a la «Ofensiva Final» y convocaron a una huelga general. El gobierno estadounidense de Jimmy Carter intentó, mediante la Organización de los Estados Americanos, detener el avance del FSLN, pero no obtuvo apoyo de los países latinoamericanos presentes en la OEA. Los Estados Unidos se vieron obligados a pedirle la renuncia a Anastasio Somoza Debayle, quien abandonó el país el 17 de julio de 1979. Francisco Urcuyo Maliaños, titular del Congreso Nacional de Nicaragua, fue nombrado presidente y anunció que completaría el período hasta en mayo de 1981. Ese día, los cancilleres del Pacto Andino —Ecuador, Venezuela y Perú— reunidos en San José, Costa Rica, rechazaron la maniobra de Urcuyo, y en la mañana del 18 de julio, Sergio Ramírez, Alfonso Robelo y Violeta Barrios de Chamorro dejaron San José y se dirigieron hacia León, donde se reunieron con los comandantes sandinistas Daniel Ortega Saavedra y Moisés Hassan Morales, proclamando a León como la nueva capital provisional, y la comunidad internacional los reconoció como el gobierno de la República.
Urcuyo partió al exilio en Guatemala; los sandinistas entraron en Managua el 19 de julio de 1979 poniendo fin a la etapa dictatorial somocista asumiendo las responsabilidades de gobierno. Este triunfo significó una nueva esperanza para los guerrilleros de Guatemala y El Salvador, que veían cómo podían obtener recursos logísticos y militares no solo de Cuba, sino también de Nicaragua.

#### Quema de la embajada de España
El 31 de enero de 1980, el caso de Guatemala atrajo la atención mundial con la quema de la Embajada de España, en la que treinta y siete personas fueron quemadas vivas, entre ellas varios españoles. La movilización en protesta por parte de un grupo de indígenas, con el fin de llamar la atención del mundo sobre las matanzas que en 1980 cometía el Ejército guatemalteco en El Quiché bajo las órdenes del general Fernando Romeo Lucas García, fue el preludio del caso de la quema de la Embajada de España. España rompió relaciones diplomáticas con Guatemala.
Poco después de los sucesos de la Embajada de España, en febrero de 1980 a iniciativa del Comité de Unidad Campesina (CUC) se convocó una masiva reunión en Iximché (Tecpán, Chimaltenango), para analizar la situación del país. En ella participaron numerosas organizaciones, entre ellas la Coordinadora Nacional Indígena, la Federación de Trabajadores de Guatemala, el Frente «Robin García» y el Comité «Pro Justicia y Paz».  De esa reunión salió el documento «Los pueblos indígenas de Guatemala ante el Mundo», declaración política que planteaba reivindicaciones étnicas junto con otras de carácter político, de denuncia de la represión, la exclusión económica, la igualdad y el respeto cultural. El ambiente insurreccional aumentó los efectos alarmantes de este movimiento sin precedentes, constituyéndose en un objetivo de las acciones represivas dirigidas contra el sector social rural.
Tanto la toma de la Embajada de España como la huelga de los cañeros de la Costa Sur, ambas promovidas por activistas del CUC, marcaron la cúspide del clima de agitación política y social de la época; además, mostraron la línea convergente hacia la que se encaminaban tanto el movimiento social como la insurgencia. Esto se hizo más evidente, cuando el 1 de mayo de 1980 el Consejo Nacional de Unidad Sindical (CNUS), que se había convertido en el eje de dicho movimiento, llamó a «instaurar un Gobierno revolucionario, democrático, y popular» y a «derrocar al régimen luquista», consignas que fueron secundadas por los grupos insurgentes. En esa ocasión fueron secuestrados treinta y dos participantes cerca del Parque Centenario. Los cadáveres de veintiocho de ellos aparecieron torturados días después.

#### Atentados guerrilleros contra bienes del Estado
Durante el gobierno de Lucas García la espiral de violencia siguió aumentando hasta alcanzar niveles inimaginables. El gobierno concentró sus esfuerzos en aniquilar al enemigo interno, limitándose no solo a combatir a la guerrilla sino atacando sistemáticamente al movimiento social y a la población en las áreas de fuerte presencia guerrillera, principalmente las más alejadas de la ciudad de Guatemala. En el Gobierno de Lucas García la estrategia contrainsurgente se concentró en eliminar al movimiento social tanto urbano como rural, el cual había crecido sensiblemente durante los años previos, así como combatir a la guerrilla. El terror que se desató durante este Gobierno desestructuró todas las organizaciones sociales, políticas y profesionales existentes. La administración de la justicia también se vio fuertemente afectada por ello: jueces y abogados fueron asesinados con el objeto de paralizar completamente a la justicia y toda acción de protección de los derechos humanos. En ningún otro período se ejecutaron tantos jueces y abogados, especialmente, aquellos que habían dado trámite a recursos de exhibición personal o que habían dictado resoluciones contrarias a los intereses del Gobierno; ante esta represión otros jueces y abogados optaron por plegarse a las imposiciones del Ejecutivo para la aplicación de la justicia. Las constantes violaciones a los derechos humanos llevaron a la renuncia del vicepresidente de la República Francisco Villagrán Kramer en 1981, siendo sustituido por el coronel Oscar Mendoza Azurdia.
Pero la guerrilla no era un rival que se amilanara fácilmente: el 5 de septiembre de 1980 se dio un ataque terrorista del Ejército Guerrillero de los Pobres frente al Palacio Nacional con la intención de disuadir al pueblo guatemalteco de asistir a una manifestación de apoyo al gobierno del general Lucas García que estaba planificada para el domingo 7 de septiembre en el Parque Central. En ese ataque murieron seis adultos y un niño a causa de la explosión de dos bombas ubicadas en un vehículo; hubo un número indeterminado de heridos y cuantiosos daños materiales no solo en las obras de arte del Palacio Nacional, sino que en muchos de los edificios aledaños. La guerrilla también atacó la terminal de los autobuses Galgos, y a un bus de la empresa Fortaleza, matando a un mecánico.
Las organizaciones guerrilleras justificaban estas acciones argumentando que afectaban, por un lado, los intereses económicos del Estado y de los sectores productivos, y por el otro, que vulneraban al Ejército:
- Ejército Guerrillero de los Pobres: «Destruir infraestructura con el concepto de decir vamos a destruir la infraestructura del país, para dañar el país, eso no. Siempre tenía una explicación... en relación a la guerra que estábamos viviendo y en relación al momento táctico que para qué íbamos a volar este puente, sí lo íbamos a volar para que el Ejército no pasara y para que no siguiera con su barbarie... para cortarle el avance y la retirada... Pero lo que es de Nentón para el norte, la carretera se cerró [finales de 1981 inicio de 1982], no entraba el Ejército, no entraba ninguna autoridad, estaban cortados los postes de telegrafía que eran los medios de comunicación que habían aparte de la carretera».[280] «Al cortar la energía que llegara al cuartel (del Ejército) se cortaba la energía de toda la población, creando descontento entre el pueblo. Después, esos sabotajes se generalizaron para provocar ya un descontrol total en todo el país e ir preparando condiciones para pasar a un período casi de pre-insurrección.[281]
- Fuerzas Armadas Rebeldes: «Perseguimos la obstaculización de la coordinación, comunicación y movilización de las fuerzas enemigas, por un lado, y por el otro la obstaculización del desarrollo de los procesos productivos que impulsan las clases dominantes».

Por otra parte, a finales de 1981 y principios 1982, la guerrilla quemó alrededor de veinticuatro municipalidades de las treinta y uno que tiene el departamento de Huehuetenango, y treinta y tres registros civiles fueron destruidos en toda la república. Estos hechos perjudicaron a la población porque quemaron los libros oficiales, y por algún tiempo no se tenía en donde registrar ningún hecho civil.

#### Atentados guerrilleros contra bienes particulares
El ataque contra objetivos financieros, comerciales y agrícolas se incrementó, ya que los grupos guerrilleros consideraban a esas instituciones como «reaccionarios burgueses» y «millonarios explotadores» que colaboraron con el «gobierno genocida» de Lucas García. Estos fueron algunos ataques:
- Carro bomba que daño también las instalaciones de otras instituciones financieras nacionales y transnacionales; las pérdidas causadas con este atentado fueron mayores de Q 300 000.[284]
- Sabotaje a las instalaciones de la refinería TEXACO en la carrera al Puerto de San José, Escuintlapor considerar que la TEXACO estaba manipulando los precios de los combustibles y reprimiendo a sus trabajadores.[285]
- Ataque contra edificios recién construidos: Cámara de Industria, Torre Panamericana (donde funcionaba el Banco del Café) y Centro Financiero del Banco Industrial||Carros bomba que dejaron vidrieras completamente destrozadas.
- Carro bomba que resultó en la parcial demolición de una de las torres del Centro Financiero del Banco Industrial; el Banco no reparó los vidrios de los pisos superiores, pero las instalaciones fueron reacondicinadas y continuaron funcionado.

#### Inicio de tierra arrasada
Para contrarrestar el auge de la ofensiva guerrilla tras el triunfo de la Revolución Sandinista en Nicaragua en 1979, el gobierno de Lucas García inició la ofensiva de «Tierra Arrasada» en la región en donde operaba el Ejército Guerrillero de los Pobres, en Quiché. Se dieron entonces intensos ataques a poblaciones civiles que resultaron en masacres registradas por el informe de Recuperación de la Memoria Histórica (REMHI) y los informes de la Comisión para el Esclarecimiento Histórico. El informe REMHI indicó que «la mayoría de las masacres registradas [...] corresponden al Departamento de Quiché (263); le siguen Alta Verapaz (63), Huehuetenango (42), Baja Verapaz (16) Petén (10) y Chimaltenango (9)», pero también aparecen en otros departamentos. «Después de octubre de 1981 hay más testimonios de masacres y se caracterizan por un patrón más indiscriminado», lo que sugiere que «después de esa fecha las masacres fueron más importantes, estaban planificadas con mayor premeditación y llevaron a cabo una destrucción más global de las comunidades, en congruencia con la gran ofensiva desarrollada por el Ejército a partir de Chimaltenango hacia grandes áreas del Altiplano».
Junto con la quema y destrucción de las casas, las torturas, atrocidades masivas y las capturas de la población aparecieron en más de la mitad de los ataques. Los enterramientos en fosas comunes, a menudo excavadas por las propias víctimas, se describen también en una parte importante de los testimonios; estos enterramientos clandestinos en fosas comunes fueron utilizados muchas veces como una forma de ocultar las pruebas de los asesinatos. En otras ocasiones las masacres se dieron en el marco de operativos a gran escala con gran despliegue de fuerzas militares y apoyo de la aviación que bombardeó esas zonas. Al menos una de cada nueve comunidades analizadas sufrió bombardeos asociados a masacres, ya fuera en los días anteriores o después del bombardeo; las regiones más bombardeadas fueron las comunidades del área ixil y Sacapulas en Quiché, algunas zonas de Baja Verapaz y de Huehuetenango.
Después del ataque lo más frecuente fue que la gente huyera (40 %) como forma de defender su vida, ya fuera a la montaña, al exilio o a otra comunidad; una de cada seis aldeas que sufrieron masacres quedó completamente arrasada.

#### Comunidades de población en resistencia

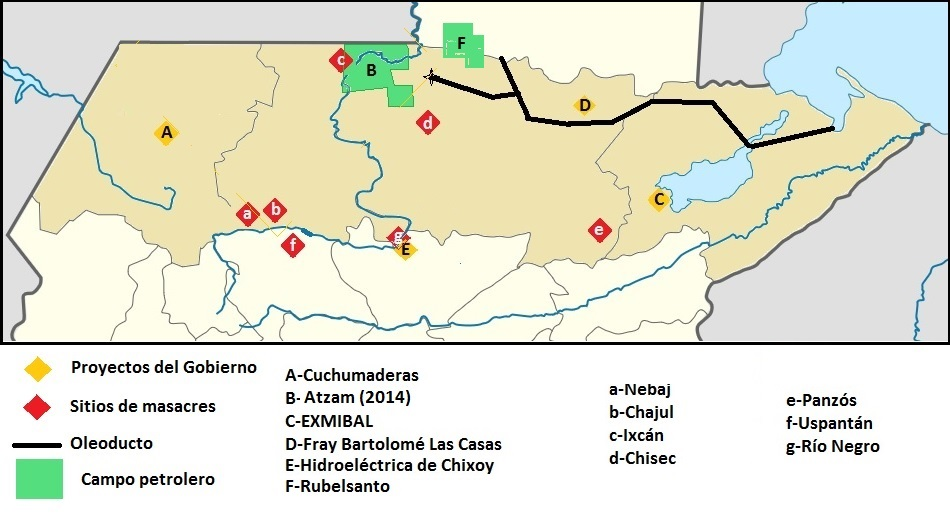
Ubicación de proyectos gubernamentales y de masacres en el área de la Franja Transversal del Norte. Obsérvese el campo petrolero de Atzam que se encuentra operativo en Ixcán.

Ningún sector fue más afectado por la violencia durante los años de la Guerra civil de Guatemala que la población campesina; la guerra dejó en el campo un saldo de muertes y destrucción sin precedentes, generando entre otras reacciones la fuga masiva de miles de campesinos guatemaltecos. En el período 1981-82, en el que más de cuatrocientos pueblos y aldeas fueron arrasadas y miles de guatemaltecos asesinados, la reacción de los sobrevivientes atrapados entre dos fuegos —las fuerzas del ejército y las de elementos guerrilleros de la URNG— fue huir, o ponerse bajo el control del Ejército forzados a participar en las patrullas de autodefensa civil (PAC) o reubicados en las «aldeas modelo», en donde fueron concentrados. Unas cincuenta mil personas totalmente desposeídas se escapó a zonas selváticas del departamento del Quiché —unos en la Sierra Ixil, y otras en el Ixcán, fronterizo con México— pasando esos años escondidos del mundo exterior y fuera de control gubernamental formando mínimos grupos urbanos que luego formaron las Comunidades de Población en Resistencia (CPR).
Étnicamente las CPR del Ixcán eran en su gran mayoría k'iches mientras que en las comunidades de la Sierra eran mayoritariamente ixiles, siendo el resto chajuleños, cotzaleños y k'iches, así como ladinos.

#### Represión contra la Universidad de San Carlos
Durante los gobiernos militares de los años setenta, se mantuvo la tensión entre el gobierno y la universidad, la cual llegó a su punto álgido en 1978, durante las protestas masivas que se produjeron para protestar por el alza del pasaje al transporte urbano de la Ciudad de Guatemala. La Asociación de Estudiantes Universitarios tuvo un papel protagónico en las protestas, pero esto trajo la persecución de sus líderes y el asesinato del secretario general de dicha asociación Oliverio Castañeda de León, el 20 de octubre de ese año.
A tan solo quince días del asesinato de Castañeda de León, fue desaparecido su sucesor, Antonio Ciani García, y en los siguientes dieciocho meses recibieron amenazas casi todos los dirigentes estudiantiles y profesores universitarios con vinculaciones políticas (incluso con los partidos legales). Quienes no hicieron caso y continuaron con sus actividades de protesta, murieron o fueron secuestrados. En 1979 hubo varios ataques contra prestigios miembros de la Universidad, incluyendo el asesinato de Alberto Fuentes Mohr, el dirigente estudiantil y sindical Ricardo Martínez Solórzano. Manuel Lisandro Andrade Roca, secretario general de la Universidad en el período de Saúl Osorio Paz y dirigente estudiantil durante las jornadas de 1962, el exalcalde de la capital Manuel Colom Argueta. En la Universidad, el rector Saúl Osorio Paz, después de los ataques a sus colegas y amenazas contra su persona, empezó a vivir en la rectoría, protegido por brigadas estudiantiles del partido universitario FRENTE. En un caso sin precedentes, el rector dirigió la Universidad desde la clandestinidad por casi dos años, al extremo de ser obligado a salir del país.

### Golpe de Estado del 23 de marzo de 1982
El 23 de marzo de 1982, Lucas García fue depuesto por un golpe de Estado liderado por oficiales medios del Ejército de Guatemala. En las primeras comunicaciones, se indicó que el golpe de Estado militar fue dirigido por un grupo de «oficiales jóvenes» del Ejército de Guatemala, cuyo objetivo sería «acabar con la corrupción». Los sublevados tomaron el control de la Ciudad de Guatemala y lograron que el general Lucas García se rindiera a los militares que horas antes habían rodeado el Palacio Nacional.
Tras rendirse, Lucas García fue conducido bajo escolta militar al aeropuerto, para ser expulsado del país; apenas media hora antes se había terminado el plazo dado por los sublevados para que el presidente Lucas se entregara pacíficamente, y las tropas habían tomado posiciones para un posible asalto al palacio, situado en el centro de la ciudad. Mientras tanto, las calles de Ciudad de Guatemala estuvieron tomadas por carros blindados, vehículos con ametralladoras y un gran despliegue de soldados en uniforme de campaña. Las calles de Guatemala quedaron ayer desiertas, y tanto tiendas como establecimientos cerraron sus puertas. El ganador de las elecciones de unas semanas antes, general Aníbal Guevara, estaba de vacaciones en Miami el día del golpe de Estado y no pudo hacer nada para defender su postura.
Tras la salida de Lucas García, los jefes de los sublevados pidieron la comparecencia en el palacio del general Ríos Montt y del candidato a la vicepresidencia por el partido Movimiento de Liberación Nacional en las pasadas elecciones, Lionel Sisniega Otero. Por entonces, Ríos Montt era dirigente de la iglesia evangélica «El Verbo»; no se encontraba de alta en el ejército, pero gozaba de prestigio entre los oficiales medios que lo recordaban en su etapa como director de la Escuela Politécnica, que lo consideraban honesto e idóneo para el cargo. Los golpistas desconocían, aparentemente, su nueva filiación religiosa y su entrega a dicha actividad.
Una vez montada la junta de gobierno, conformado por el general Ríos Montt, el general Horacio Maldonado Shaad y el coronel Francisco Luis Gordillo —quien luego participó en política con su propio partido político, el Movimiento Emergente de Concordia (MEC), y fue parte de la Comisión Nacional de Reconciliación en 1990— anunció que convocaría nuevas elecciones, pero no precisó la fecha. La junta anunció que elaborará un «plan de trabajo que será presentado al pueblo lo antes posible». La Junta de Gobierno disolvió el Congreso y abolió la Constitución tras el triunfo del golpe. En abril de 1982, en cadena nacional de televisión, Ríos Montt declaró una amnistía para que la izquierda subversiva dejara las armas. Tras la escasa respuesta a su petición, el 9 de junio Ríos Montt se autoproclamó jefe de Estado y anuló al general Horacio Maldonado Schaad y al coronel Francisco Luis Gordillo Martínez del poder, mientras que concentra a todos los elementos del ejércitos en los cuarteles cercanos a la capital, en donde descansan por un mes. El 30 de junio de 1982, Ríos Montt dijo en un discurso televisado que el gobierno se daba cuenta de que había guatemaltecos que por temor a ser asesinados no hicieron uso de la amnistía y que por esta razón el gobierno iba a combatir a la subversión con juicios abiertos, completamente justos, a la vez que con energía y con rigor. Informó que para tal efecto había establecido «tribunales de fuero especial» que cumplirían con este propósito y declaró que a partir de ese momento había pena de muerte por fusilamiento, para los que secuestraran, provocaran incendios, y atacaran y dañaran instalaciones de defensa. Finalmente, anunció que a partir del 1.º. de julio quedaba establecido en todo el país el estado de sitio, y que iba a movilizar tropas para combatir a la subversión, para iniciar ya la «batalla final».
Los Tribunales de Fuero Especial, dirigidos por funcionarios desconocidos, civiles o militares, nombrados por el presidente, y que juzgaron y condenaron, de forma drástica y rápida, de modo paralelo al Organismo Judicial a más de quinientas personas culpadas de pretender violentar las instituciones jurídicas, políticas, económicas y sociales del país eran un órgano judicial sujeto al Poder Ejecutivo y específicamente al Ministerio de la Defensa, entonces a cargo del general Óscar Humberto Mejía Víctores.
Tras la visita de la Corte Interamericana de Derechos Humanos a finales de 1982, Ríos Montt decidió suspender todas las ejecuciones a pena de muerte existentes, sin que se diera a conocer el nombre de los condenados, tomando en cuenta algunas sugerencias del organismo internacional de derechos humanos.
Entre el martes 22 de febrero y el 4 de marzo de 1983, seis condenados a muerte fueron noticia mundial: Héctor Adolfo Morales López, los hermanos Walter Vinicio y Sergio Roberto Marroquín González, Carlos Subuyuj Cuc, Pedro Raxón Tepet y Marco Antonio González fueron fusilados apenas unos días antes de la visita del papa Juan Pablo II a Guatemala, y a pesar de este había pedido indulgencia para los condenados.

### Gobierno de Oscar Humberto Mejía Víctores
Ríos Montt fue derrocado el 8 de agosto de 1983 por un golpe de Estado ejecutado por el general Mejía Víctores, su ministro de Defensa, quien inició la transición hacia los regímenes democráticos en el país. Mejía Víctores justificó su golpe, diciendo que «los fanáticos religiosos» abusaban de sus posiciones en el gobierno y también debido «a la corrupción oficial». Siete personas fallecieron durante el golpe. La conciencia en los Estados Unidos sobre el conflicto en Guatemala, y su dimensión étnica, se incrementó con la publicación en 1983 del relato autobiográfico Me llamo Rigoberta Menchú y así me nació la conciencia que escribiera Rigoberta Menchú con el apoyo de los altos jefes de la Unidad Revolucionaria Nacional Guatemalteca.
El 12 de agosto de 1983, tras un año y once días de existencia, el Gobierno derogó la ley de los Tribunales de Fuero Especial, tras publicar el decreto 93-83. Las demandas en contra de todo lo que habían ejecutado los Tribunales de Fuero Especial, no obstante, fueron aumentando de tono. Finalmente, en julio de 1984, Mejía Víctores decretó el indulto total mediante el decreto-ley 74-84.
Mejía Víctores se apoyó en un Estatuto Fundamental de Gobierno (Decreto Ley 11-86) redactado por el abogado Manuel de Jesús Girón Tánchez y convocó a una Asamblea Nacional Constituyente. Y mientras la asamblea deliberaba sobre una nueva Constitución, el Gobierno dio marcha al plan de «Reasentamiento militarizado de la población desplazada» y se implementó un proyecto militar para la transición. Y como todavía estaba en marcha la Guerra Civil ejecutan andar el plan «Firmeza 83», con el cual afianzó el control sobre la población civil y fortaleció a las Patrullas de Autodefensa Civil. También puso en marcha los planes de campaña «Reencuentro Institucional 84» y «Estabilidad Nacional 85», con fuerte énfasis político para orientar la transición, pero continúa con el hostigamiento y eliminación selectiva de algunos dirigentes populares, entre ellos el catedrático universitario Santiago López Aguilar.
Durante el gobierno de Mejía Víctores nació el Grupo de Apoyo Mutuo (GAM) liderado por Nineth Montenegro y también cobró una fuerza considerable la Coordinadora de Estudiantes de Educación Media (CEEM) —formada por estudiantes del Instituto Nacional Central para Varones, el instituto Normal Central para Señoritas Belén y el Instituto Rafael Aqueche— la cual organizó masivas protestas en septiembre de 1985 en contra del alza de los precios de los transportes públicos. Al menos diez personas murieron en la Ciudad de Guatemala en la oleada de disturbios urbanos más extensos desde las protestas contra el gobierno de Fernando Romeo Lucas García en agosto de 1978. Los disturbios se iniciaron con manifestaciones populares contra el alza del precio del transporte público pero luego se generalizaron contra la situación económica que vivía el país en ese momento. También, la noche del 3 de septiembre la Universidad de San Carlos de Guatemala fue ocupada militarmente y se dijo que en su interior se encontró un polígono de tiro subterráneo y propaganda subversiva.  Al final, como parte de la solución del proceso se otorgó un bono estudiantil para que los estudiantes de educación primaria y media se transportaran gratuitamente en los buses urbanos, y se promovió a los estudiantes por decreto. Durante estos disturbios hicieron su aparición grupos organizados de pandilleros de áreas marginales de la Ciudad de Guatemala, quienes se presentarían posteriormente como las maras y que estuvieron influenciadas por el estilo de baile breakdance que llevaban a Guatemala los jóvenes deportados de los Estados Unidos.

## Retorno al sistema democrático

### Gobierno de Vinicio Cerezo Arévalo
Cerezo Arévalo llegó al poder después de treinta años de gobiernos autoritarios, en un clima de guerra civil, desempleo, desabastecimiento, pérdida de divisas por los gastos militares, escasez de combustibles, aislamiento internacional y en general todos los síntomas de una profunda recesión económica. Luego de su toma de posesión, en enero de 1986, el presidente Cerezo anunció que sus prioridades serían terminar la violencia política y establecer el gobierno de ley. Las reformas incluyeron nuevas leyes del hábeas corpus y amparo (protección ordenada por tribunal), la creación de un comité legislativo de derechos humanos, y el establecimiento en 1987 de la Oficina del Procurador de Derechos Humanos. La Corte Suprema también emprendió una serie de reformas para luchar contra la corrupción y mejorar la eficacia de sistema legal.
En 1979, la moneda guatemalteca, el quetzal se cotizaba a un dólar estadounidense; pero para finales del 1985 el tipo de cambio era de Q 1,47 por dólar, en 1987 era de Q 2,53 y ya para 1990 había caído a Q 5,57 por dólar; este fenómeno impactó desigualmente a la sociedad: por un lado, para los productores de artículos cada modificación del tipo de cambio es rápidamente transferida al consumidor, mediante la revaluación de los precios; por el otro, la gran mayoría trabajadora de la población no tiene un mecanismo similar de compensación y la devaluación resulta en una erosión constante de sus ingresos. Estos cambios estuvieron basados en el enfoque económico neoliberal que indica que al jerarquizar la satisfacción de las necesidades, racionando la utilización de sus escasos recursos, se genera una libertad de elección para los consumidores; sin embargo, el resultado fue la limitación de la capacidad adquisitiva de los mismos.
Con el inicio del gobierno de Marco Vinicio Cerezo Arévalo en 1986, se iniciaron también invasiones de terrenos como no se habían visto antes en la historia de la Ciudad de Guatemala; con invasiones de Villa Lobos I y II en Villa Nueva —que para entonces ya era parte de la zona metropolitana de Guatemala— en 1988, terrenos en los Campos del Roosevelt en las cercanías del hospital del mismo nombre en la zona 11 en 1989 y de terrenos baldíos en la colonia Bethania, zona 7, Santa Elisa en la zona 18, Ciudad Peronia y terrenos en el relleno sanitario de la zona 3, aunque este último fue desalojado violentamente por el pelotón antimotines de la policía en 1990.
El gobierno fue fuertemente criticado por su falta de voluntad para investigar o perseguir casos de violaciones a los derechos humanos. Su gobierno sufrió varios intentos de golpe de Estado: en mayo de 1988 el primer intento de golpe de Estado contra el gobierno puso en alerta a la cúpula del Ejército y dio como resultado que expulsaran y marginaran a varios oficiales de la institución. Un año después, en 1989, se organizó otra intentona por parte de tres grupos —los expulsados y marginados el año anterior y otros cuatro en activo.
Los últimos dos años del gobierno de Cerezo también fueron marcados por problemas de enfrentamientos políticos y de huelgas gremiales, particularmente la de los maestros, quienes reclamaban aumentos salariales. Por otro lado, la CEPAL señala al gobierno de Cerezo por haber logrado el único crecimiento permanente en los últimos cincuenta años de Guatemala, subiendo de una recesión de -2 % del PIB en la época de la guerra a un +4 % de crecimiento del PIB cuando entregó el mando en 1991. El gobierno de Cerezo fue el primero luego de dictaduras y fraudes militares, por lo que el reto más importante consistió en el establecimiento de la institucionalidad democrática, además de enfrentar la problemática de la guerra, para lo cual Cerezo promovió, no solo para Guatemala, sino en Centroamérica, los Acuerdos de Esquipulas I y II, que establecieron el Procedimiento para buscar la Paz Firme y Duradera. A la administración de Cerezo y la Democracia Cristiana se le atribuye la institucionalidad democrática, la modernización económica así como aportes significativos en la etapa democrática que se inició con su administración.

### Gobierno de Jorge Serrano Elías
El 11 de noviembre de 1990 se hicieron elecciones parlamentarias y presidenciales. Después de una votación de desempate, Jorge Serrano asumió la presidencia el 14 de enero de 1991, completando así la primera transición de un gobierno civil electo democráticamente a otro. Como su partido, el Movimiento de Acción Solidaria (MAS) ganó solo 18 de los 116 asientos del Congreso, Serrano firmó una débil alianza con los Demócratas Cristianos y la Unión del Centro Nacional (UCN). El resultado de la administración de Serrano fue mixto. Tuvo éxito en consolidar el control civil sobre el ejército, reemplazando algunos oficiales y persuadiendo al ejército para participar en los diálogos de paz con la URNG. Dio el paso, políticamente impopular, de reconocer la soberanía de Belice. El gobierno de Serrano revirtió el deslice económico que heredó, reduciendo la inflación y reforzando un crecimiento real.
El 25 de mayo de 1993, Serrano disolvió ilegalmente el Congreso y la Corte Suprema y trató de restringir las libertades civiles, según afirmaba para luchar contra la corrupción. El «autogolpe» fracasó debido a protestas unificadas y fuertes por la mayoría de elementos de la sociedad guatemalteca, la presión internacional, y la imposición del ejército sobre las decisiones del Tribunal de la Constitucionalidad, que gobernó contra el intento de golpe. Ante esta presión, Serrano huyó el país. En esta inestabilidad y según lo ordena la Carta Magna de Guatemala, el vicepresidente Gustavo Espina asume la presidencia el 1 de junio de 1993, pero es presionado a renunciar el 5 de junio del año en curso.

### Gobierno de Ramiro de León
El 5 de junio de 1993, el Congreso, de acuerdo con la constitución de 1985, eligió al procurador de Derechos Humanos, Ramiro de León Carpio, para completar el período presidencial de Serrano Elías. De León, no era un miembro de ningún partido político y carecía de una base política, pero gozaba de un fuerte apoyo popular, lanzó una ambiciosa campaña anticorrupción para «purificar» el Congreso y la Corte Suprema, exigiendo las renuncias de todos los miembros de los dos cuerpos.
A pesar de la resistencia considerable del Congreso, la presión presidencial y popular condujo a un acuerdo en noviembre de 1993 entre la administración y el Congreso, intermediado por la Iglesia Católica. Este paquete de reformas constitucionales fue aprobado por el referéndum popular el 30 de enero de 1994. En agosto de 1994, un nuevo Congreso fue elegido para completar el período no vencido. Controlado por los partidos anticorrupción —el FRG, encabezado por el exgeneral Ríos Montt, y el centro-derechista Partido de Avanzada Nacional (PAN)— el nuevo Congreso intentó alejarse de la corrupción que caracterizó a sus precursores.
Bajo el gobierno de De León, el proceso de paz, ahora con la participación de las Naciones Unidas, tomó la nueva vida. El gobierno y la URNG firmaron acuerdos sobre derechos humanos (marzo de 1994), el restablecimiento de personas desplazadas (junio de 1994), esclarecimiento histórico (junio de 1994), y derechos indígenas (marzo de 1995). También hicieron un progreso significativo sobre un acuerdo socioeconómico y agrario.

### Gobierno de Álvaro Arzú (1996-2000)
Las elecciones nacionales para presidente, el Congreso, y oficinas municipales fueron sostenidas en noviembre de 1995. Con casi veinte partidos que compiten en la primera ronda, la elección presidencial llegó hasta un desempate el 7 de enero de 1996 en el cual el candidato del PAN, Álvaro Arzú derrotó a Alfonso Portillo del FRG solamente por un 2 % de los votos. Arzu ganó debido a su fuerza en la Ciudad de Guatemala, donde había servido antes como alcalde, además del área urbana circundante. Portillo ganó en todos los departamentos rurales excepto El Petén. Bajo la administración de Arzú, se concluyeron las negociaciones entre el gobierno y la URNG, en diciembre de 1996, el gobierno firmó los acuerdos de paz, que terminaban un conflicto de 36 años. La situación de los derechos humanos también mejoró durante el gobierno de Arzú, y se tomaron medidas para reducir la influencia de los militares en asuntos nacionales.

#### Privatización de GUATEL
La empresa Telecomunicaciones de Guatemala (TELGUA) fue creada cuando la empresa estatal (GUATEL) fue vendida en 1997 por el gobierno de Arzú a la empresa Luca por 701 millones de dólares; Luca, a su vez, vendió la mayoría de las acciones de la compañía a la empresa Teléfonos de México (TELMEX), la cual dirige el consorcio desde enero de 2000. Para poder privatizar la empresa, el gobierno anterior modificó la Ley de Compras y Contrataciones del Estado, la cual impedía la venta de GUATEL; además, constituyó una empresa privada con fondos del Estado —Telecomunicaciones de Guatemala— a la cual trasladó los activos de la telefónica estatal. Ya como tal, inició la negociación. Los funcionarios del gobierno que negociaron la venta de la empresa telefónica, fueron el ministro de Comunicaciones, Fritz García-Gallont, y el gerente de TELGUA Fredy Guzmán.

## Sigloxxi
{{AP|[[Proceso democrático de Guatemala en el siglo XXI]]}}

### Gobierno de Alfonso Portillo (2000-2004)
Alfonso Antonio Portillo Cabrera gobernó Guatemala del 14 de enero de 2000 al 14 de enero de 2004. Durante su gobierno, comenzó a desnudar el régimen de privilegios del poder económico formal en Guatemala luego de la firma de los Acuerdo de Paz de 1996 —principalmente los de los productores de azúcar, pollo, cemento y cerveza—, pero su legitimidad como presidente fue minada por la reputación internacional del líder de su partido político, el general Efraín Ríos Montt —a quien se comparaba con el general chileno Augusto Pinochet— y la existencia de un Estado estructuralmente corrupto e ineficiente en Guatemala. Al final de su gobierno, tenía en su contra a los miembros de ese poder político, el cual tenía una influencia aplastante en los mercados, los medios de comunicación masiva y en los grupos de la sociedad civil en Guatemala. Esta influencia quedó de manifiesto cuando Portillo fue despojado de inmunidad al ser removido como diputado del Parlamento Centroamericano —cargo que le correspondía como expresidente— y posteriormente encarcelado y enjuicidado en Guatemala.

### Gobierno de Óscar Berger Perdomo (2004-2008)

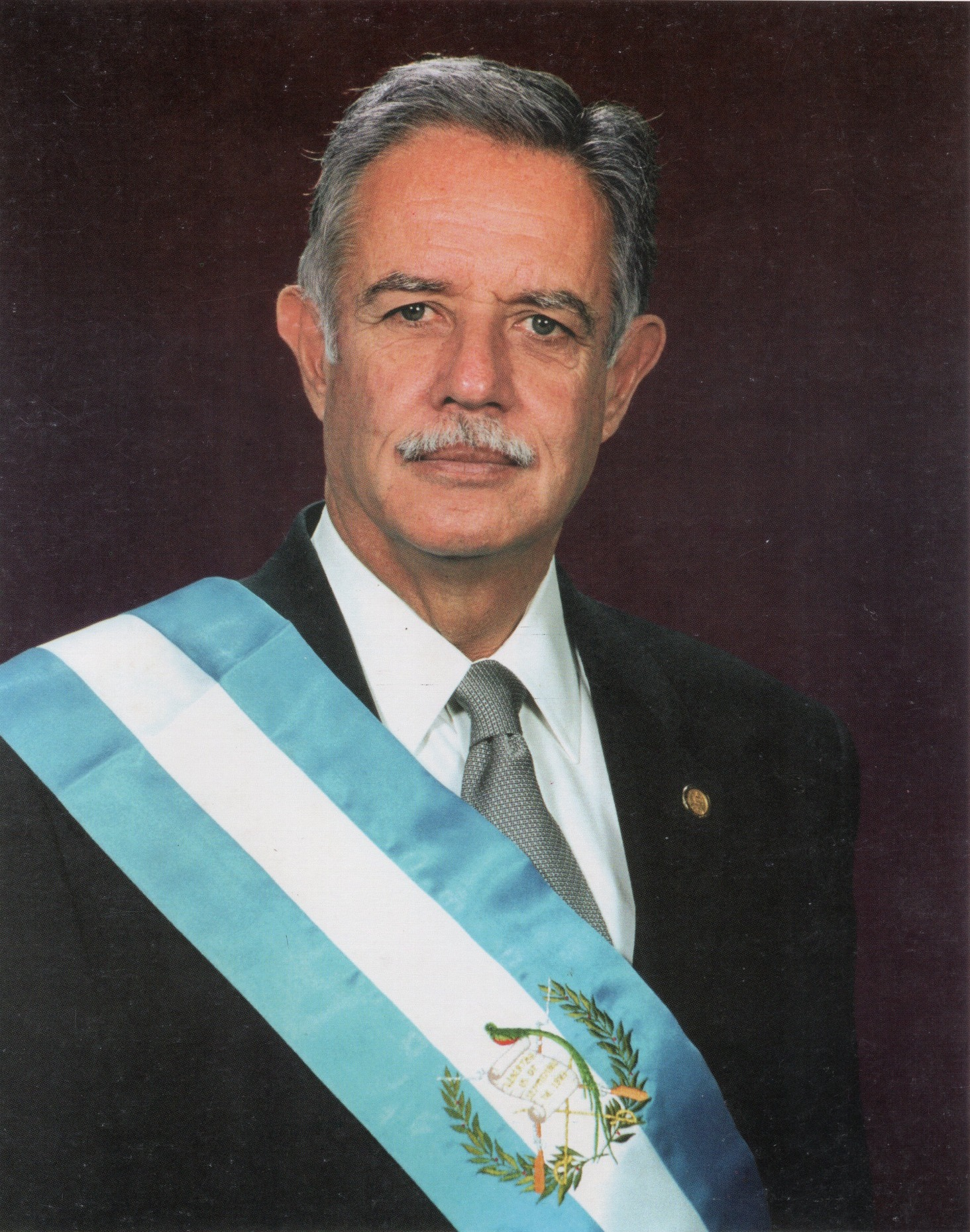
Óscar Berger Perdomo, presidente de Guatemala de 2004 a 2008.

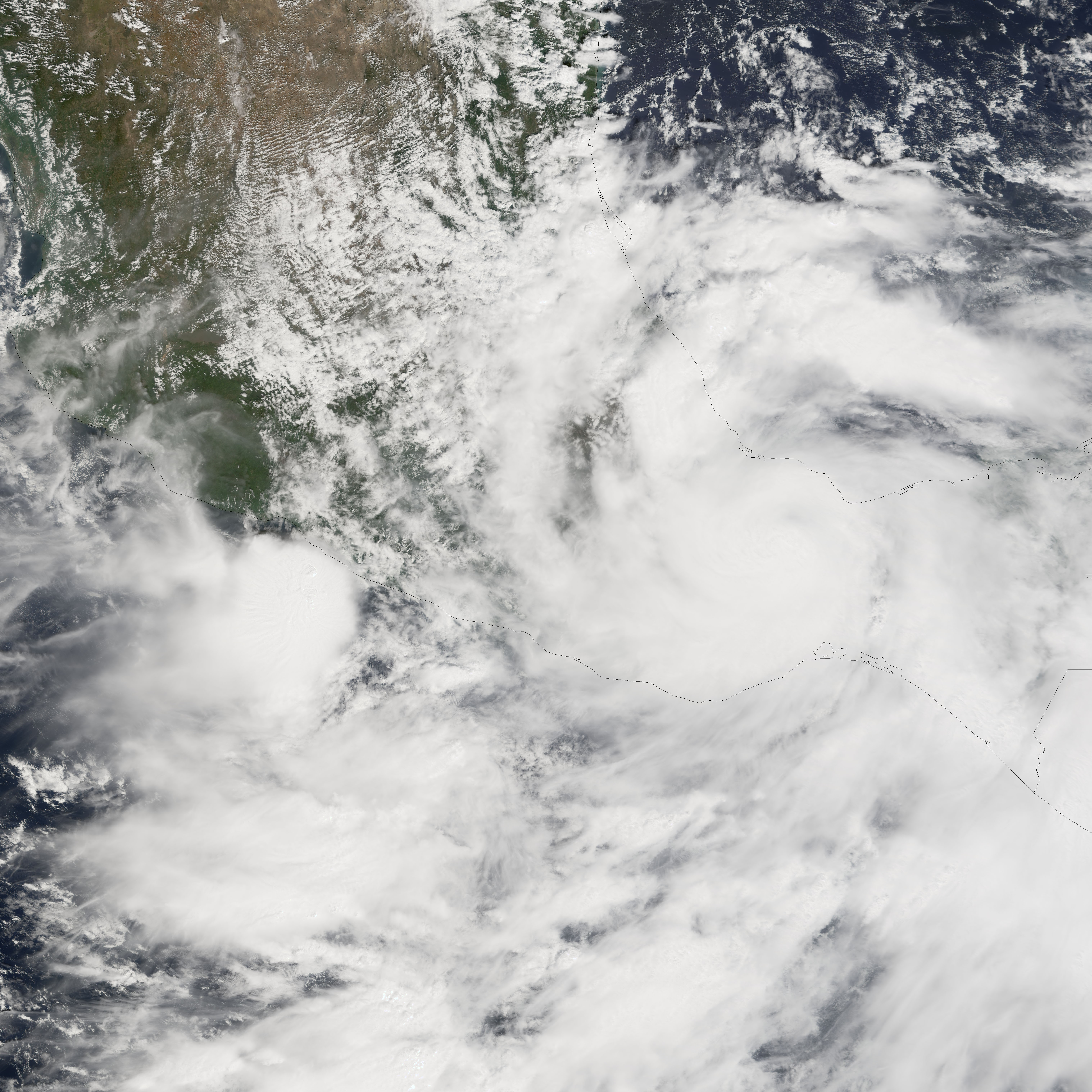
Imagen satelital del Huracán Stan tomada el 4 de octubre de 2005, poco antes de tocar tierra en Centroamérica.

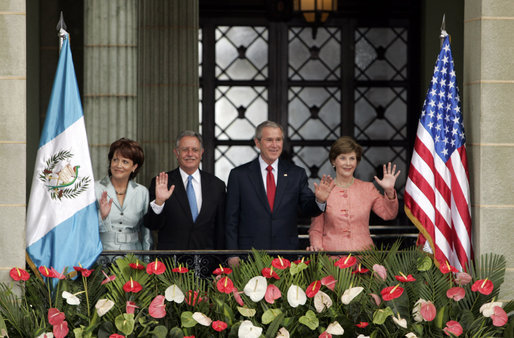
Visita del presidente estadounidense George W. Bush a Guatemala el 12 de marzo de 2007. De izquierda a derecha: Wendy de Berger, primera dama de Guatemala, presidente Berger, presidente Bush y Barbara Bush, primera dama de los Estados Unidos.

Recibió la banda presidencial el 14 de enero de 2004 y tomó posesión para un mandato cuatrienal con un discurso inaugural en el que prometió un trabajo continuado de su Ejecutivo para fortalecer las instituciones del Estado de Derecho y luchar contra la impunidad de los corruptos y los violentos. Al inicio de su gobierno se inició una persecución en contra de exfuncionarios del régimen de Alfonso Portillo, la cual levantó una alta expectativa de que el gobierno desmantelaría la estructura corrupta del Estado pero como esa reforma no se emprendió, al cabo de pocos meses el nivel de aceptación del mandatario entre el público se desplomó.
En octubre de 2005, Guatemala sufrió uno de los peores desastres naturales de su historia. El paso por Centroamérica del huracán Stan, cuyas consecuencias serían más virulentas que las producidas años atrás por el Mitch, sembró el caos en el país, ocasionando centenares de víctimas mortales y de desaparecidos, así como una incalculable cifra de damnificados. Tal fue el grado de destrucción generado, que Berger declaró el «estado de calamidad pública».
Durante su gobierno se realizaron obras importantes como la construcción de varias autopistas de Guatemala y la remodelación del Aeropuerto Internacional La Aurora. pero también ocurrieron serios hechos que descubrieron el grado de corrupción de varios de sus funcionaris: el Caso PARLACEN,
 el Caso de la toma de la cárcel de Pavón, la quiebra de los bancos del Café y de Comercio y el robo millonario en el Aeropuerto La Aurora.
El 12 de diciembre de 2006, las Naciones Unidas y el Gobierno de Guatemala firmaron el Acuerdo relativo a la creación de una Comisión Internacional Contra la Impunidad en Guatemala (CICIG), la cual, tras la aprobación de la Corte de Constitucionalidad en mayo de 2007, fue ratificado posteriormente por el Congreso de la República el 1.º de agosto de 2007. Surgió así la CICIG como un órgano independiente de carácter internacional, cuya finalidad es apoyar al Ministerio Público, la Policía Nacional Civil y a otras instituciones del Estado tanto en la investigación de los delitos cometidos por integrantes de los cuerpos ilegales de seguridad y aparatos clandestinos de seguridad, como en general en las acciones que tiendan al desmantelamiento de estos grupos. Finalmente, la competitividad que fomentó el gobierno de Alfonso Portillo para contrarrestar los monopolios guatemaltecos de azúcar, cerveza, cemento y productos avícolas fue revertida por el gobierno de Berger;  así pues, con Berger se dio un retroceso en cuanto al puesto de competitividad de Guatemala.

### Gobierno de Álvaro Colom Caballeros (2008-2012)
En 2008 tomó el cargo Álvaro Colom Caballeros del partido político de centro izquierda Unidad Nacional de la Esperanza (UNE) tras ganarle a Otto Pérez Molina con una ventaja de 5,36 %, según la cifras del tribunal electoral. Fue uno de los 2 candidatos en alcanzar la segunda vuelta de la elección presidencial de Guatemala el 9 de septiembre de 2007 junto al candidato del Partido Patriota, Otto Pérez Molina. En marzo de 2008, la incursión de cárteles mexicanos en Guatemala se hizo evidente cuando once narcotraficantes murieron en la madrugada del 26 de marzo al parecer en una disputa por el control del territorio, según la hipótesis de la fiscalía; entre los fallecidos estaba Juan José León Ardón, uno de los delincuentes más buscados por la policía guatemalteca y conocido como «Juancho León» o «míster J».
Siguiendo el procedimiento estipulado en el artículo 14 del Acuerdo sobre el establecimiento de la CICIG, el 24 de marzo de 2009, el ministro de Relaciones Exteriores de Guatemala solicitó, por medio de una carta personal dirigida al secretario general de las Naciones Unidas, la prórroga del mandato de la CICIG por otros dos años. La prórroga fue confirmada el 15 de abril de 2009 cuando Ban Ki-moon envió una respuesta personal al ministro de Relaciones Exteriores, por lo que la CICIG siguió trabajando hasta el 4 de septiembre de 2011 para ayudar al Estado. 
En mayo de 2009 el Gobierno de Colom enfrentó su mayor prueba, conocido como el Caso Rosenberg, luego del asesinato del abogado Rodrigo Rosenberg Marzano y que este dejara un video póstumo en el que acusaba al presidente, a su esposa y a funcionarios de Banrural de haber ordenado su muerte.  El gobierno se vio en una situación difícil, pero logró mantenerse en el poder y finalmente la CICIG presentó un polémico reporte final en el que indicó que Rosenberg planeó su propio asesinato luego de caer en depresión tras el asesinato de su amiga, Marjorie Musa, unas semanas antes de su muerte.  
En agosto de 2010, cinco suboficiales de la Guardia Civil española y tres inspectores del Cuerpo Nacional de Policía de dicho país desarticularon en Guatemala la antigua cúpula de Gobernación del gobierno de Berger, a cuyos miembros se acusó de asesinatos, secuestros y blanqueo de dinero. Guatemala había ordenado la búsqueda internacional y captura e ingreso en prisión de, al menos, dieciocho altos funcionarios de la Policía Nacional Civil (PNC) y del exministro de Gobernación, Carlos Vielmann, el ex director general de la PNC, Erwin Sperisen, al subjefe, Javier Figueroa, y al exjefe de la División de Investigación de la Policía Nacional, Soto Diéguez. Las pesquisas de los investigadores españoles apuntaban a la posibilidad de que alguno de los agentes guatemaltecos habría intervenido en la ejecución de cientos de personas. Por su parte, no se citó al expresidente Óscar Berger.
El cantante argentino Facundo Cabral se presentó en la Ciudad de Guatemala el martes 5 de julio de 2011 en el Expocenter del Grand Tikal Futura Hotel y el jueves 7 se presentó en el Teatro Roma de la ciudad de Quetzaltenango, donde cerró interpretando la canción No soy de aquí, ni soy de allá. Fue asesinado el 9 de julio de 2011 alrededor de las 5:20 a. m., en la Ciudad de Guatemala, víctima de un atentado aparentemente dirigido al empresario Henry Fariñas el cual conducía al cantautor y a su representante al Aeropuerto Internacional La Aurora desde el hotel donde se hospedaba, para continuar en Nicaragua con su gira de presentaciones.

### Gobierno de Otto Pérez Molina

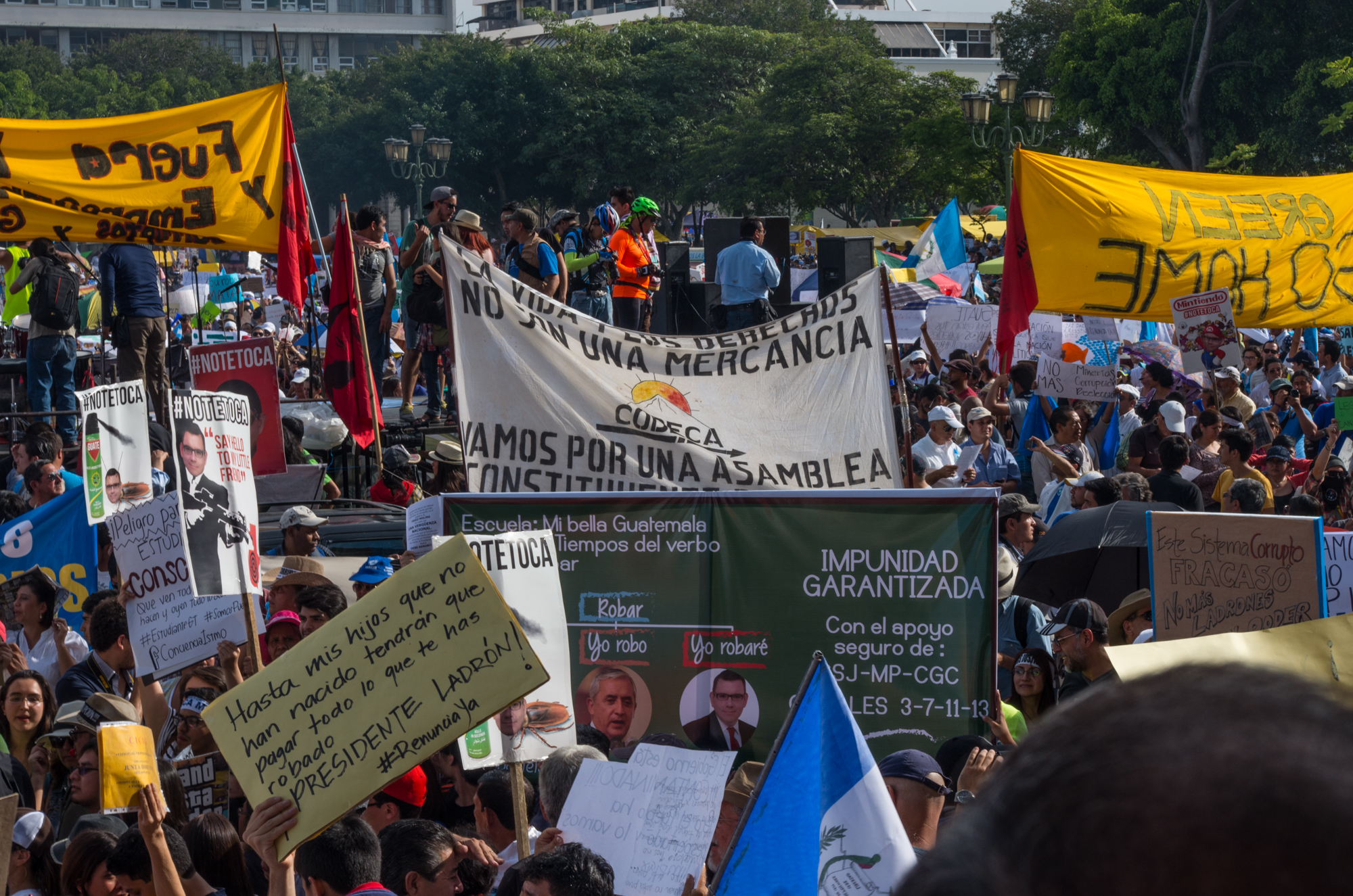
Manifestación del 30 de mayo de 2015, exigiendo la renuncia del presidente Otto Pérez

Al llegar al poder, el gobierno de Pérez Molina privatizó la Empresa Portuaria Quetzal en Escuintla el miércoles de la primera Semana Santa que pasaron como gobernantes. Después, la vicepresidenta Roxana Baldetti colocó a Claudia Méndez Asencio como intendente de Aduanas en la Superintendencia de Administración Tributaria de Guatemala (SAT). Conforme avanzaba su gobierno, Pérez Molina intervino de facto la SAT y colocó a militares en las aduanas, aduciendo que era para aumentar la recaudación y frenar el contrabando. Posteriormente, el Gobierno de Pérez Molina quiso privatizar la recaudación en las aduanas contratando a una empresa argentina, pero la oposición ciudadana los frenó.
Cuando el PP tomó las riendas del gobierno, en 2012, la presencia de Baldetti Elías reafirmó el papel de poder del general retirado Luis Francisco Ortega Menaldo en Guatemala, dada la cercanía entre ambos y que se consolidó durante el gobierno de Jorge Serrano Elías. Considerado como el heredero del liderazgo en la corriente militar conocida como la «Cofradía», Ortega Menaldo operaría tras bambalinas los hilos de la política nacional, algo que no ha sido demostrado,  pero que se rumora persistentemente en el país. Así pues, las dos figuras emblemáticas en el actual gobierno —Pérez Molina y Baldetti Elías— resultarían de la alianza entre las dos principales corrientes militares surgidas durante la Guerra Civil de Guatemala: el «Sindicato» y la «Cofradía».  Pero la aparición de Luis Mendizábal —propietario de la Boutique Emilio, en donde se reunían los miembros de la Línea— según la investigación de la CICIG, confirmó cómo la tercera corriente del ejército también se posicionó dentro del gobierno: la del general retirado Marco Tulio Espinosa Contreras, un general de la Fuerza Aérea, quien se posicionó durante el gobierno de Álvaro Arzú para desplazar a las otras dos durante el período que duró esa administración. Por su parte, el comerciante y miembro de la comunidad de inteligencia Luis Mendizábal es una figura que aparece en momentos coyunturales de la historia de Guatemala desde el Gobierno de Fernando Romeo Lucas García.
El gobierno del Partido Patriota ha pasado por una constante crisis de recaudación fiscal desde 2012, caracterizada por el incumplimiento de las metas de recaudación acordadas entre la SAT y el gobierno. La recaudación en las aduanas bajó en 2013 de Q 15,8 millardos a Q 15,3 millardos, y se desaceleró en 2014; lo mismo sucedió con el Impuesto al Valor Agregado (IVA) sobre las importaciones. Las brechas fiscales en estos años ascienden a unos Q 7 mil millones, que han sido suplidos mediante la emisión de bonos del tesoro y la contratación de préstamos, incrementando la deuda pública. La crisis financiera llevó al gobierno a contemplar la creación de nuevos impuestos a la telefonía, cemento y actividades mineras para financiar el presupuesto 2015, de los cuales el primero fue suspendido provisionalmente por la Corte de Constitucionalidad.
En septiembre de 2014 el capitán retirado Byron Lima Oliva, quien estaba en prisión desde hacía quince años en la cárcel de Pavoncito, condenado por el asesinato del obispo Juan José Gerardi, fue capturado cuando la CICIG descubrió que controlaba dicha prisión y que tenía prácticamente el control del sistema penitenciario de Guatemala. Las investigaciones demostraron que Lima Oliva entraba y salía a su antojo en vehículos blindados y con escolta; cuando fue capturado y llevado a la torre de tribunales para declarar junto con el director de presidios —Edgar Josué Camargo— y otros capturados dijo una y otra vez que era amigo del presidente Otto Pérez Molina. La CICIG informó que Lima Oliva habría creado un imperio de varios millones de dólares por dedicarse al control de la prisión y cobrar hasta doce mil dólares por la venta de traslados de prisión. No era la primera vez que lo capturaban por estar involucrado en actos ilícitos: en febrero de 2013 fue capturado afuera de la cárcel cuando iba en un vehículo blindado y con escolta.
En abril de 2015, en el gobierno guatemalteco se discutía solicitar a la Organización de las Naciones Unidas una prórroga de dos años al mandato de la CICIG.  El 16 de abril, un caso de corrupción en las aduanas de Guatemala fue descubierto por la CICIG en 2015. La investigación de la CICIG involucró a varios altos funcionarios del Gobierno del general retirado Otto Pérez Molina, incluyendo el secretario privado de la vicepresidencia, el capitán retirado Juan Carlos Monzón. Monzón se encontraba en Seúl, Corea del Sur, acompañando a la vicepresidenta, Roxana Baldetti, a quien le fue conferido un doctorado honoris causa en esa ciudad por su trabajo social, cuando se enteró de los cargos contra él y emprendió la fuga. El 9 de mayo de ese año Baldetti Elías presentó su renuncia al cargo, y tras varios días de cambios y elecciones en el congreso, el magistrado de la Corte de Constitucionalidad de Guatemala Alejandro Maldonado Aguirre fue designado como el décimo cuarto vicepresidente de Guatemala.
El 21 de agosto de 2015 la CICIG y el Ministerio Público giraron una orden de captura contra la exvicepresidente Roxana Baldetti y una solicitud de antejuicio contra el presidente Pérez Molina por los delitos de cohecho pasivo, asociación ilícita y caso especial de defraudación aduanera; evidencias obtenidas durante los operativos del 16 de abril demostraron que Juan Carlos Monzón no era el líder de la red de defraudación aduanera llamada «La Línea», sino que lo habrían sido el presidente y la exvicepresidente.
El 2 de septiembre de 2015 renunció a la Presidencia de la República luego de ser desaforado por el Congreso un día antes, y el 3 de septiembre se presentó a la Torre de Tribunales para enfrentar su primera audiencia por el caso de La Línea.

### Gobierno de transición de Alejandro Maldonado Aguirre
El 3 de septiembre, el licenciado Alejandro Maldonado Aguirre, vicepresidente de Guatemala, fue juramentado como el nuevo presidente de la República tras la renuncia de Pérez Molina. Maldonado Aguirre, de 79 años, se convirtió en el primer ciudadano en servir como vicepresidente y presidente de Guatemala en el mismo período sin haber sido electo —anteriormente el licenciado Ramiro de León Carpio había sido designado presidente en 1993.

### Gobierno de Jimmy Morales

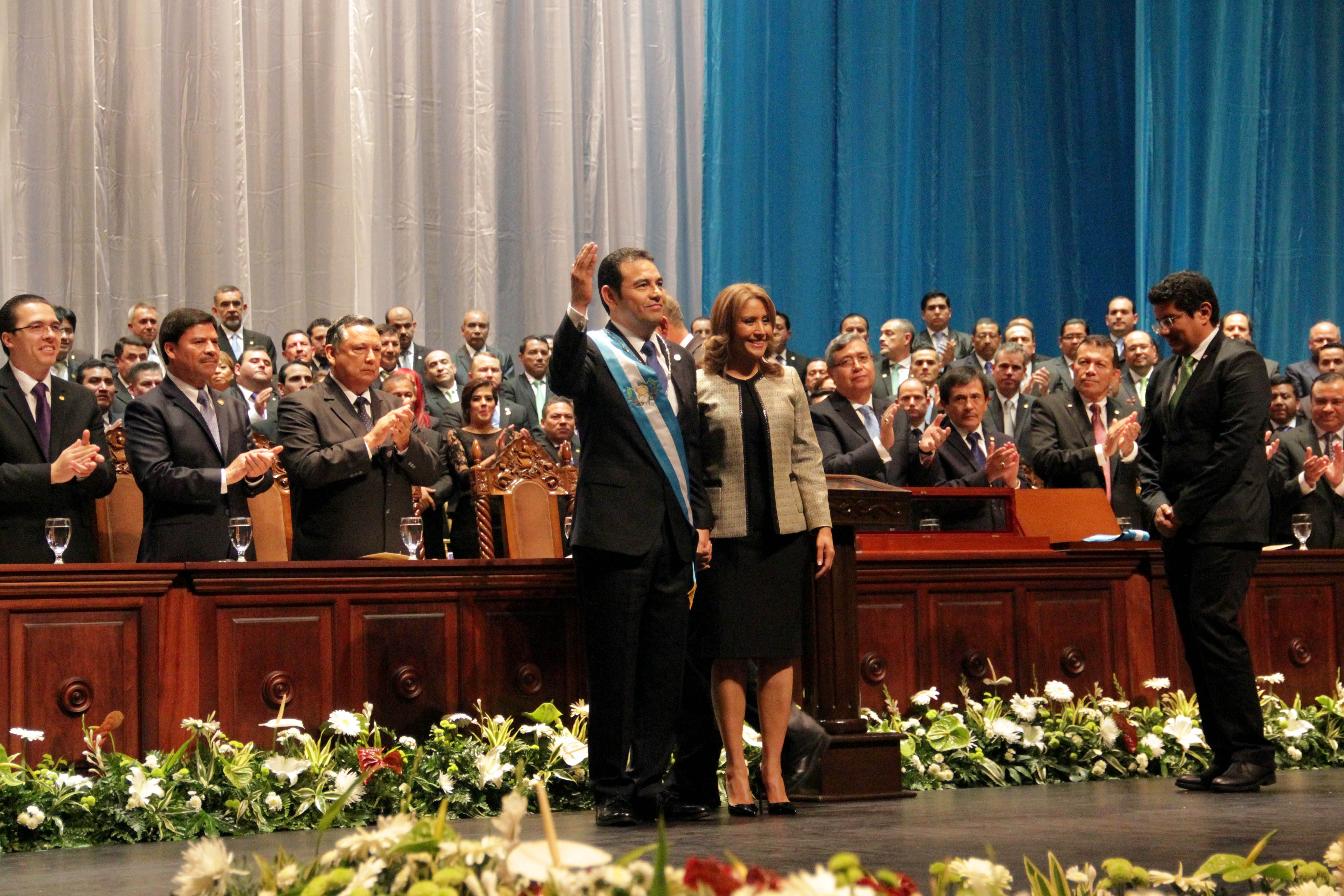
Toma de posesión de Jimmy Morales, 14 de enero de 2016.

Morales y Cabrera juramentaron al cargo de presidente y vicepresidente de la República respectivamente, el 14 de enero de 2016 en el teatro Miguel Ángel Asturias. Fue un gobierno altamente atacado por la izquierda internacional, apoyándose en la CICIG.

### Gobierno de Alejandro Giammattei

#### Pandemia por COVID-19 en Guatemala
El brote fue anunciado oficialmente por el presidente Alejandro Giammattei el 13 de marzo de 2020. El primer caso en ser detectado fue el de un joven originario de Quiché que había regresado de un viaje de Europa.

## Gobierno de Arevalo
El gobierno de Juan José Arévalo se caracterizó por su enfoque en la libertad de prensa y la creación del Instituto Guatemalteco de Seguridad Social (IGSS). Durante su mandato, Arévalo implementó una serie de reformas políticas, económicas y sociales que transformaron radicalmente Guatemala. Entre sus logros se destacan la reforma agraria para redistribuir la tierra y mejorar las condiciones de vida de los campesinos, así como la creación de instituciones como el Banco de Guatemala y el Instituto Guatemalteco de Seguridad Social. Sin embargo, estas reformas también generaron tensiones con sectores conservadores y empresas extranjeras, lo que llevó a conflictos y protestas en el país. A pesar de los desafíos, el gobierno de Arévalo sentó las bases para futuros cambios en Guatemala y se le reconoce como uno de los líderes más importantes en la historia del país. 
Ver todo